# نسل‌کشی ارمنی‌ها
نسل‌کشی ارمنی‌ها (به ارمنی: Հայոց Ցեղասպանություն؛ به ترکی استانبولی: Ermeni Soykırımı) که گاهی با نام‌های دیگری چون هولوکاست ارمنی‌ها (پاکسازی نژادی)، کشتار ارمنی‌ها و نیز توسط خود ارمنی‌ها با عنوان جنایت بزرگ (به ارمنی:Մեծ Եղեռն) شناخته می‌شود، به نابودی عمدی و از پیش برنامه‌ریزی شده (نسل‌کشی) جمعیت ارمنی ساکن سرزمین‌های تحت کنترل امپراتوری عثمانی در دوران جنگ جهانی اول (۱۹۱۵ تا ۱۹۱۷ میلادی) توسط دولتمردان عثمانی و رهبران قیام ترکان جوان گفته می‌شود. عملیات در قالب کشتارهای دسته‌جمعی و نیز تبعیدهای اجباری در شرایطی که موجبات مرگ تبعیدشدگان را فراهم آورد، انجام می‌پذیرفت. امروزه تعداد کل قربانیان نسل‌کشی ارمنیان بین یک تا یک و نیم میلیون نفر برآورد شده‌است.
در طی این دوران، تصوری برای تعدادی از سردمداران تُرک ایجاد شده بود مبنی بر اینکه ایجاد کشوری جدید و نوین (تُرکیه) برای تُرک‌ها در گرو ایجاد کشوری با یک نژاد واحد (یعنی تُرک‌ها) است و این کار با تصفیه نژادی که همان پاکسازی منطقه آناتولی از اقلیت‌های دینی و نژادی (به خصوص یونانیان، آشوریان و ارمنی‌ها) صورت می‌پذیرد. از این رو، دیگر گروه‌های قومی منطقه، از جمله آشوریان، یونانیان و کردها نیز به طریقی مشابه مورد حملهٔ تُرکان عثمانی قرار گرفتند؛ به گونه‌ای که بسیاری از محققان این رویدادها را نیز بخشی از همان سیاست نابودسازی قومی دولت‌مردان تُرک دانسته‌اند. امروزه این رویداد به‌طور گسترده به عنوان یکی از اولین نسل‌کشی‌های سده بیستم شناخته می‌شود.
علاوه بر دستگیری و اعدام ارمنی‌ها، جمعیت بسیار زیادی از مردان، زنان و کودکان ارمنی از خانه و کاشانه خود تبعید، بدون هیچ دسترسی به آب و غذا به قصد مرگ وادار به راهپیمایی در مسیرهای طولانی و بیابانی شدند. تجاوز و آزار و اذیت جنسی قربانیان توسط نیروهای متخاصم در طول تبعید به دفعات گزارش شده‌است.
پژوهش‌های بسیار زیادی دربارهٔ نسل‌کشی ارمنیان انجام شده و می‌شود. که قریب به اکثریت آن‌ها وقوع چنین نسل‌کشی را واقعی و انکارناپذیر می‌دانند. امروزه کشور ارمنستان خواهان به رسمیت شناختن این نسل‌کشی است اما دولت ترکیه علی‌رغم عدم انکار وقوع چنین واقعه‌ای از پذیرفتن این واقعه با عنوان «نسل‌کشی» خودداری کرده و وجود سیاست سیستماتیک برای نابودی ارمنیان را قبول ندارد. ترکیه معتقد است که در آن سال‌ها علاوه بر ارمنی‌ها ترک‌های بی‌دفاع نیز قربانی آشفتگی‌ها شده‌اند.
اخراج ارمنی‌ها اغلب اوقات با غارت، تجاوز و کشتار همراه بود. خیلی از اخراج‌شدگان کشته شدند، یا از گرسنگی و بی سرپناهی در راه اردوگاه‌های نزدیک استان دیرالزور جانشان را از دست دادند. چندین هزار نفر از گرسنگی و بیماری در اردوگاه‌های اُسرای جنگی — که در آنجا ساخته شده بود — جانشان را از دست دادند.

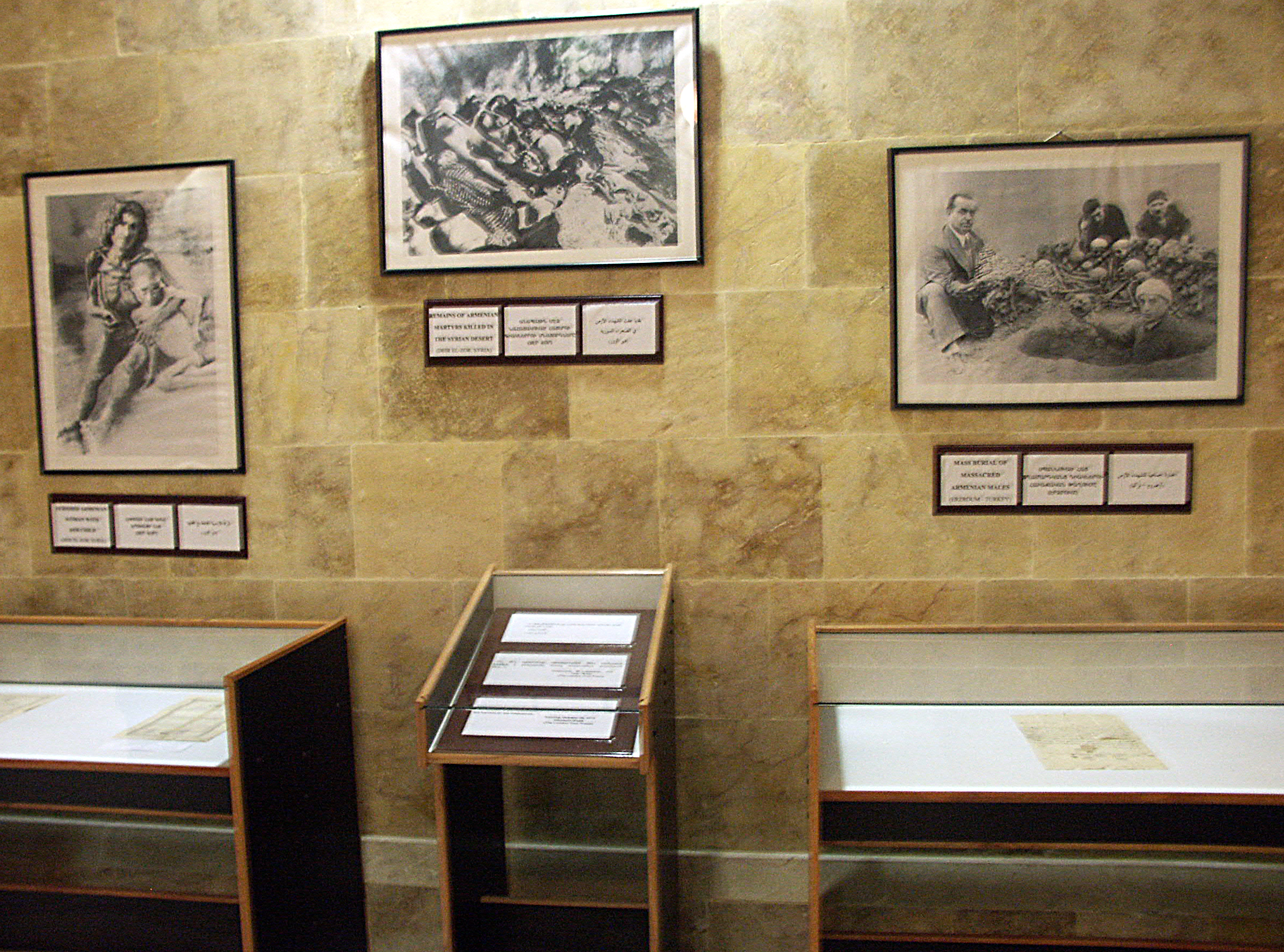
موزه نسل‌کشی ارمنیان در دیرالزور

اجماع نظری در مورد علت‌ها و هدف‌های اخراج ارمنی‌ها ممکن است هرگز به دست نیابد. صاحب‌منصب‌های تُرک اجازه وارسی آرشیو تاریخ جنگ را به گروه مستقل تحقیقاتی تاریخ ندادند و هدف دولت عثمانی از اخراج ارمنی‌ها حل‌نشده باقی مانده‌است. خاطره این واقعه به عنوان جنبه بسیار مهم بر هویت ملی ارمنیان تا به امروز باقی مانده‌است و بسیاری از ارمنیان ادعا می‌کنند که هیچ سازشی با جمهوری ترکیه تا زمان به رسمیت شناختن عمل نسل‌کشی امکان ندارد.
دانشنامه ایران در این مورد نوشته‌است: «بزرگ‌ترین رویداد مصیبت‌بار در تاریخ ارمنیان با آغاز جنگ جهانی اول روی داد. در ۱۹۱۵ میلادی دولت ترکان جوان تصمیم گرفت همهٔ جمعیت ارمنی ۱٬۷۵۰٬۰۰۰ نفری کشور را به سوریه و میان‌رودان انتقال دهد. آنان ارمنی‌ها در امپراتوری عثمانی را به رغم تعهد بسیاری از آنان به وفادار، عناصر خطرناک خارجی و شریک در توطئهٔ دشمن مسیحی‌گرای تزاری برای برهم زدن فعالیت‌های عثمانی در شرق می‌دانستند. در آنچه بعدها «نخستین نسل‌کشی» سدهٔ ۲۰ میلادی خوانده شد، صدها هزار ارمنی که از خانه‌های خود رانده شده بودند، یا قتل‌عام شدند، یا در خلال جابه‌جایی قومی، آن قدر پیاده راه پیمودند تا جان باختند. شمار کشته‌شدگان ارمنی در ترکیه طی سال‌های ۱۹۱۵ تا ۱۹۲۳ میلادی بین ۶۰۰٬۰۰۰ (در منابع رسمی ترکیه) تا ۱٬۵۰۰٬۰۰۰ تن برآورد شده‌است. علاوه بر این، طی این مدت ده‌ها هزار تن از آنان به روسیه، ایران، لبنان، سوریه، فرانسه و ایالات متحده آمریکا مهاجرت کردند.»

## تاریخچه
در سال ۱۴۵۳ میلادی، سپاهیان محمد دوم شهر مسیحی کنستانتینوپولیس را با نام اسلام گشودند و به عمر امپراتوری روم شرقی (بیزانس) که از مراکز فرهنگی اروپا بود، پایان دادند. به این ترتیب امپراتوری عثمانی توسط تُرک‌های مهاجری که وارد آسیای صغیر شده بودند ایجاد شد. عثمانی‌ها با آمیخته‌ای از فرهنگ تُرکی-اسلامی به حذف مسیحیان پرداختند. نخستین کار آن‌ها برداشتن نام کنستانتین و گذاشتن کلمه اسلام به جای آن بود که نام پایتخت به اسلامبول (استانبول) تغییر یافت.

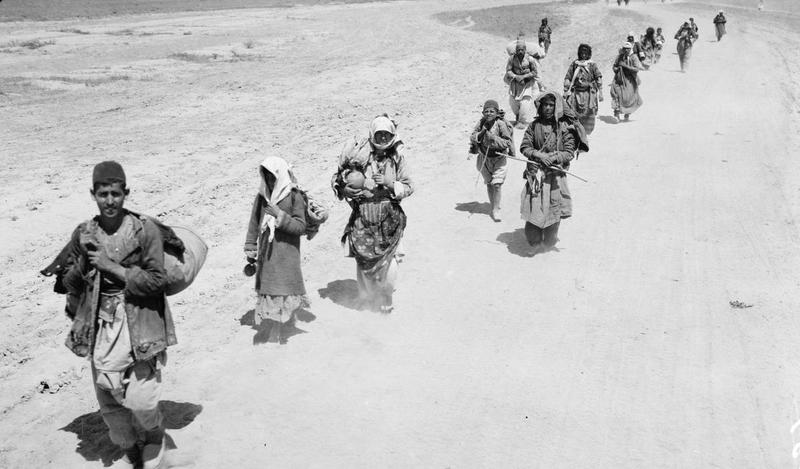
گروهی از ارمنیان در حال تبعید از ترکیه، و نزدیک شدن به خطوط بریتانیا منتشر شده توسط:موزه جنگ بریتانیا

گرچه دولت عثمانی در شرق با برخورد به صفویان و جنگ‌های طولانی به نتیجه‌ای نرسید، لیکن در اروپا به پیشروی ادامه داده و تا دروازه‌های وین پیش رفتند. پس از شکست قطعی در برابر نیروهای متحد اروپایی در سال ۱۶۸۳ میلادی، دولت عثمانی تدریجاً شروع به عقب‌نشینی نموده و ظرف چند سده کم و بیش کلیه متصرفاتشان را در اروپا از دست دادند. از این گذشته امور داخلی امپراتوری نیز از هم گسیخته شده و کلیه تلاش‌های داخلی و بین‌المللی برای ترمیم امور بی‌نتیجه ماند، به‌طوری‌که دولت عثمانی به (مرد بیمار اروپا) معروف گشت.

### استبداد عبدالحمیدی
از اواخر سده نوزدهم میلادی، ظلم و ستم دولت عثمانی نسبت به اتباع ارمنی آن امپراتوری شدت یافت. عبدالحمید دوم به دو طریق می‌کوشید ارمنستان غربی را از سکنه بومی آن خالی سازد:
- از طریق بستن مالیات‌های سنگین، که نهایتاً منجر به مهاجرت روستاییان می‌شد.[۳۲]

خط مشی ای که زمامداران عثمانی دنبال می‌کردند بیش از پیش بر شدت وضع دردناکی که ارمنیان در آن به‌سر می‌بردند افزود. مالیات‌های غیرقانونی، چپاولها، خلع ید از اراضی ملکی، سوءقصدها، کشتارها، تجاوزها و تعدی‌ها و آدم‌ربایی‌ها اعمال اصلی رژیم و وحشت و ستمی بود که ارمنی‌ها در زیر یوغ آن به‌سر می‌بردند. زجر و آزارها و ستمهایی که یک حکومت فاسد و عاری از هر گونه احساس مسئولیت در حق مردم ارمنی روا می‌داشت، حکومتی که تعصب تند ساکنان غیر مسیحی را تحریک می‌کرد و از کردها برای عملی کردن نظرات خود سوءاستفاده می‌نمود.
- با تحریک احساسات مذهبی مردمان کُرد و چرکِس، که در آن زمان جزو سپاهیان عثمانی محسوب می‌شدند، علیه ارمنی‌ها و تشویق آن‌ها به حمله به روستاهای ارمنی‌نشین و غارت و چپاول سکنه ارمنی، قتل یا وادار کردن آن‌ها به کوچ اجباری.[۳۵][۳۶] البته بسیاری از کُردها نیز که مخالف نسل‌کشی بودند از شرکت در کشتار و غارت سرباز زدند و در عوض با پنهان کردن یا با گرفتن حضانت کودکان ارمنی به آن‌ها کمک کردند.[۳۷]

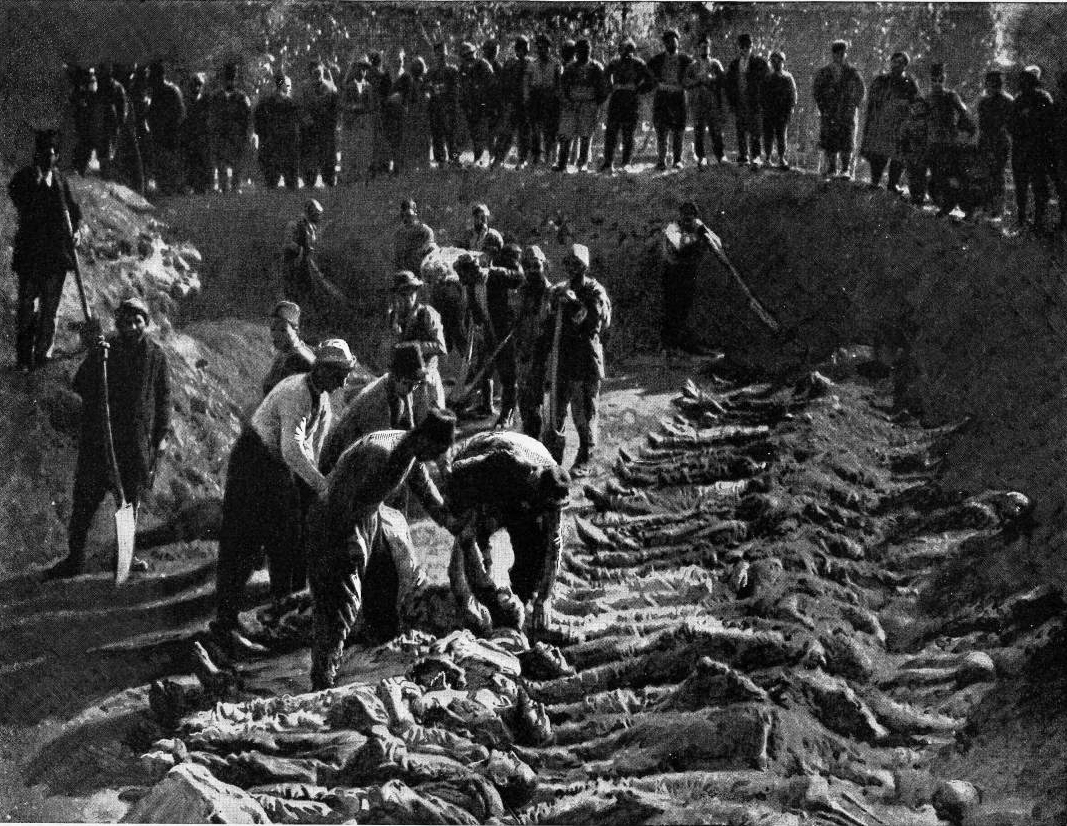
قربانیان ارمنی قتل‌عام شده در یک گور دسته جمعی در گورستان ارزروم به خاک سپرده می‌شوند.

علاوه بر مالیات‌های سنگینی که مقامات دولتی عثمانی از ارمنیان می‌گرفتند این مردم مجبور بود باجهای غیرقانونی هم به بزرگان عشایر کُرد بپردازد. اگر در کشورهای متمدن دو نوع مالیات متمایز به نام مستقیم و غیرمستقیم گرفته می‌شود برای دهقانان ارمنی ترکیه این تقسیم‌بندی به صورت دیگری بود، بدین معنی که آنان نیز دونوع مالیات می‌پرداختند، مالیات‌های قانونی و غیرقانونی. علاوه بر این روستاهای ارمنی‌نشین مجبور بودند زمستان‌ها افراد عشایر کُرد را که در آخر پاییز چراگاههای کوهستانی را ترک می‌گفتند و به دشت می‌آمدند بی‌بها در خانه‌های خود مسکن بدهند. بعدها وقتی سیاست دولت عثمانی در ضدیت با توده‌های ارمنی به اوج شدت خود رسید عمل (دراگوناد) یا (تحمیل سرباز) صورت گرفت، بدین معنی که دولت سربازان تُرک را به زور در خانواده‌های ارمنی سکنی می‌داد.
این وضع از سال ۱۸۷۸ تا ۱۸۹۴ میلادی موجب شد که ده‌ها هزار ارمنی به سرزمین قفقاز جنوبی و به ایالات متحده آمریکا مهاجرت کنند. لیکن توده انبوه ملت ارمنی که سخت به سرزمین زادگاهشان دلبسته بود در کشورش باقی ماند. ارمنیان حس می‌کردند که این مهاجرت مسلماً همان هدفی است که سیاست عثمانی دنبال می‌کند و آنان باید با ماندن و آویختن به خانه و زمین خود نقشه آنان را نقش بر آب کنند. نارضایی عمیقی در میان ارمنیان پیدا شد و موجب به وجود آمدن انجمن‌ها و حزب‌های ارمنی گردید که هدف و مرام همه آن‌ها بهبود بخشیدن به وضع زندگی ارمنیان ترکیه و دفاع از ملیت ارمنی بود. در ماه ژوئن ۱۸۹۰ حادثه خونینی در ارزروم به وقوع پیوست. معموران انتظامی عثمانی بر مبنای یک گزارش بی‌اساس و دروغین در کلیسای حواری ارمنی ارزروم برای کشف اسلحه به تجسس و تحقیق پرداختند. ارمنیان که از این هتک حرمت و تجاوز به مکان مقدسشان به خشم آمده بودند به رهبری یکی از مردان سرشناس خود به نام «هاروتیون پاسدرماجیان» در صدد دفاع از کلیسای خود برآمدند ولی نیروی مسلح ترکان همه آنان را درجا تیرباران کردند.
ویکتور برار در کتاب خود می‌نویسد:
«تفتیش و بازرسی در کلیسا با ناشیگری و خشونتی که عمال تُرک معمولاً در این‌گونه عملیات از خود نشان می‌دهند انجام گرفت. کلیسای جامع که ارمنیان از آن دفاع می‌کردند به زور تسخیر شد و از طرف سربازان تُرک مورد بی حرمتی و توهین قرار گرفت. بازرسی و تفتیش ثابت کرد که نه اسلحه‌ای در کار بوده و نه باروتی، ولی بیست ارمنی به قتل رسیده و بیش از سیصد نفر مجروح شده بودند.»
«مسیحیان در معرض تحقیر و توهین نیز قرار داشتند. آنان از برگزاری مراسم دینی شان به گونه‌ای که مسلمانان را ناراحت کند منع شده بود. به صدا درآوردن ناقوس کلیسا و ساخت کلیسا یا کنیسه ممنوع بود. تعمیر کلیساهای موجود به اخذ مجوز حکومت نیاز داشت. علاوه براین، مسیحیان از اسب سواری و حمل اسلحه منع شده بودند، و هنگام عبور مسلمانان باید کنار می‌کشیدند. رنگ لباس و کفش مسیحیان و کیفیت جنس آن‌ها باید قابل تشخیص از مسلمین می‌بود. از چندین حکم حکومتی که به دست ما رسیده‌است، مثل این نمونه از سده شانزدهم پیداست که زمانی پوشیدن خفتان‌های یقه دار، پارچه‌های گران‌قیمت، برای غیر مسلمانان ممنوع بود. همچنین رنگ لباس مسیحیان متفاوت بود، کفش و سربند ارمنی‌ها باید قرمز باشد، در حالی که یونانیان سیاه و یهودیان فیروزه‌ای می‌پوشیدند. باید خانه‌های آنان رنگ متفاوتی از مسلمانان می‌داشت و حتی در حمام‌های عمومی غیر مسلمانان باید زنگوله‌ای به لنگ حمام خود وصل می‌کردند.»
پس از خلع سلطان عبدالحمید، توسط ترکان جوان که ارمنی‌ها نقش به سزایی در انقلاب داشتند، دولت جدید همه وعده‌های خود را فراموش کرده و اقدامی در جهت بهبود اوضاع عمومی کشور و به خصوص ترمیم وضعیت ارمنیان به عمل نیاوردند. به تدریج معلوم شد که منظور ترکان جوان از شعار (اتحاد و برادری) مستحیل شدن ملل غیر تُرک امپراتوری درمیان تُرک‌ها و تشکیل دولت یکدست تُرکی بود. به همین جهت، راجع به حقوق داخلی – قومی ساکنان غیر تُرک به هیچ وجه حاضر به گفتگو نبودند و به عکس، با خشونتی که یادآور اعمال سلطان عبدالحمید بود شروع به سرکوب اعتراضات مردمی نمودند.
دولتهای اروپایی، از جمله روسیه و انگلستان، گرچه هشدارهایی در رابطه با ارمنی‌ها به دولت جدید می‌دادند، لیکن منافع خود آنها، به خصوص انگلستان، در امپراتوری عثمانی و نیز رقابت‌های فی‌مابین خودشان مانع از اقدام جدی برای اجبار تُرک‌ها به پایان دادن به ستم‌ها علیه سکنه ارمنی می‌شد. ترکان جوان با علم به این موضوع، درصدد برآمدند که مسئله ارمنی را با قلع و قمع کامل آنان در سطح امپراتوری حل نمایند، به نحوی که، به زعم خودشان، دیگر مدعی و موجبی برای درخواست اصلاحات وجود نداشته باشد. عاملی که به ویژه آن‌ها را به سوی این راه حل سوق می‌داد، این بود که سردمداران حزب اتحاد و ترقی، با الهام از ایده‌های پان‌ترکیسم، هدف دوردست احیای امپراتوری عثمانی را دنبال می‌کردند.
جنگ جهانی اول فرصت مناسبی را به ترکان جوان داد. ترکان جوان در سال ۱۹۱۵ میلادی طی یک برنامه از پیش ریخته شده، نسل‌کشی ارمنیان را به مرحله اجرا درآوردند. برنامه‌ای که الگویی برای آلمان نازی در جنگ جهانی دوم شد. نابودی ملت ارمنی توسط دولت وقت ترکیه (ترکان جوان) به شکلی دقیق و محرمانه طرح‌ریزی و اجرا شد. در راس این طرح محمد طلعت پاشا وزیر کشور، اسماعیل انور (انور پاشا) وزیر دفاع و احمد جمال پاشا وزیر دریاداری ترکیه قرار داشتند و از اعضای حزب اتحاد و ترقی بودند. اینان برای پیشبرد هدف‌های خود به دولت آلمان وابسته شده بودند. دولت ترکیه برای اجرای این طرح کمیته‌ای سه نفره تشکیل داد که اعضای آن بهاءالدین شاکر، علی شکری و دکتر ناظم بودند. این طرح در سال‌های ۱۹۲۳–۱۹۱۵ در ارمنستان غربی که تحت اشغال امپراتوری عثمانی بود، به اجرا درآمد و طی آن یک و نیم میلیون از مردم بی‌دفاع ارمنی از زن و مرد و پیر و جوان قربانی شدند و حدود هشتصد هزار نفر دیگر در سراسر جهان پراکنده شدند.
بنا بر این طرح نخست کلیه مردان ارمنی از ۱۵ سال تا ۵۰ سال را که توان داشتند، به بهانه بردن به جبهه‌های نبرد به ارتش فرا خوانده شدند. در آنجا آن‌ها را خلع سلاح کرده و به گردان‌های بیگاری در پشت جبهه منتقل کردند.

## علت‌های نسل‌کشی ارمنیان
- تصرف سرزمین باستانی ارمنستان[۴۷][۴۸]

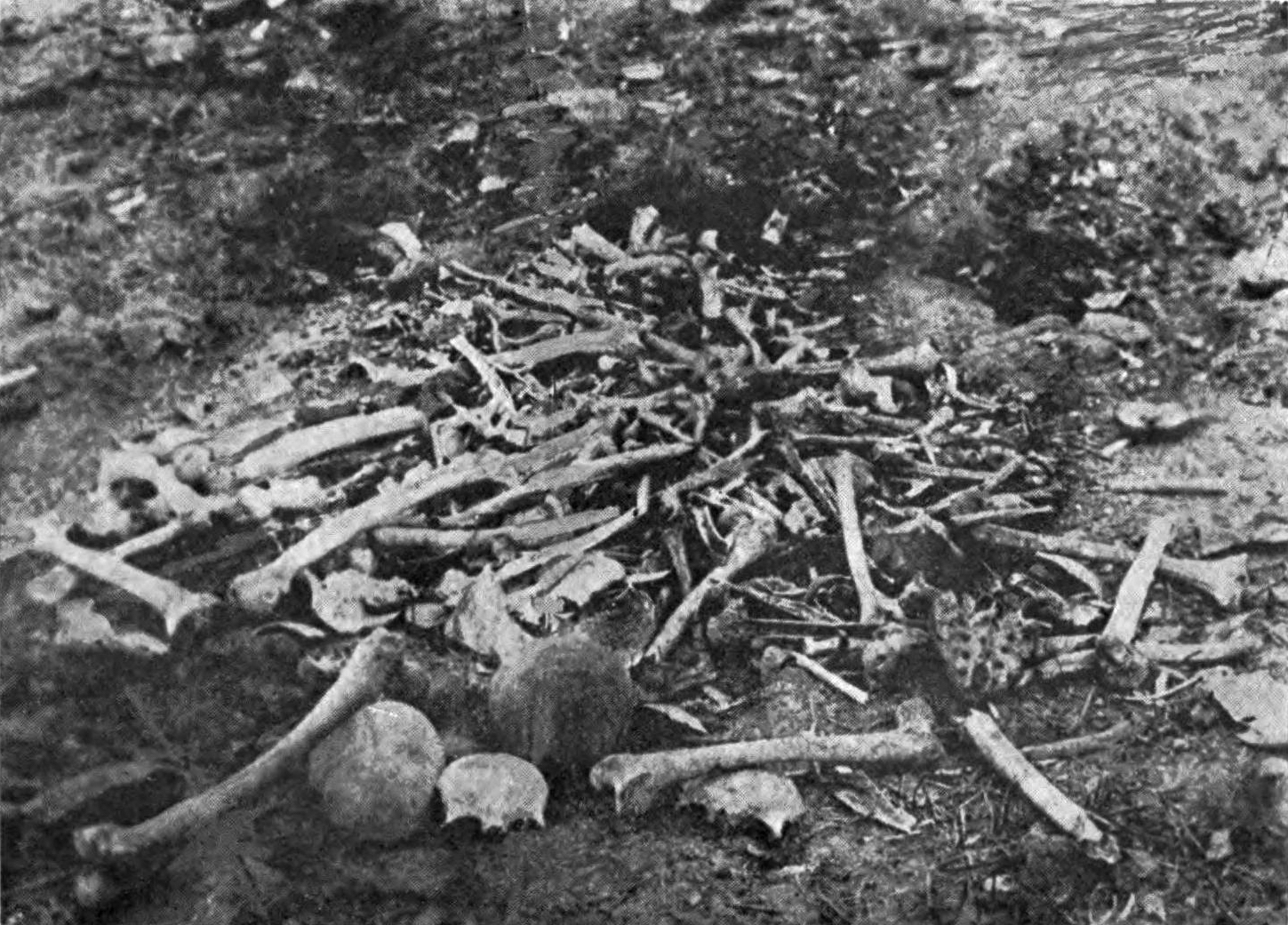
استخوان‌های باقی‌مانده از نسل‌کشی ارمنی‌ها در ارزنجان

نام‌های جغرافیایی ارمنی تغییر نام داده شده در ترکیه

دولت‌های ترکیه بر پایهٔ سیاست‌های پان تورانیسم و به منظور ادامهٔ سیاست قتل‌عام و نسل‌کشی فیزیکی ملت ارمنی شروع به تحریف و تغییر اسامی مکان‌ها در ارمنستان غربی کردند. می‌توان شروع این روند را از ۱۸۷۸ میلادی و پس از عقد معاهدهٔ سان استفانو دانست.
در مادهٔ ۱۶ این معاهده از ارمنستان و شش ولایت ارمنی ترکیه یاد شده اما پس از آن، در پیمان برلین (۱۸۷۸)، بند ۶۱، که به ارمنستان اختصاص داده شده، کلمهٔ ارمنستان حذف و فقط نام استان‌های ارمنی‌نشین ذکر شده‌است.
حکومت‌های ترکیه به این نیز بسنده نکردند و به جای ارمنستان غربی کلمهٔ ترکیهٔ شرقی یا کردستان را رواج دادند. بدین ترتیب، در ۱۸۷۸ میلادی، حکومت ترکیه با ارسال تلگراف‌های محرمانه برای استاندارهای خود آن‌ها را از کاربرد کلمهٔ ارمنستان در مکاتبات خود منع کرد و همچنین در مطبوعات نیز استفاده از کلمهٔ ارمنستان ممنوع شد.
پیگیری این مسئله از سوی حکومت عثمانی در ۱۸۹۰ میلادی عمق بیشتری یافت؛ زمانی که حکومت‌های تُرک در صدد برنامه‌ریزی کشتار و نسل‌کشی ارمنیان بودند.
در ۲۶ ژانویه ۱۹۱۴ میلادی، در توافقنامه‌ای که بین روسیه و حکومت ترکیه به امضا می‌رسد و در اثر فشار حکومت ترکهای جوان به روسیه، عنوان ناحیه آناتولی شرقی جایگزین ارمنستان می‌شود.
اسماعیل انور طی حکمی در ۶ اکتبر ۱۹۱۶ میلادی صادر و اعلام نمود که:
تصمیم گرفته شده‌است که ولایت‌ها، بخش‌ها (مناطق)، شهرها، روستاها، کوه‌ها و رودهایی که نامهای آنان متعلق به ملل غیر مسلمانان مانند ارمنی، یونانی، آشوری است، به تُرکی تغییر یابد. بدین منظور از این لحظه برای رسیدن به هدف اصلی ما از فرصت به‌دست آمده استفاده نمائید. (اداره کل بایگانی دولت جمهوری ترکیه، استانبول)
- پان ترکیسم-پان تورانیسمارمنستان امروزی، همچنان مانعی برای ایجاد سرزمین خیالی توران

ارمنستان امروزی، همچنان مانعی برای ایجاد سرزمین خیالی توران

در آستانه جنگ جهانی اول سیاست ترکیه تحت تأثیر دو نقشه بزرگ قرار داشت: پان ترکیسم و پان تورانیسم. هدف از نقشه اول تُرکی کردن اجباری همه ملت‌های غیر تُرک بود که اکثریت ساکنان امپراتوری عثمانی را تشکیل می‌دادند؛ و هدف از نقشه دوم یعنی پان تورانیسم گردآوری همه ملت‌های تورانی در محدوده یک کشور ترکیه وسیع بود که از تنگه بسفر تا آسیای مرکزی کشیده شود. این نهضت پان تورانیسم ستایشگری چون ضیا گوک آلپ و تئوریسین‌هایی چون مونس تکین آلپ نیز پیدا کرده بود.
مسلم بود که پان تورانیسم بجز از طریق شکست و تجزیه و متلاشی شدن امپراتوری روسیه امکان‌پذیر نبود. آرزوی عملی کردن پان تورانیسم برآورد نمی‌شد، مگر به کمک نظامی یک قدرت بزرگ و این قدرت بزرگ هم نمی‌توانست کسی غیر از امپراتوری آلمان باشد.
ارمنیان مانعی بر سر راه تحقق این نقشه بودند. ارمنیان همچون دیواری آهنین میان تُرک‌های عثمانی و ترک زبانان قفقاز که هیچ‌گونه پیوست نژادی با آنان ندارند و تُرکان آن سوی دریای خزر بودند، قرار گرفته بودند.
ضیا گوک آلپ در لوح یادبود انتشار اثر آلپ تکین، ترک‌گرایی و پان ترکیسم، در ۱۹۱۵ در وایمار می‌نویسد:
توران میهن تخیلی نیست. اقوام تُرک آسیا که در جوار یکدیگر زندگی می‌کنند، زیر پرچم ترکیه گرد خواهند آمد و تشکیل امپراتوری بزرگی خواهند داد. توران میهن ترکیه کبیر است. توران سرزمینی واقعی و نوید بخش آگاهی ملت تُرک است. کسانی که آن را مدینه فاضله و باطل می‌انگارند خود در جهانی موهوم و دست نیافتنی زندگی می‌کنند و تقدیر به ما این چنین حکم می‌کند.
وینستون چرچیل در کتاب بحران جهانی می‌نویسد:
در این شکی نیست که طرح این جنایت و اجرای آن به دلایل سیاسی بوده‌است. فرصتی پیش آمده بود تا یک نژاد مسیحی مذهب را که با نظرات دولت ترکیه مخالف بود و حتی آرزوهایی در سر می‌پروراندند که برآوردن آن‌ها جز به زیان ترکیه امکان‌پذیر نبود و از دیدگاه جغرافیایی نیز حایل بین ترکان عثمانی و ملتهای مسلمان قفقاز بود، از بین ببرند. بعید نیست که حمله انگلستان به تنگه بسفر و داردانل خشم بیرحمانه دولت ترکیه را برانگیخته باشد.

پیروان پان‌ترکیسم فکر کرده‌اند که حتی اگر قسطنطنیه سقوط کند و ترکیه در جنگ مغلوب شود، از بین بردن ارمنستان مزیتی همیشگی برای آینده نژاد تُرک در برخواهد داشت.
- کنگره ارزروم و نتیجه آن

رهبران حزب اتحاد و ترقی بدواً درصدد برآمدند تا از همراهی و کمک ارمنیان مطمئن شوند و از آنان خواستند تا در ارمنستان روسیه و در قفقاز جنوبی یک شورش مسلحانه راه بیندازند و در عوض به آنان وعده خودمختاری برای ارمنستان روسیه و برای مناطق هم‌مرز آن در ارمنستان غربی پس از جنگ دادند. رهبران حزب فدراسیون انقلابی ارمنی در کنگره ۲ اوت ۱۹۱۴ میلادی که متشکل از (آرشاک ورامیان، استپان زوریان،) خاچاطور مالومیان و از حزب اتحاد و ترقی متشکل از گروه (بهاءالدین شاکر، عمر ناجی و حیلمی بِی) تشکیل شد.

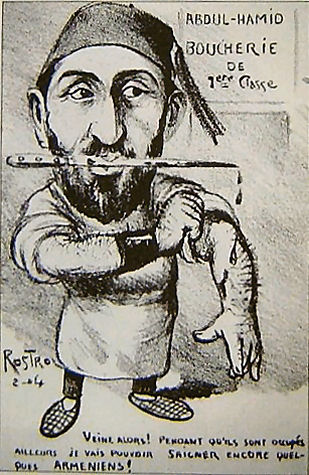
در یک کاریکاتور سیاسی قدیمی که توسط کاریکاتوریست فرانسوی کشیده شده‌است، از سلطان عبدالحمید دوم با عنوان «قصاب ارمنیان» نام برده شده که یک عدد چاقو نیز در دهانش دارد.

رهبران حزب داشناکسوتیون پیشنهاد تُرک‌ها را رد کردند و در جواب گفتند: 
«اگر جنگی بین ترکیه و روسیه دربگیرد، ارمنیان وظیفه سربازی خود را در کشورهای متبوعشان انجام خواهند داد.»
تصمیم داشتند وارد توطئه‌ها نشوند و از انجام وظیفه خود به عنوان شهروندان عثمانی تن زنند، این پیشنهاد را رد کردند.
وینستون چرچیل می‌نویسد: 
«ارمنیان جنگ برادرکشی با سربازان ارمنی در دو اردوگاه مخالف هم را برآن ترجیح دادند که به تعهدات تابعیت تُرک یا روس بودن خود خیانت کنند.»
سیاست‌مداران تُرک از این جواب سخت به خشم آمدند و همینکه ترکیه در کنار آلمان قرار گرفت، در ۲۴ اکتبر ۱۹۱۴ میلادی وارد جنگ شد و آغازگر عملیات جنگی در قفقاز که به مدت چهار سال و شش روز به طول انجامید و تصمیم گرفتند که با استفاده از فرصت پیش آمده برای همیشه به حساب ارمنیان برسند.
منابع تُرک این رویداد را نقطه عطفی در روابط حزب با ارمنیان می‌دانند و تا آنجا پیش می‌روند که می‌گویند داشناکسوتیون در واقع مصمم بودند شورشی سری ضد دولت عثمانی خود راه بیندازند و بنابراین فرمان متعاقب اخراج آن‌ها امری غیرقابل اجتناب بود.
در مدارکی که در دادگاه مجرمان نسل‌کشی در سال ۱۹۱۹ میلادی ارائه شد که ترکان جوان نه فقط برای شرکت در کنگره بلکه برای تشکیل یگان‌های نامنظم تشکیلات مخصوصه به ارزروم رفته بودند. کنگره تنها وسیله‌ای بوده‌است برای پنهان کردن هدف واقعی سفر به ارزروم و همچنین قصد شرکت کنندگان حزب از میان بردن اعضای داشناک حاضر در کنگره بوده‌است.
- فاجعه ساری قمیش و آغاز نسل‌کشی ارمنیان

تصادفی نیست که نسل‌کشی ارمنیان اندکی پس از نبرد ساری‌قمیش روی داد و با نبرد گالیپولی مقارن شد. در حقیقت جنگ آخرین شانس حزب و امپراتوری بود. تُرک‌ها می‌توانستند با اداره صحیح جنگ بخت خود را عوض کنند و از سقوط امپراتوری جلوگیری کنند اما شکست‌های پی در پی که تُرک‌ها در اولین ماه‌های جنگ متحمل شدند همه رویاهای شکوه دوباره را بر باد داد و به جای آن انحطاط اخلاقی مسلمی به بار آورد. فاجعه ساری قمیش نقطه عطفی بود که حزب اتحاد و ترقی را با سرخوردگی عظیمی مواجه ساخت شکست رویاهای اسلامی و تورانی آنان را بر باد داد. عثمانی‌ها همچون نازی‌ها در جنگ جهانی دوم شکست را ناشی از دسیسه‌ای خائنانه، توطئه جانیان قاتل و وجود خائنانی خودی می‌دانستند که از پشت به جنگاوران ما خنجر زده بودند.
در کتاب‌ها و نوشته‌های بی‌شمار تُرک، ارمنیان نقش این خائنان را پر کردند چیزی که یکی از ادارات وزارت جنگ با انتشار جزوه‌ها و گزارش‌های مداوماً برای مردم تشریح می‌کرد.
اداره دوم وزارت جنگ، وزارت اطلاعات، کار ساماندهی تبلیغات و تحریکات ضد ارمنی را بر عهده گرفت. کلنل سیفی (که بعدها دوزگورن نام گرفت) مقالات بسیاری در اینباره در نشریه هفتگی این وزارت خانه، «حرب مجمواسی»، منتشر کرد. پس از متارکه جنگ در سال ۱۹۱۸ کلنل سیفی در روزنامه «صباح» تشریح کرد که او به عنوان افسری مسئول در اداره‌ای سیاسی در ستاد نظامی عثمانی، با همکاری تشکیلات مخصوصه و همکاری نزدیک با بهاءالدین شاکر از حزب در زمره کسانی بوده که نقشه قتل‌عام ارمنیان را طرح کرده بوده‌اند. چاووش اوغلو، افسر جوانی که در جلسات سری استانبول شرکت کرده بود، در خاطرات خود می‌نویسد: «کمیته مرکزی پس از بررسی همه امکان‌ها تصمیم گرفت که در صورت شکست در جنگ ما سلاح‌های خود را زمین نخواهیم گذاشت و تُرک‌ها با عقب‌نشینی به سوی آناتولی مبارزه خود را به تدریج ادامه خواهند داد و نقشه‌ای نیز تدارک دیده شده بود.»
این نقشه موجب بحث‌ها و مکاتبات زیادی در میان فرماندهان نظامی شد؛ از جمله این موضوع که محل مراکز فرماندهی نظامی کجا خواهد بود و این مستندات سرنخ‌های مهمی دربارهٔ پس زمینه بلافصل نسل‌کشی ارمنیان فراهم می‌کند.

## ارمنیان در دوران دولت عثمانی
- ارمنیان در ساختار سیاسی، اجتماعی و اقتصادی امپراتوری عثمانی

جمعیت استانبول در اوایل سده نوزدهم یک میلیون نفر تخمین زده می‌شود که شامل پانصد هزار مردمان ترک، چهارصد هزار ارمنیان و یونانی و صد هزار اروپایی بوده‌است. یونانی‌ها به دلیل عدم آشنایی با زبان ترکی عثمانی و فرهنگ محلی قادر نبودند بر جامعه تأثیرگذارند. در میان این اقوام، تنها ارمنیان بودند که به دلیل آشنایی کامل به زبان و فرهنگ تُرکی علاوه بر تأثیرگذاری بر فرهنگ و اقتصاد منطقه توانسته بودند به درجات معتبر حکومتی، در سطوح بالا، دست یابند و نقشی مؤثر در ارکان حکومتی داشته باشند. حکومت مرکزی، پاشاها (نمایندگان حکومتی) را به منظور ادارهٔ امور به ایالتهای مختلف گسیل می‌داشت. در کنار هرکدام از این پاشاها یک ارمنی مسلط به امور مالی و اداری جمع‌آوری مالیات و نگهداری از حساب‌ها را بر عهده داشت. به این فرد امیر می‌گفتند. امیرها، که از مناطق مختلف و از میان مردم انتخاب می‌شدند، تسلط و قدرت فراوانی در منطقهٔ خود داشتند.
از جملهٔ این امیرها می‌توان از امیر «سِغبوس»، بازرگان معروف (۱۷۲۰ میلادی) یا امیر «شِنورک»، که برای اولین بار در ۱۷۹۰ میلادی مراکزی آموزشی در مناطق مختلف قسطنطنیه تأسیس کرد و آموزشگاه‌هایی را نیز برای دختران در نظر گرفت، نام برد. مسئولیت خزانه اختصاصی دربار در عهد عثمانیان به‌طور کامل بر عهده ارمنیان بود. امور مالی حکومتی را نیز امیر «هوانس چلبی» و امیر «مگردیچ جزایریان» اداره می‌کردند. امور خزانه نیز بر عهدهٔ «هاروطون پزچیان» بود که نزدیک به ده سال امور مربوط به ضرابخانه و ضرب سکه را با جدیت اداره می‌کرد. پزچیان در دوران خدمت خود خدماتی شایسته انجام داد که از جملهٔ آن‌ها ساخت مراکز علمی و مذهبی بود. از دیگر تخصص‌های عمدهٔ ارمنیان در امپراتوری عثمانی کشاورزی، علوم و صنایع غذایی و همچنین صنایع دستی از جمله منبت‌کاری، صنایع نقره‌سازی و جواهرسازی بود. اولین دستگاه اطفای حریق در دربار عثمانی به دست «نیکوقوس پاشا» ساخته و نصب شد و مورد بهره‌برداری قرار گرفت. صنایع پرورش کرم ابریشم و تولید ابریشم طبیعی نیز در انحصار ارمنیان و متعلق به شخصی به نام «تورگومیان» بود. واگذار کردن کلیهٔ امور مملکتی به ارمنیان چندان هم باب میل حکومت نبود اما چاره‌ای جز این هم نداشتند لذا حکومت به این فکر افتاد که در کنار هر وزیر تُرک یک ارمنی را به کار گمارد تا ظاهر موضوع حفظ شود. پس از این تصمیم در کنار هر وزیر تُرک امیری ارمنی ادارهٔ امور را در دست داشت. از جمله در کنار «رشاد پاشا»، «امیر کوچیکیان»، در کنار «علی پاشا»، امیر هوسپ وارتان و در کنار «محمود پاشا»، «آرتین پاشا تاتیان» ادارهٔ امور را بر عهده داشتند.
از پزشکان معروف و استادان آن زمان می‌توان از «نیکوقوس روسینیان»، «آندرانیک بیک کوچینیان» و «استپان پاشا اصلانیان» نام برد.

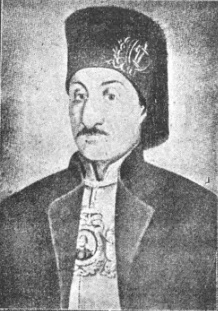
هاروطون پزچیان، تاجر، مشاور امور مالی دولت عثمانی، امور خزانه بر عهده او بود
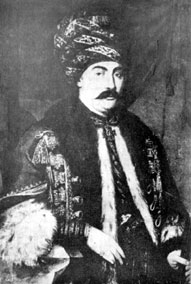
مانوک بِی، دیپلمات دولت عثمانی از سال ۱۸۰۹ تا ۱۸۱۲
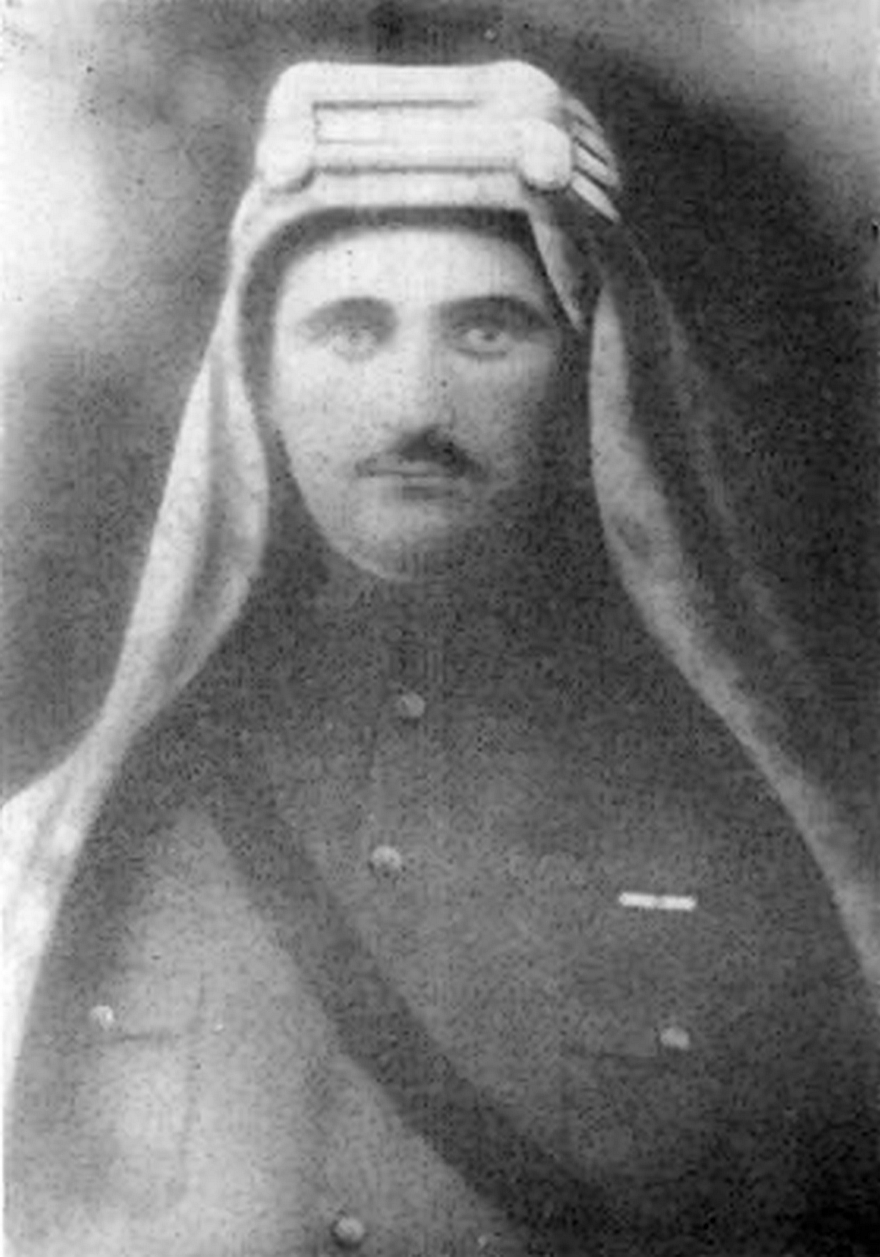
نظامی ارمنی در ارتش عثمانی سرکیس طروسیان

## رویدادها
- کشتار حمیدیه

کشتار حمیدیه یا کشتار بزرگ. کشتاری است که بین سال‌های ۱۸۹۴ تا ۱۸۹۶ میلادی توسط نیروهای عبدالحمید دوم به فرماندهی ژنرال زکی پاشا و نیروی حمیدیه؛ علیه ساکنان ارمنی و آشوری شهرهای ارمنستان غربی انجام گرفت. جمع کل قربانیان کشتارهای ۱۸۹۴ تا ۱۸۹۶ میلادی ۲۰۰٬۰۰۰ نفر برآورد شده‌است. به اضافه ۱۰۰٬۰۰۰ نفر که در زمستان‌های سخت ارمنستان به علت ویران شدن خانه و کاشانه از گرسنگی و سرما مرده‌اند و کودکانی که بر اثر از دست دادن والدین خود تلف شدند و بالغ بر ۵۰۰۰۰ کودک یتیم شدند. علاوه بر ارمنی‌ها ۲۵٬۰۰۰ نفر آشوری در شهر دیاربکر کشته شدند. باید به این رقم عده‌ای را نیز که به زور از دین برگردانده شده‌اند اضافه کرد و سفیر فرانسه عده آنان را به چهل هزار نفر برآورد کرده‌است.
- مسئله ارمنی

نمایندگان ارمنی از ۱۸۷۸ میلادی به بعد بر طبق ماده ۶۱ معاهده برلین اجرای اصلاحات در شش ولایت ارمنی را درخواست می‌کردند. خواسته‌های ارمنیان متضمن نکات زیر بود:
1. تشکیل مجدد شش ولایت ارمنی ترکیه با مرزهای طبیعی خود.
2. انتصاب حاکمی برای هر یک از آن شهرستان‌ها که مورد قبول قدرت‌های اروپایی باشد.
3. اصلاح سیستم وصول مالیات که تا به آن روز چیزی بجز یک راهزنی رسمی سازمان یافته نبوده‌است.
4. اصلاح تشکیلات قضایی
5. ایجاد یک ژاندارمری مخلوط یعنی ارمنی‌ها نیز در آن داخل باشند.
6. حق داشتن نمایندگانی به تناسب جمعیت در شوراهای محلی.[۸۲]

خواسته‌های ارمنیان آنگونه که از طرف اعضای هیئت نمایندگی آنان به کنگره برلین عرضه شد نه حاکی از تقاضای استقلال ارمنستان عثمانی بود و نه از الحاق این منطقه به ارمنستان روسیه، بلکه منحصراً متضمن اجرای اصلاحات لازم برای خاتمه دادن به وضعی غیرقابل تحمل بود. آنان خواستار اصلاح سیستم وصول مالیات و اجرای عدالت و ایجاد یک ژاندارمری مخلوط از تُرک و ارمنی بودند تا ارمنیان نیز در آن نقشی داشته باشند. به‌علاوه خواستار انتصاب حکام مسیحی برای مناطق خود شدند.
- قتل‌عام آدانا

قتل‌عام آدانا، قتل‌عامی بود که در ۱۴ آوریل سال ۱۹۰۹ میلادی به مدت ده روز علیه ساکنان ارمنی شهر آدانا توسط کودتاچیان و واحدهای نظامی سلطان عبدالحمید دوم انجام گرفت. در طی این قتل‌عام ۳۰٬۰۰۰ ارمنی و ۱۳۰۰ آشوری به قتل رسیدند.
- جنبش آزادی‌بخش ملی ارمنی

جنبش آزادی‌بخش ملی ارمنی (به ارمنی: Հայ ազգային-ազատագրական շարժում)، (به انگلیسی: Armenian national liberation movement) جنبشی است که هدف آن ایجاد یک ارمنستان متحد و مستقل بود. مجموعه‌ای از عوامل مانند؛ جنبش‌های اجتماعی و فرهنگی که باعث ایجاد بیداری ملی ارمنی شد؛ و عوامل سیاسی و نظامی در طی و پیش از جنگ جهانی اول باعث به وجود آمدن جنبش آزادی‌بخش ملی ارمنی شود. جنبش ملی ارمنی در اوایل ۱۸۶۰ میلادی تحت تأثیر عصر روشنگری و در زمان ظهور ناسیونالیسم امپراتوری عثمانی، به وجود آمد. عوامل مختلف و مؤثری در ظهور جنبش ملی ارمنی شبیه جنبش کشورهای بالکان و به ویژه بین یونانیان ایجاد شد نقش داشته‌است. روشنفکران، نویسندگان، فیلسوفان و کشیش‌ها (خریمیان هایریک، مخیتار سباستاتسی)؛ نقش مؤثری در بیداری ملی ارمنی داشتند و آنان به دنبال بهبود و اصلاحات در شش ولایت ارمنی بودند و فدایی ارمنی دفاع از مردم در مقابل نیروهای عثمانی را بر عهده داشتند، اما عملاً طرح اصلاحات برای بهبود وضع ساکنان ارمنی شکست خورد؛ و عاملی شد تا ارمنیان به فکر ایجاد یک حکومت مستقل در مناطق ارمنی‌نشین تحت کنترل دولت عثمانی و ارمنستان روسیه شدند.
- بیداری ملی ارمنی

بیداری ملی ارمنی و در ایجاد «احساسات ملی ارمنی» عوامل مؤثری دخیل بوده‌است. در فلات ارمنستان یک رشته مراکز روشنفکری ارمنی به وجود آمد عبارتند از:
کلیسای جامع اچمیادزین مقر سر اسقف یا کاتولیکوس و مرکز آکادمی یا دارالعلوم، ایروان، وان به دلیل اینکه مرکز کار «خریمیان هایریک» بود، ارزروم به دلیل وجود کالج ساناساریان، و شوشی. در خارج از ارمنستان مهم‌ترین مراکز روشنفکری عبارت بودند از قسطنطنیه، تفلیس، مسکو، و در اروپای غربی، ونیز و وین به دلیل وجود مخیتاریست‌ها در آن دو شهر و پاریس و ژنو به عنوان مراکز جوانان دانشجوی ارمنی و سپس مدتی بعد «باستن» به عنوان مرکز روشنفکری مهاجران ارمنی که به آمریکا رفته بودند.
این مراکز تبدیل به کانون‌های فکر ارمنی شدند و نشانه محل‌هایی بودند که در آن‌ها فکر احیای مجدد ملت ارمنی شکل گرفت و سپس در میان تمامی افراد ملت شیوع یافت. در حقیقت در سده نوزدهم بود که پدیده رنسانس یا احیای مجدد فرهنگی به ارمنیان آموخت تا با بازگشت به پیشینه باستانی خویش از گذشته درخشان خود اطلاع حاصل کنند.
- مقاومت طی نسل‌کشی ارمنی‌ها

مقاومت ارمنیان اشاره به مقاومت‌هایی است که توسط احزاب و نیروهای نظامی ارمنی در طی قتل‌عام ارمنیان توسط عبدالحمید دوم و طی نسل‌کشی ارمنیان برای دفاع از روستاها و شهرهای ارمنی طرح‌ریزی و اجرا شده بود.
- مقاومت موسی داغ

مقاومت موسی داغ اشاره به مقاومتی است که اهالی ۶ روستای ارمنی‌نشین اطراف کوه موسی داغ در استان هاتای (موسی داغ یعنی کوه موسی) به مدت ۵۳ روز از (۲۱ ژوئیه ۱۹۱۵م تا ۱۲ سپتامبر ۱۹۱۵م) در مقابل یورش نیروهای منظم و نامنظم دولت عثمانی ایستادگی نمودند.
- مقاومت وان

مقاومت وان یا گاهی محاصره وان یا دفاع از وان هم نامیده می‌شود. مقاومت وان دو بار صورت گرفت. مرتبه اول در طی کشتار حمیدیه از ۳ ژوئن تا ۱۱ ژوئن به مدت یک هفته، و مرتبه دوم در طی یک رشته عملیات جنگی در قفقاز که به مدت چهار سال به طول انجامید که مقاومت وان از ۱۹ آوریل تا ۱۷ مه ۱۹۱۵ به مدت ۲۸ روز صورت گرفت.
- قتل‌عام خارپرت

قتل‌عام خارپرت قتل‌عامی بود که در سال ۱۹۱۵ میلادی در طی نسل‌کشی ارمنیان بر اهالی علیه ساکنان ارمنی آن شهر توسط نیروهای عثمانی و کُردها صورت گرفت.
- قتل‌عام ارمنی‌های ترابزون

ایتان بِلکیند جاسوس اسرائیلی در خاطرات خود که در سال ۲۰۰۰ توسط آییر اُرون مورخ یهودی در کتابی با عنوان:
«ابتذال بی‌تفاوتی:صهیونیسم و نسل‌کشی ارمنیان» منتشر کرد در صفحات ۱۸۱ تا ۱۸۳ می‌نویسد که چگونه ۵۰۰۰ نفر از زنان و کودکان ارمنی شهر ترابزون زنده زنده سوزانده شدند. در این خصوص شهادت «حسن معروف»، یکی از نظامیان ارتش عثمانی نیز قابل توجه است. وی در گزارشی به وزارت امور خارجه بریتانیا چگونگی دستگیری تعدادی از ارمنیان در روستایی نزدیک ترابزون و زنده‌زنده سوزاندن آنان را شرح داده‌است.
در این خصوص وحیب پاشا، فرمانده ارتش سوم عثمانی نیز استشهاد نامه‌ای ۱۲ صفحه‌ای که در ۵ دسامبر ۱۹۱۸ نگاشته بود در مورخ ۲۹ مارس ۱۹۱۹ به دادگاه نظامی در ترابزون ارائه کرد. (مندرج در کیفرخواست منتشر شده در روزنامه دولت عثمانی تقویم وقایع شماره ۳۵۴۰ پنجم می ۱۹۱۹) در این گزارش شرح کاملی از چگونگی سوزاندن اهالی روستای ارمنی‌نشین در نزدیکی شهر موش را شامل می‌شد. همچنین ساموئل مک کلر روزنامه‌نگار و کارمند مرکز نشر هاوتن مفلین هارکورت، که خود شاهد چگونگی سوزاندن زنان و کودکان ارمنی بوده در کتابی تحت عنوان «موانع صلح» که در سال ۱۹۱۷ منتشر شده می‌نویسد:
«کوتاه‌ترین روش برای خلاصی از زنان و کودکان اسکان یافته در اردوگاه‌های (موش، بتلیس و ساسون) سوزاندن آنان بود. ساموئل مک کلر همچنین به زندان بانان تُرک اشاره می‌کند که چگونه بعد از سوزاندن زنان و کودکان دچار انواع بیماری‌های روانی (اختلالات روانی) شده بودند و تعدادی از آنان دست به خودکشی زدند؛ و تا چندین روز بوی اجساد سوخته شده در هوا به مشام می‌رسید.»
مورخ یهودی بت یور با نام مستعار جیسل لیتمن، در کتاب خود به نام: اهل ذمه:یهودی‌ها و مسیحیان در اسلام در صفحه ۹۵، می‌نویسد:
«آلمانی‌ها ماه‌ها قبل از آغاز نسل‌کشی ارمنیان نیروهای عثمانی را آموزش داده بودند و خود شاهد چگونگی سوزاندن زنان و کودکان ارمنی بودند. این مورخ می‌نویسد:عثمانی‌ها در حضور آلمانی‌ها زنان و کودکان را در کلیسا جمع و آنجا را به آتش می‌کشیدند یا در اردوگاه‌های مرگ توسط کوره‌های آدم پزی ساخته شده توسط آلمانی‌ها آنان را به خاکستر تبدیل می‌کردند.»
غرق کردن دست جمعی ارمنی‌ها می‌توان به اقدامات جمال عزمی، فرماندار استان ترابزون که در آزار و اذیت کودکان ارمنی فردی شناخته شده‌ای بود اشاره کرد. او به همراه مصطفی بِی دستور غرق کردن هزاران نفر از زنان و کودکان را در دریای سیاه صادر کرده بود.

## قانون تهجیر

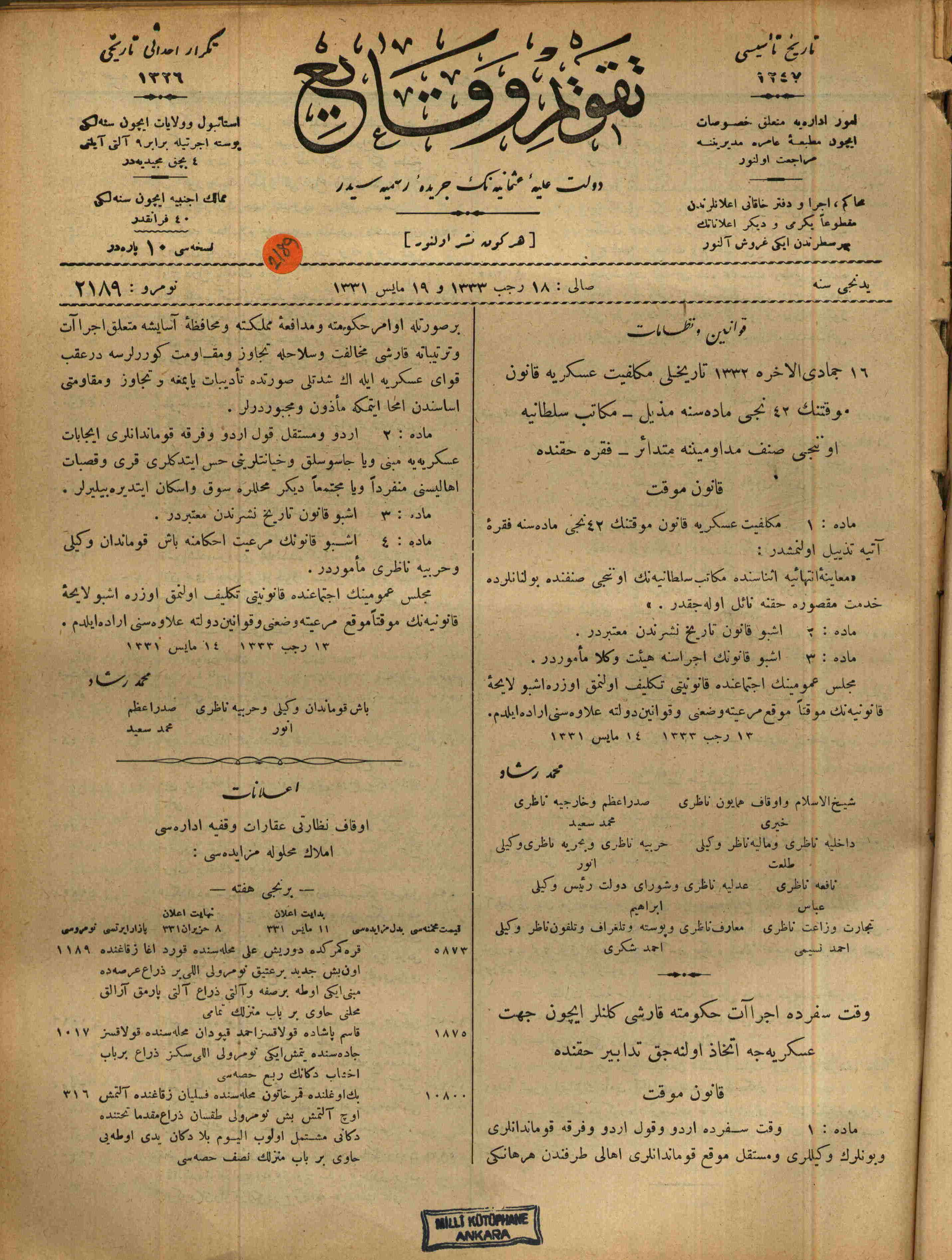
قانون تهجیر منتشر شده در روزنامه دولتی تقویم وقایع

پس از اتفاق نظر در جلسه سری دربارهٔ حل مسئله ارمنی از طریق انعدام فیزیکی، فرمانی صادر شد که بر اساس آن کلیه ارمنیان که در ارمنستان غربی و در جوار میدان‌های جنگ بودند، (البته برخلاف قانون صادره در مناطق دورتر از جنگ هم اجرا شد) باید به نواحی ای در میان رودان و دیرالزور و مناطق دیگر کوچ داده می‌شدند. این فرمان با تصویب در هیئت دولت «قانون تهجیر» نامیده شد. البته در فواصل زمانی مختلف در تکمیل قانون تهجیر فرمان‌ها دیگری هم به تناوب صادر می‌شد که همه آن‌ها در تأیید و تداوم کوچ اجباری ارمنیان از موطنشان بود. قابل توجه اینکه تمامی این فرمان‌ها بدون تصویب مجلس و تنها به اراده الیگارشی اتحاد و ترقی تصویب و تنفیذ می‌شد چراکه کمیته اتحاد و ترقی چند صباحی پس از شروع جنگ طی فرمانی مجلس شورای ملی را تعطیل کرد.
هیئت وکلا و در راس آن طلعت پاشا هم برای اجباری کردن قانون تهجیر امریه نهایی مربوط به کوچ اجباری ارمنیان را به ولایت صادر و حزب اتحاد و ترقی مرکز نیز کلیه شعب و بازرسان خود را از موضوع مطلع کرد.
غیر از این امریه وزارت داخله بخشنامه‌ای نیز به تاریخ ۱۳ رجب ۱۳۳۳ مصادف با ۱۴ ماه مه ۱۹۱۵ میلادی به شرح زیر برای مسئولان ولایت ارسال کرد:
ماده اول: «هر گاه و به هر شکل مردم علیه فرمان‌ها دولتی و تدابیر مربوط به برقراری نظم و عدالت در کشور شورش کرده و به مقاومت مسلحانه علیه آن برخیزند، پلیس، ژاندارم و دیگر گروه‌های نظامی حق دارند و باید به مقابله با آن‌ها پرداخته و شورش را سرکوب و عاملان آن را تنبیه نمایند.»
ماده دوم: «فرماندهان نظامی و دیگر مقامات مسئول بنا بر تشخیص خود می‌توانند اهالی روستاها را که به خیانت و جاسوسی آن‌ها اطمینان دارند به صورت فردی و جمعی به دیگر نقاط کشور منتقل و اسکان دهند.»
ماده سوم: «مواد این بخشنامه از تاریخ انتشار لازم‌الاجرا است.»
به استناد قانون تهجیر و آیین‌نامه ۳۴ ماده‌ای مورخ ۱۰ ژوئن ۱۹۱۵ میلادی واحدهای ارتش و تشکیلات مخصوصه به همراه ژاندارمری کار جا به جایی و تبعید ارمنیان را آغاز کردند.
- تبعید یا نابودسازی؟

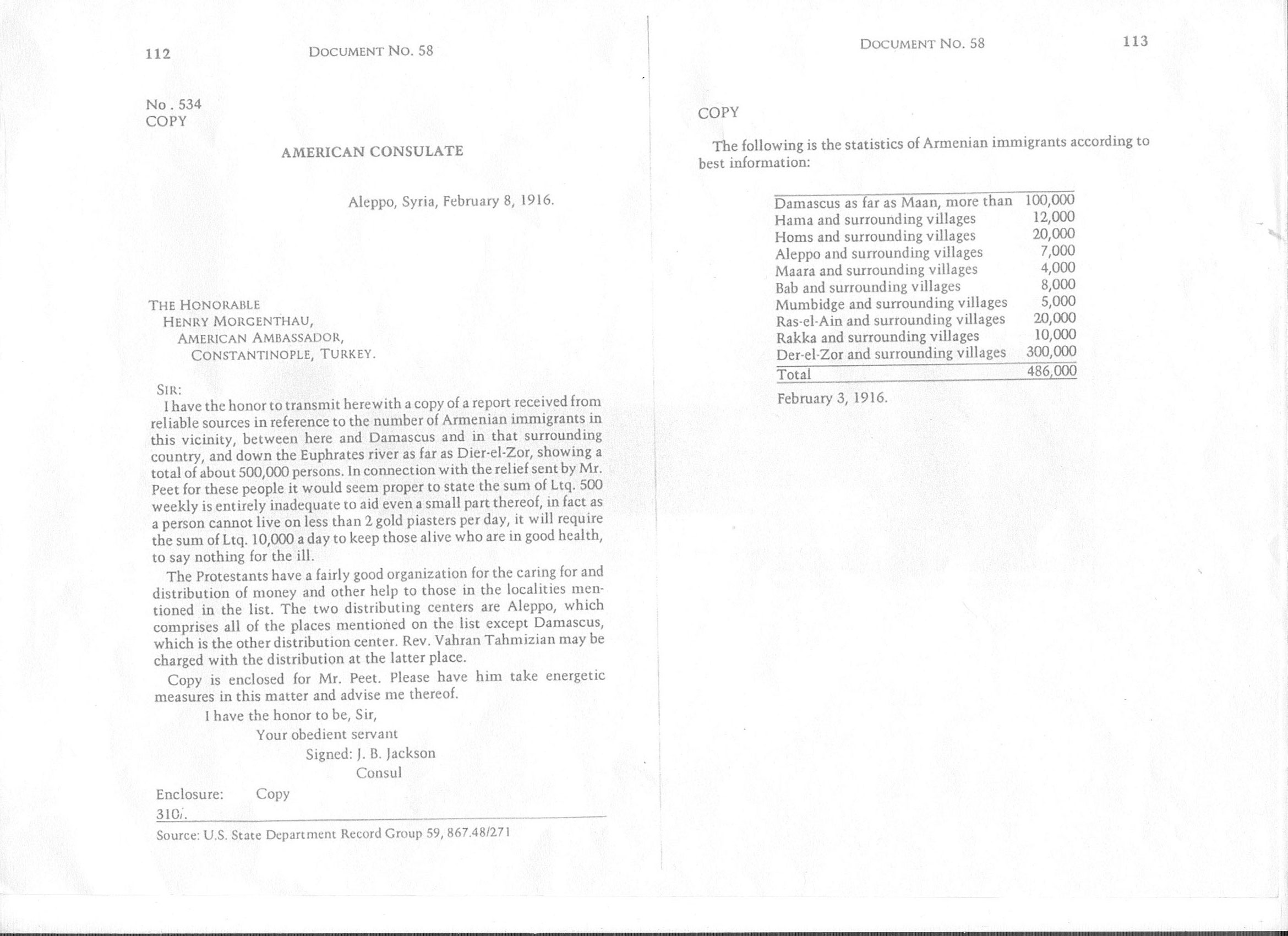
سند وزارت امور خارجه آمریکا تعداد اخراجی‌های ارمنی از دولت عثمانی به کشور سوریه سال ۱۹۱۶ میلادی

در بعضی مناطق به ارمنیان طی اخطاریه دو هفته مهلت داده‌اند و در برخی دیگر فقط مهلت دو ساعته در برخی مناطق به اخراج شوندگان اجازه داده شده بعضی از اموال خود را بردارند، در برخی مناطق هم برداشتن و فروختن هر چیز منع شده‌اند. ارمنیانی که اشیاء قیمتی با خود برداشته بود تنها مرگ خود را تسریع کردند. به هر حال، قاعده این بوده‌است که اخراج‌ها همه جا پیش از زمان اعلان شده شروع شده‌اند. ارتش سوم که کنترل ولایت‌های شرقی را در اختیار داشته با صدور اخطاریه‌ای اعلام کرده بود مسلمانانی که به ارمنی‌ها کمک برسانند در مقابل خانه‌اش اعدام و خانه‌اش سوخته خواهند شد.
در طول اخراج‌ها، نه در آغاز، نه در میانه راه و نه در مقصدهای نهایی، هیچ تدارکاتی برای جابجایی توده عظیمی از مردم در نظر گرفته نشده بود. همین دلیل به تنهایی برای اثبات اینکه هدف این عملیات نابودسازی از پیش اندیشیده بوده، کافی است.
با توجه پیغام‌های کنسولی معلوم می‌شود که هیچ گونه کمکی چه غذایی چه مالی و غیره به تبعیدیان مجاز نبود. سفیران و کنسول‌های آلمان از تدارک و تهیه کمک منع شده بودند. نهم دسامبر ۱۹۱۵ میلادی سفیر ولف مترنیخ اطلاع یافت در جهت قطع امید ارمنیان از کمک‌های خارجی، پیشنهادش برای کمک به تبعیدیان پذیرفته نشده‌است. سفارت آلمان در ۲۸ آوریل ۱۹۱۶ همان جواب رد پیشین را دریافت کرد. در دوازدهم اوت ۱۹۱۶ باخبر شدند تلاش مشابهی از سوی آمریکایی‌ها نیز به شکست برخورده است.
محمد جلال بِی فرماندار کل حلب زمانی که به قونیه انتقال یافت کوشید مانع اخراج‌ها شود اما ناکام ماند، او بعدها چنین بازگو کرده‌است:
«در قونیه من مردی تنها بودم که کنار رود به هیچ وسیله نجاتی ایستاده بودم، اما در رود به جای آب خون روان بود و هزاران کودک بی گناه، پیرمرد بی تقصیر، زن عاجز در آن غرقه بودند و مردان جوان قوی هیکل برسر راهشان ایستاده بودند تا نگذارند کسی جان به در برد. من هر چند را که توانستم با دستانم بیرون کشیدم و نجات دادم اما بقیه، با جریان آب به پایین رانده شدند و هیچ‌کدام زنده نماندند.»
حسین کاظم قدری به کنسول آلمان در دمشق گفته‌است:
«به دستورهای او اعتنایی نمی‌شود، در واقع مقامات دولتی دقیقاً خلاف آن را اجرا می‌کنند. دولت کمترین میلی به کمک به ارمنیان ندارد، او حتی بیم دارد قصد معدوم‌سازی همه آن‌ها باشد. این سیاست وحشیانه ننگ بزرگی برای ترکیه خواهد بود.»
حسین کاظم به نشانه اعتراض از سمت خود استعفاء داد و بعدها در خاطراتش نوشت در نتیجه نقشه‌های شوم دولت تنها در لبنان دویست هزار نفر قربانی شدند.
بر اساس سند وزارت امور خارجه آمریکا تعداد اخراجی‌های ارمنی از دولت عثمانی به کشور سوریه سال ۱۹۱۶ میلادی به شرح زیر بوده‌است:
(دمشق ۱۰۰٬۰۰۰ نفر، حما ۱۲٬۰۰۰ نفر، حمص ۲۰٬۰۰۰ نفر، حلب ۷٬۰۰۰ نفر، معمره نعمان ۴٬۰۰۰ نفر، الباب ۸٬۰۰۰ نفر، استان رقه ۱۰٬۰۰۰ نفر، راس العین ۲۰٬۰۰۰ نفر، دیرالزور ۳۰۰٬۰۰۰ نفر، مامیدژ ۵٬۰۰۰ نفر. جمع کل: ۴۸۶٬۰۰۰ نفر)

## واژه نسل‌کشی
کشتار ارمنیان فقط یک جنایت تاریخی و خاطره‌ای وحشت زا در سینه تاریخ محسوب نمی‌شود، بلکه از دیدگاه حقوق بین‌الملل دارای وجاهت حقوقی است لذا در مراجع بین‌المللی قضایی قابل پیگیری حقوقی است. این مسئله می‌تواند به لحاظ حقوقی الزامات و مسئولیت‌هایی برای دولت ترکیه که از امضاء کنندگان «کنوانسیون منع و مجازات کشتار دسته جمعی» است، در پی داشته باشد و آن دولت را ملزم به عذرخواهی و پرداخت غرامت به بازماندگان قربانیان و حتی دعوی ارضی کند، اما تحقق این موارد پیچیدگی‌های خاص حقوقی خود را دارد.
«جِنِساید» به فارسی «نسل‌کشی» یا «نژادکشی»، اولین بار در سال ۱۹۳۳ میلادی از سوی یک حقوق دان لهستانی به نام رافائل لمکین ابداع شد. وی در جریان (پنجمین کنفرانس بین‌المللی یکنواخت‌سازی حقوق جزا) در مادرید، پیشنهاد کرد که نابود کردن گروه‌های نژادی، مذهبی یا اجتماعی از لحاظ حقوق بین‌الملل جرم محسوب شود. وی این عقیده را در کتاب خود تحت عنوان «نقش دول محور در اروپای اشغالی» که در سال ۱۹۴۴ میلادی منتشر شد، به تفصیل بیشتری مورد بحث قرار داد. مباحث و تعاریف وی مبنای تنظیم کنوانسیون نسل‌کشی سازمان ملل متحد قرار گرفت.

قانون مذکور مستلزم چیزی بود که او آن را «منع جهانی» می‌نامید، پیش‌درآمدی، بر آنچه امروزه «دادرسی بین‌المللی» خوانده می‌شود: 
«مشوقان و عاملین این فجایع می‌بایست در هر کجای دنیا که دستگیر بشوند مجازات می‌شدند، با صرف نظر از این که جنایات در کجا اتفاق افتاده یا ملیت و مقام فرد مجرم چیست؟ به این ترتیب تمایل به اقداماتی ننگین با هدف نابودی گروه‌های ملی، قومی و مذهبی مختلف مانند آنچه بر سر ارمنیان آمد، جرمی بین‌المللی محسوب می‌شد که در سراسر جهان قابل پیگیری و مجازات بود درست مثل برده داری و دزدی انتشاراتی. لمکین عقیده داشت که اگر خطر مجازات وجود داشته باشد به میزانی زیادی می‌تواند احتمال تکرار عمل را تحت‌الشعاع قرار دهد.»

## ارمنی‌ستیزی

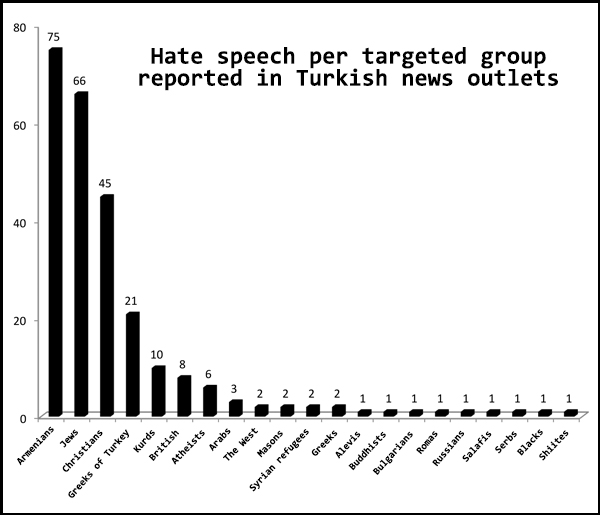
نمودار تهیه شده توسط دیده‌بان رسانه‌ها و بنیاد هرانت دینک براساس گزارش تهیه شده از رسانه‌های خبری ترکیه، افزایش سخنان تنفرآمیز بر اقوام مختلف در رسانه‌های خبری ترکیه براساس ماه‌های ژانویه و آوریل ۲۰۱۴

ارمنی‌ستیزی نیز به عنوان احساسات ضد ارمنی و ارمنی هراسی، اشاره به دشمنی با سیاست‌ها و فرهنگ ارمنی، و کشور ارمنستان و همچنین اشاره به حسادت، تبعیض، تعصب، نژادپرستی، به ارمنیان به عنوان یک گروه نژادی، قومی، زبانی، مذهبی پذیرفته‌شده در سراسر جهان دارد. ارمنی‌ستیزی نوین، معمولاً مخالفت با اقدامات و موجودیت کشور ارمنستان، انکار نسل‌کشی ارمنی‌ها و مخالفت با مسئله ارمنی و افکار ناسیونالیستی ضد ملت ارمنی است.

## کشتار سفید
روش‌های مورد استفاده توسط ترکان عثمانی در نسل‌کشی یونانیان و ارمنیان که منجر به مرگ غیرمستقیم قربانیان می‌شدند -که از آن جمله می‌توان به تبعیدهای اجباری قربانیان که بدون آذوقه و در مسافت‌های طولانی انجام می‌گرفت و نیز گرسنگی دادن به قربانیان در اردوگاه‌های کار اجباری اشاره کرد- امروزه با عنوان کشتار سفید شناخته می‌شوند.
ارمنیان ساکن ارمنستان غربی در نهایت یا مجبور به مهاجرت یا به وسیله نیروهای عثمانی تبعید شدند. این یکی دیگر از تلاش‌های دولت عثمانی برای نسل‌کشی سیستماتیک ارمنیان بوده‌است.
دانشمند علوم سیاسی اهل آلمان کریستُف زورخِر در کتاب خود به نام جنگهای اتحاد جماهیر شوروی-شورش، درگیری‌های قومی و ملیتی در قفقاز می‌نویسد:
«نسل‌کشی یک کلمه کلیدی است که چند معنی مختلف دارد. نسل‌کشی سفید یا قتل‌عام سفید به معنی: سرکوب، تبعید اجباری قربانی بدون آذوقه، مهاجرت اجباری ارمنیان از سرزمین آبا و اجدادی خود که به مراتب بزرگتر از جمهوری سوسیالیستی ارمنستان شوروی و قره باغ و همچنین مناطق متعلق به ترکیه معاصر می‌باشد.»
این اصطلاح نسل‌کشی سفید توسط ارمنیان هم به کار برده شده برای توصیف تبعیض ارمنی‌های قره باغ، نخجوان و جاواختی.

## اسناد نسل‌کشی
بسیاری از صفحات مهم اسناد مربوط به قتل‌عام‌ها از بین برده شده‌است. در کیفر خواست اصلی محاکمه پس از جنگ چنین می‌خوانیم:
«با بررسی و بازرسی دقیق اسناد باقی‌مانده تشکیلات مخصوصه در می‌یابیم که قسمت عمده اسناد سازمان و نیز کل اسناد کمیته مرکزی نابود شده‌است. اسناد وزارت داخله و شهادت شاهدان عینی اثبات می‌کند پرونده‌های (عزیز بِی)، مدیر کل ژاندارمری در آن زمان، قبل از استعفای (طلعت بِی) از اداره ژاندارمری بیرون برده شده بود و این پرونده‌ها حاوی اطلاعات و مکاتبات مهمی بود که پس از استعفای طلعت به دفتر عودت داده نشد.»

بنا به اظهار مدحت شکرو و ضیا گوک آلپ، متهمان دادگاه رهبران حزب اتحاد و ترقی، دکتر ناظم تمام اسناد کمیته مرکزی را برداشته بوده‌است. وقتی پرسیده شد پس از انحلال حزب چه بر سر این اسناد آمد، مدحت شکرو پاسخ داد: 
«تا آنجا که من خبر دارم دکتر ناظم آن‌ها را برداشت یا اینکه کارکنان چنین گفتند.»
 از ضیا گوک آلپ سؤال شد آیا دکتر ناظم اسناد مهم را مصادره کرد، وی در پاسخ گفت: 
«دکتر ناظم اسناد مربوط به تاریخ کمیته می‌خواست و می‌گفت، من این اسناد را از اروپا آوردم و خودم نیز از آن محافظت خواهم کرد. اما من بعدها فهمیدم که اسناد مربوط به تاریخ کمیته از سایر اسناد جدا نبوده‌است. او تمام اسناد در جعبه کرد و برد.»
در دادگاه، «حسن حسیم» وزیر پست و ارتباطات، تأیید کرد که بنا به دستورهای وزارت دفاع دستور سوزاندن تلگرام‌های نظامی را صادر کرده بوده‌است. در تاریخ بیست و چهارم ۱۹۱۹ میلادی نیروهای مسلح انگلیسی مخفیانه تلگرامی از وزارت داخله عثمانی به فرماندار ایالتی غازی عینتاب را مبنی بر سوزاندن اصل تلگرام‌ها، رهگیری کردند. علاوه بر این گزارش شده بود طلعت پاشا پیش از فرارش از کشور چمدانی پر از کاغذ را به قصر ساحلی یکی از دوستانش در عرناووتکوی برده و آن را در کوره سوزانده‌است.

در گزارش انگلیسی‌ها دربارهٔ «احمد عزت پاشا»، نقل قولی از او ذکر شده: 
«اندک زمانی پس از متارکه جنگ، کارکنان دولت شبانه به بخش بایگانی حمله کردند و قسمت اعظم اسناد را از بین بردند.»
در محاکمه‌ای به سال ۱۹۲۶ میلادی علی احسان بِی، گفت تمام اسناد تحت اختیارش را سوزانده بوده‌است. نابود کردن اسناد پس از کنار رفتن حزب اتحاد و ترقی از دولت نیز ادامه یافت. در واقع آن‌ها مخصوصاً به همین دلیل از قدرت کناره‌گیری کردند. در چهاردهم اکتبر ۱۹۱۸ میلادی، احمد عزت پاشا اولین کابینه پس از جنگ عثمانی را تشکیل داد که در این کابینه هم‌زمان خود صدر اعظم و وزیر جنگ بود. او دستور پایان عملیات‌های تشکیلات مخصوصه و امحاء همه اسناد بایگانی آن را صادر کرد.

## قتل‌عام‌های ۱۹۱۸ تا ۱۹۲۱ میلادی

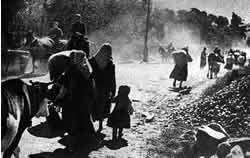
غیر نظامیان ارمنی در حال ترک شهر کارس.

نخستین موج قتل‌عام‌ها در سال ۱۹۱۸ میلادی رخ داد. کمی پس از انقلاب بلشویکی، حزب اتحاد و ترقی امیدوار بود با اشغال قفقاز و آسیای مرکزی به رویاهای پان‌ترکیستی و پان اسلامیستی خود جامه عمل بپوشاند. وهیب پاشا، فرمانده لشکر سوم پس از سال ۱۹۱۶ میلادی، به رهبران ارمنی اطمینان داد که آتش آرمان پان تورانیسم اکنون بیش از پیش شعله‌ور شده‌است:
«سرنوشت قلمرو ترکیه را از غرب به شرق می‌گستراند. ما بالکان را رها کردیم، حال آفریقا را رها می‌کنیم، ولی باید به سمت شرق پیش برویم. نژاد ما مذهب ما، زبان ما همه آن جاست؛ و این جذبه‌ای وسوسه انگیز و مقاومت ناپذیر دارد. برادران ما در باکو، داغستان، ترکستان و آذربایجان هستند. شما ارمنی‌ها راه ما را سد کرده‌اید. شما باید کنار بکشید و راه ما را بازگذارید.»

تا بیستم ژوئیه ۱۹۱۸ میلادی، حدود شش صد هزار ارمنی پیش از رسیدن نیروهای تُرک از قفقاز گریختند. ژنرال آلمانی، کرس فون کرسن شتاین، که آن زمان در تفلیس بود، می‌نویسد: 
«سیاست تُرک‌ها در قبال ارمنیان به نحو دردآوری صریح است. تُرک‌ها به هیچ وجه ریشه کنی بنیان ارمنیان را رها نکرده‌اند.»
قتل‌عام‌ها در تابستان و پاییز ۱۹۱۹ میلادی نیز ادامه یافت. کاردار عالی آمریکا در ارمنستان، ویلیام ان. هاسکل به قدری از وسعت این کشتارها شوکه شده بود که در شانزدهم اوت هشداری برای رئیس‌جمهور توماس وودرو ویلسون فرستاد، و گفت که: «آمریکا باید از بند دوازدهم اعلامیه صلح اش با تُرک‌ها صرف نظر کند، مگر این که مقامات تُرک گام‌های مؤثری در پایان دادن قتل‌عام‌ها در قفقاز بردارند.»
«چارلز پی. گرنت» از کمیته آمریکایی، در مه ۱۹۲۱ میلادی از گیومری گزارش داد که بخش بزرگی از کشته شدگان آن سال زنان و کودکان بوده‌اند. وی تعداد کشته شدگان را (بین دوازده تا پانزده هزار نفر) تخمین زده بود. منابع روس‌ها اسناد بسیاری دربارهٔ کشتارهای ارمنیان دارند. بلشویک‌ها که ترجیح می‌دادند شاهدان بی‌طرف در منطقه باشند تا روابط خوب شان با ناسیونالیست‌های تُرک را حفظ کنند، سرانجام ناگزیر وارد عمل شدند. در تلگرامی به تاریخ ۱۸ ژانویه ۱۹۲۱ میلادی که گئورگی چیچرین وزیر خارجه شوروی به قفقاز فرستاد، گفت که تداوم سیاست سکوت در برابر موضع ارمنیان دیگر ممکن نیست. این خیانت است که بایستیم و نابودی جمهوری شوروی را نظاره کنیم؛ و پیشنهاد داد اقدام‌های لازم انجام شود.
ایوانوویچ آرالوف سفیر روسیه در آنکارا با اشاره به این رخدادهای اواخر سال ۱۹۲۰ و اوایل ۱۹۲۱ میلادی می‌نویسد:
«نیروهای ترکیه کشتارها و قتل‌عام‌های خونینی را بر ارمنیان تحمیل کردند. بیش از ۶۹٬۰۰۰ نفر به قتل رسیدند.»
یک دائرةالمعارف شوروی به سال ۱۹۶۱ میلادی تعداد قربانیان مناطق تحت اشغال ترک‌ها در جریان جنگ را نزدیک به ۱۹۸٬۰۰۰ نفر عنوان کرده‌است. یکی از دلایل اصلی این که این قتل‌عام‌ها در قفقاز، که واهاکن دادریان نسل‌کشی کوچک خوانده‌است، بدون مخالفت و اعتراض زیاد انجام شد، انقلاب روسیه بود. تُرک‌ها در روابط شان با بلشویک‌ها توانستند جنگ با ارمنیان را جنگی علیه دولت‌های متفق جلوه دهند، و از این طریق مقاصد خصمانه خود را در قفقاز دور پنهان کنند.

## سیاست کمالیست‌ها و ترکیه امروزی
پس از تأسیس رژیم جمهوری ترکیه توسط مصطفی کمال آتاترک، سیاست دولت کمالی مبنی بر ایجاد وطن خالص تُرک در نواحی شرقی ترکیه که هنوز تعدادی از ارمنی‌ها در آنجا ساکن بودند آغاز شد؛ که در اوایل دهه ۱۹۲۰ میلادی تعدادی ارمنی در جنبش کمالی وجود داشته که حتی به صورت فعال وی را در جنبش ملی تُرکی یاری رسانده و از ایدئولوژی کمالیست و جنبش سکولار وی حمایت کردند. ارمنی‌ها می‌پنداشتند که در این سکولاریسم اظهار شده از سوی آتاتورک راهی برای بقای باقی‌مانده ارمنیان در ترکیه وجود خواهد داشت. طولی نکشید که این بار هم ارمنی‌ها امیدهای خود را مانند دوران انقلاب ترکان جوان برباد رفته دیدند، چرا که ایدئولوژی کمالیسم به رغم تأکید بر اصل دموکراتیک بودن حکومت، در حقیقت در امتداد حکومت ترکان جوان و مبتنی بر حذف حداکثری غیر ترکان و ایجاد دولت ملت تُرک است. این سیاست را آتاترک در همان اوایل ایجاد نظام جمهوری با مهاجرت دادن ترک‌ها بلغار و یوگسلاوی به مرزهای شرقی آناتولی برای تقویت تُرک‌های آن نواحی عملی کرد. وی هزاران تُرک را از بلغارستان و یوگسلاوی به منظور تُرکی‌سازی این مناطق در این نواحی اسکان داد تا هم حامی تُرکان آن نواحی باشند و هم ضریب امنیتی مرزهای شرقی را در برابر ارمنیان بالا ببرند.
این اقدام بخشی از برنامه تُرک‌گردانی این مناطق از لحاظ هویتی، تاریخی و نژادی بود که با تخریب اموال و آثار تاریخی ارمنیان و دیگر اقوام مسیحی پیگیری شد. هدف از این عمل ویرانی یادگارها و شواهد تاریخی حضور ارمنی‌ها در آسیای صغیر بود. این سیاست تا به امروز کماکان ادامه دارد. در سال‌های اخیر ترکیه برای کاهش فشارهای بین‌المللی در خصوص قتل‌عام ارمنیان برنامه‌ای را تدوین کرده‌است تا با گرجی نشان دادن محل سکونت ارمنیان را در قارص و اردهان و وانمود کردن این نکته که مناطق فوق در هیچ دوره تاریخی محل سکونت ارمنیان نبوده، در تحت تأثیر قرار دادن مسئله کشتار ارمنیان توسط دولت عثمانی سعی دارد. در همین راستا کلیساهای به جامانده از ارمنی‌ها در ترکیه در حال واگذاری به گرجی‌ها است، علاوه بر این ترکیه از جایگزینی ترک‌های مسختی به جای ارمنی‌ها در جاواختی به دلیل اینکه به نوعی ارمنی‌ها را از مرزهای این کشور دور می‌کند و ضریب امنیتی این کشور را بالا می‌برد. حمایت می‌کند. ضمن اینکه با استقرار مسختی‌ها به جای ارمنیان، محاصره ارمنستان به وسیله تُرک زبانان کامل تر می‌گردد. حکومت ترکیه سال‌هاست که با پرداخت مبالغ هنگفت به شرکت‌های روابط عمومی آمریکاییِ و اهدای کمک‌های مالی به موقوفه‌های دانشگاه‌های آمریکایی به انکار این نسل‌کشی در آمریکا دامن زده‌است.

## اظهارات و عقاید رهبران ناسیونالیستی و پان ترکیسمی تُرک‌ها

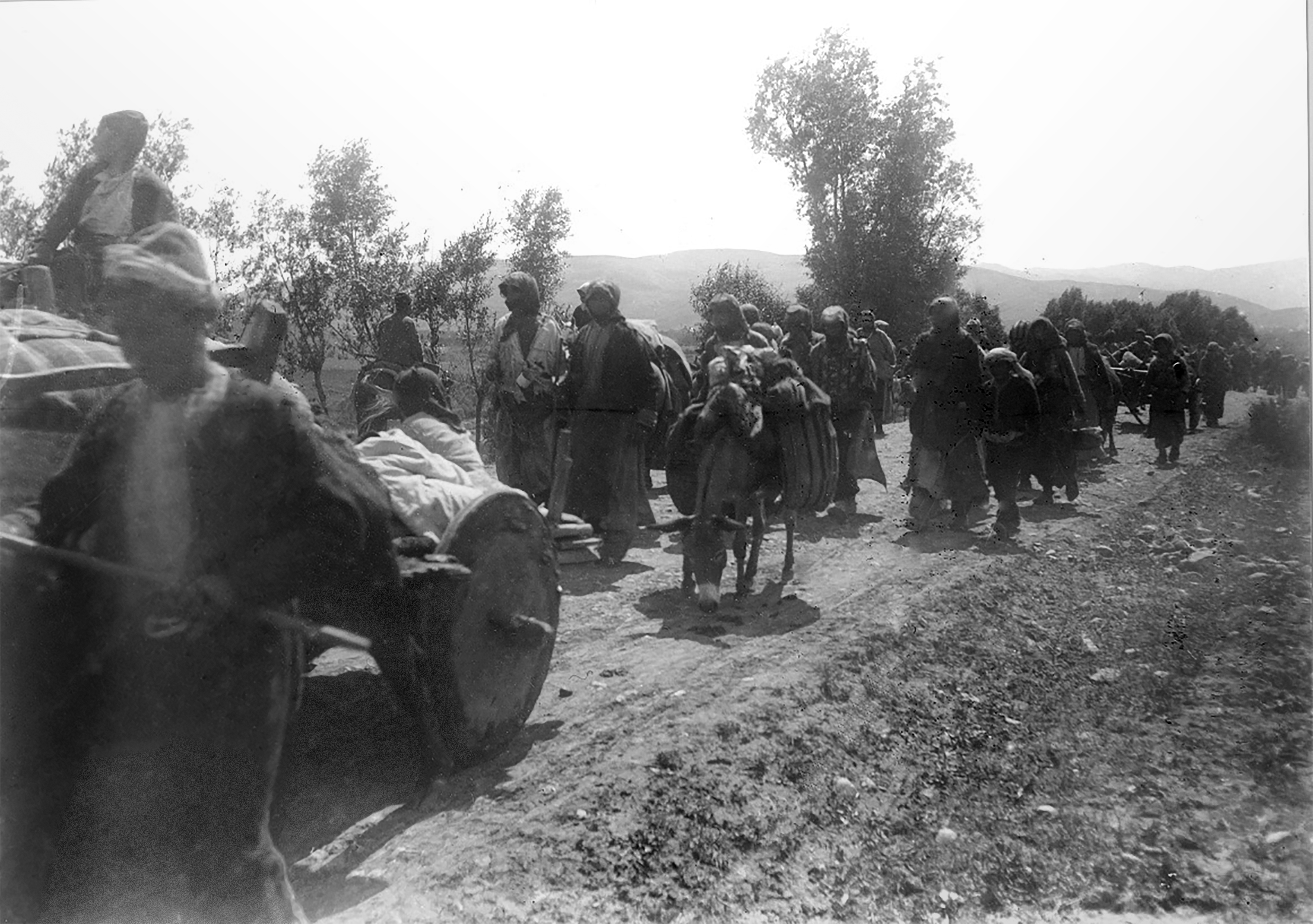
تبعید ارمنی‌ها از ارزروم، عکاس اهل اتریش، ویکتور پیچمن

سلطان عبدالحمید سال ۱۸۹۹ میلادی اشاره به مسئله ارمنی‌ها:
«در آناتولی تنها ما باید باقی بمانیم، خدا را شکر که ما توانستیم این آخرین پناهگاه را برای برادران مسلمان خود که از همه سو رانده شده‌اند، حفظ کنیم.»
دکتر ناظم عضو کمیته مرکزی حزب اتحاد و ترقی:
«بگذار عناصر غیر تُرک از هر ملیت و دینی که هستند، نابود شوند، این کشور را باید از عناصر غیر تُرک پاک کرد.»
«رضا علی دیوان بیگی»، از سیاست‌مداران آن روز ایران در یادداشت‌های دوران زندگی سیاسی خود دربارهٔ مرام فرقه تُرکان جوان می‌نویسد:
«حفظ مملکت پهناور عثمانی. اجرای پان ترکیسم یعنی احیاء و اشاعه فرهنگ تُرکی در مناطق تُرک زبان و سرانجام انضمام آن مناطق به امپراتوری عثمانی. گسترش نفوذ خلیفه عثمانی در ممالک اسلامی.»

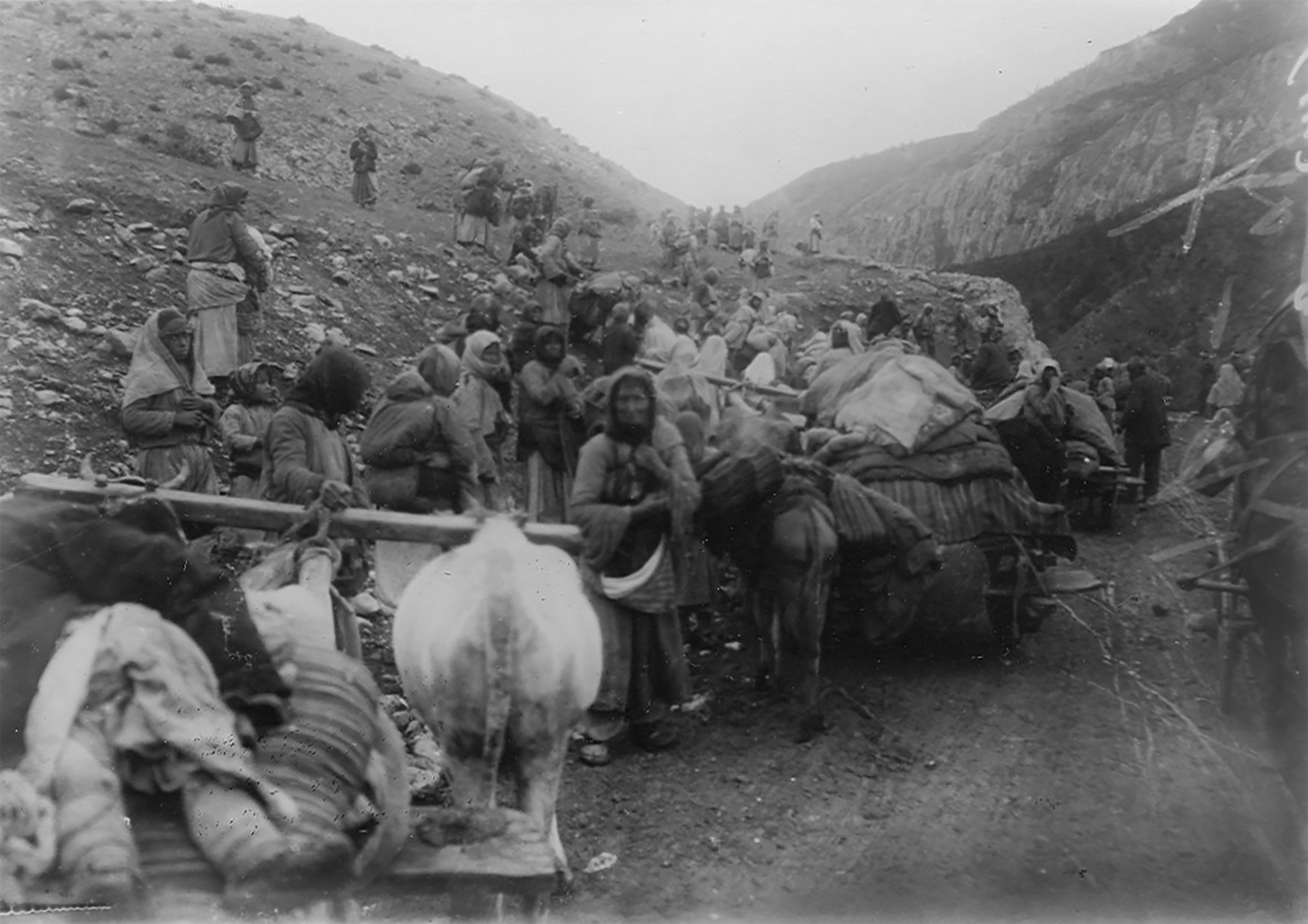
تبعید ارمنی‌ها از ارزروم، عکاس ویکتور پیچمن

«حسین جاهد یالچین» صاحب امتیاز روزنامه طنین، نشریه رسمی ترکان جوان بود، از ایده سلطه و حاکمیت تُرک‌ها دفاع کرد و نوشت:
«هر چه می‌خواهید بگویید، ولی ملت حاکمه این کشور تُرک‌ها هستند و خواهند بود. جوامع مسیحی هیچ هدف و مقصودی جز نابودی کشور ندارند. این کشور سرزمین پدری تُرک‌ها بوده‌است؛ لذا اساساً حق اداره و تعیین سرنوشت کشور و گرفتن تصمیمات مهم و بنیادی باید در دست تُرک‌ها باشد.»
«تورک گوجو» از تشکیلات ناسیونالیست تُرک بود که هدفش را نجات نژاد تُرک از نابودی می‌دانست و از زبانی تند و به سختی نژادپرستانه برای بیان دیدگاه‌هایش بهره می‌برد. شعار آنان این بود (قدرت تُرک برای هر کاری کافی است) این تشکیلات اهدافش را در راستای پیش برد تفکر تورانی تنظیم کرده بود که:
«همه دنیا را از سیل خروشان خود خواهد پوشاند. همگان را به کرنش واخواهد داشت و هیچ شمشیری را نشکسته و هیچ قلعه‌ای را فتح نشده باقی نخواهد گذاشت. نگهبان قدرت تُرک، پاسدار اجاق تُرک، مدافع میهن تُرک اینان پیش قراولان توران خواهند بود. مشت آهنین تُرک بار دیگر زمام دنیا را در دست خواهد گرفت، و جهان دیگربار در برابر قدرت آنان به خود خواهد لرزید.»
اعضای پارلمان ناسیونالیسم تُرک پس از جنگ، حتی با درک این وقایع، مسببان نسل‌کشی را ستوده‌اند:
«شما آگاهید که موضوع اخراج واقعه‌ای بود که در جهان غوغا به راه انداخت و همه ما را قاتل قلمداد کردند. ما حتی قبل از انجام آن هم می‌دانستیم که جهان مسیحی ساکت نمی‌ماند و آن‌ها خشم و غصب مسیحیان را علیه ما برخواهند انگیخت. اما ما چرا باید خود را قاتل بخوانیم؟ چرا باید مسئولیت این موضوع بزرگ و دردسر آفرین را بپذیریم؟ این کارها برای تأمین میهن ما صورت پذیرفتند، وطنی که آن را حتی از جان مان مقدس تر می‌دانیم.»
در یازدهم نوامبر ۱۹۱۴ میلادی دولت عثمانی وارد جنگ شد و اعلامیه‌ای صادر نمود:
«آرمان کشور و مردم ما، ما را به سوی نابودی دشمن روسی مان هدایت می‌کند تا بدین طریق به همسایه‌ای طبیعی برای امپراتوری ما که باید تمام شاخه‌های نژاد ما را دربرگیرد و متحد کند، دست یابیم.»
اسماعیل انور در ششم دسامبر ۱۹۱۴ گفت:
«می‌خواهم از طریق افغانستان به هند بروم.»
ارمنیان مهم‌ترین مانع منطقه‌ای در راه تحقق این هدف بودند. تبعید بی‌رحمانه ارمنیان را می‌توان تاحدی برخاسته از آرزوی از میان برداشتن مرز میان ترکیه و اقوام تُرک روسیه که کنار مرز می‌زیستند، دانست. در اکتبر ۱۹۱۸ میلادی انور پاشا به برادرش نوری پاشا فرمانده نیروی عثمانی در باکو دستور داد به منظور دست یافتن به پیوستگی و یکدستی جمهوری آذربایجان را از روس‌ها و ارمنیان پاک کند.

## اظهارات مقامات آلمانی

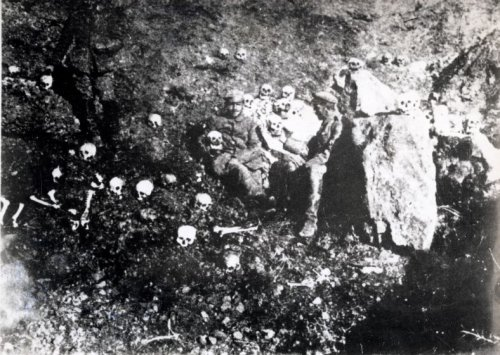
سربازان تُرک در کنار جمجمه‌های باقی‌مانده از قربانیان ارمنی

یاکوب کونتسلر، مبلغ مذهبی گزارش کرده از حزب اتحاد و ترقی:
«زندگی کردن در کنار ارمنیان غیرممکن است. جنگ به ترکیه این فرصت را داده که یا از شر ارمنیان خلاص شود یا از کشور بیرونشان کند.»
یوهان لپسیوس، مبلغ مذهبی:
«ارمنیان ارزروم از اقطار مسلمانشان از یک قتل‌عام محتمل الوقوع باخبر شده‌اند.»
اشتانگه افسری آلمانی که با یگان‌های تشکیلات مخصوصه در جبهه قفقاز همکاری می‌کرد، می‌نویسد:
«از آنجا که تصمیم اخراج ارمنیان را ارتش گرفته بود انتظار تلاش چندانی برای حفظ جان و مال تبعیدیان نمی‌رفت. صدها هزار نفر کشته شدند. مقامات همه چیز را از خانه و مغازه گرفته تا اموال و کالاها را از آن خود کردند. دارایی‌های کلیسای ارمنی صد و پنجاه هزار لیر برآورد می‌شد. مصادره اموال به غیرانسانی‌ترین وجه انجام می‌شد و خانواده‌ها و زنان به هیچ محافظتی بیرون انداخته می‌شدند. گمان موجهی است اگر فکر کنیم ملاحظات نظامی در درجه دوم اهمیت بودند و هدف اصلی استفاده از این فرصت عالی برای اجرای نقشه درازمدت تضعیف، اگر نه نابودی، ارمنیان بوده‌است، آنهم در حالی که هیچ اعتراضی از جانب دول خارجی متوجه عثمانی‌ها نبود. ترکان جوان در قسطنطنیه تصمیم به اخراج و نابودی ارمنیان و آن را با کمک ارتش و شبه نظامیان داوطلب سازماندهی و عملی کرده بودند.»
شوبنر ریشتر بر اساس گفتگوهای خود با مقامات متعدد گزارش کرده‌است که نقشه نابودی ارمنیان بسیار پیشتر از آنچه تصور می‌شود طرح‌ریزی شده بوده‌است. او از افراد زیادی شنیده بود که (امپراتوری باید بر بنیانی اسلامی و پان ترکیستی باز تأسیس شود) اقلیت‌های غیر مسلمان یا باید به زور مسلمان یا در غیر این صورت معدوم شوند. «محمود کامل پاشا»، فرمانده ارتش سوم در آن زمان، از جمله کسانی است که به او گفته بود پس از جنگ خبری از مسئله ارمنی نخواهد بود.
مورتمان، سر کنسول آلمان در استانبول، در گزارش ۳۰ ژوئن ۱۹۱۵ می‌نویسد:
«اسماعیل جنبلات، از حزب و اتحاد ترقی و رئیس نظمیه استانبول، با اشاره به نقشه آناتولی گفت:اخراج ارمنیان شامل تمام مناطق آناتولی خواهد بود. مورتمان می‌نویسد:این را نمی‌توان به استلزامات نظامی نسبت داد و توجیه کرد و یادآوری می‌کند که چند هفته پیش طلعت به او گفته بود: بحث ما برسر نابود کردن ارمنیان است.»
«فون میکوش»، سرگرد آلمانی شرح داده اعضای یک دسته تشکیلات مخصوصه متشکل از محکومان، چگونه کشتارهایی را که دستور فرماندهان خود مرتکب شده بودند، با لذت تمام برای او تعریف می‌کردند. این سرگرد اجسادی را دیده بود که درحالی که به هم بسته بودند به فرات افکنده می‌شدند.

سفیر آلمان وانگنهایم در ششم مه (ماه) می‌نویسد: 
«اخراج ارمنیان از مناطق پرجمعیت ارمنی‌نشین ادامه دارد.»
والتر روسلر، کنسول آلمان در حلب در گزارش روز دهم می‌می‌نویسد:
«به دنبال اخراج‌های زیتون و دورتیول، دامنه اخراج‌ها به ماراش هم کشیده شد. وی افزوده‌است:از کشتارهای وسیعی که اتفاق افتاده به نظر می‌رسد مقصود نابودی همه ارمنیان منطقه است.»

## نقش تشکیلات مخصوصه در نسل‌کشی ارمنیان

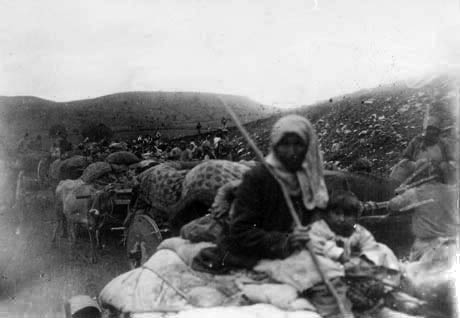
تبعید ارمنی‌ها از ارزروم، عکاس ویکتور پیچمن

ترکان جوان تشکیلات مخصوصه را بنیان گذاشتند. کوشچوباشی اشرف، یکی از چهره‌های مرکزی کمیته، ادعا می‌کند که این تشکیلات مابین سال‌های ۱۹۱۱ تا ۱۹۱۳ ایجاد شد. جمیل دبیر اتحاد و ترقی می‌نویسد بحث برسر موضوع پس از شکست بالکان آغاز شد، و این که تشکیلات مخصوصه در واقع در ژوئیه ۱۹۱۴ تأسیس شد. توفیق بیک اوغلو گزارش داده‌است که تشکیلات مخصوصه در پی فرمان محرمانه اسماعیل انور در اوت سال ۱۹۱۴ تأسیس شد. برخی معتقدند که این تشکیلات در سال ۱۹۱۱ ایجاد شد. «جمال پاشا» در خاطراتش گفته‌است فعالیت تشکیلات مخصوصه در زمان جنگ‌های بالکان آغاز شد.

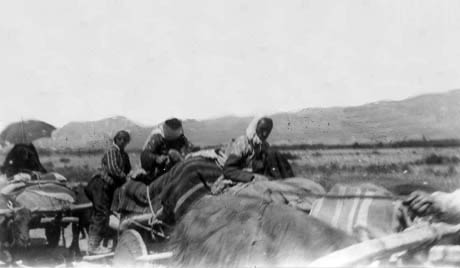
تبعید ارمنی‌ها از ارزروم، عکاس ویکتور پیچمن

با این حال آن‌ها مدعی شدند که تشکیلات مخصوصه به عنوان واحدی در درون وزارت دفاع مشغول فعالیت بوده‌است. طلعت پاشا در خاطراتش می‌نویسد: «تشکیلات مخصوصه یک اداره دولتی بود.» طی دادگاه‌های پس از جنگ استانبول، مدعی العموم سعی داشت ثابت کند که تشکیلات مخصوصه در پی مصوبه کمیته مرکزی ترکان جوان تأسیس شده‌است. این به نوبه خود ثابت می‌کرد که اخراج ارمنیان و کشتار آن‌ها به تحریک و ابتکار ترکان جوان انجام شده‌است.
در جریان نسل‌کشی ارمنیان همکاری بسیار زیادی میان تشکیلات مخصوصه و کمیته مرکزی و نیز تشکیلات محلی ترکان جوان وجود داشت. در دادگاه سال ۱۹۱۹ رهبران حزب اتحاد و ترقی، اسناد و اقرارهای بسیاری ارائه شد، مبنی بر این حقیقت که تشکیلات مخصوصه حتی زمانی که به‌طور رسمی به وزارت جنگ وصل بود، دست در دست ترکان جوان فعالیت می‌کرده‌است.
بهاءالدین شاکر، یکی از اعضاء کمیته مرکزی ترکان جوان و یکی از سردستگان تشکیلات مخصوصه در نامه مورخ پانزدهم مارس به علی کمال، نماینده مخصوص اتحاد و ترقی در آدانا چنین نوشت:
«این کمیته همواره برای پاک کردن میهن از این قوم رانده شده (یعنی ارمنیان) بدنام آماده است. عزم ما بر این است که دست‌هایمان را از شر این لکه ننگ که سراسر تاریخ عثمانی را آلوده کرده‌است، پاک کنیم.»
کمیته مرکزی ترکان جوان دستورهایی دربارهٔ تشکیل یگان‌های تشکیلات مخصوصه در شرق آناتولی ابلاغ کرد. عصر همان روزی که فرمان بسیج عمومی اعلام شد (دوم اوت)، جلسه مهمی در کمیته مرکزی ترکان جوان تشکیل شد که در آن تصمیم جامعی که باید در آینده نزدیک اجرایی می‌شد، اتخاذ گردید. هدف از این تصمیم تشکیل یک (تشکیلات مخصوصه) بود که عملیات‌های نظامی ما در خاک دشمن را تسهیل کند، خواه ما وارد جنگ شویم خواه نشویم. در صورت آغاز جنگ وظیفه این گروهای نامنظم که تشکیلات مخصوصه باید آن‌ها را مسلح می‌کرد، حمله‌های ناگهانی در قلمرو دشمن خواهد بود.
این طرح شامل برانگیختن شورش‌هایی در مصر، قفقاز، ایران و هند ضد انگلیسی‌ها و روس‌ها می‌شد.
تلگرافی که «حلمی»، بازرس اتحاد و ترقی در ارزروم، برای بهاء الدین شاکر فرستاده نیز موید آن است:
«افرادی در داخل کشور هستند که باید از میان بروند، این دیدگاهی است که دنبال می‌کنیم. این افراد ارمنیان بودند.»
یک کمیسیون اجرایی برای تشکیلات مخصوصه که مجدداً سازماندهی شده بود، متشکل از نمایندگانی از وزارت داخله، وزارت جنگ و کمیته مرکزی ترکان جوان، در وزارت جنگ تشکیل شد. در طول محاکمات پس از جنگ، «عاطف بیگ» اقرار کرد که وزارت جنگ به کمیسیون مذکور اختیار و قدرت بخشیده بود و ما با اداره تدارکات و کمیته دفاع ملی، کمیته اتحاد و ترقی و همه وزارت خانه‌ها و نهادهای ملی هماهنگ بودیم. هماهنگی میان وزرای دولت، کمیته مرکزی ترکان جوان و شاخه متعدد ایالتی به این کمیسیون محول شده بود.
وظیفه اصلی این کمیسیون اجرایی تشکیل یگان‌های تشکیلات مخصوصه برای عملیات در روسیه و ایران بود.
وظیفه سازماندهی دارودسته‌های مسلح در منطقه به بهاءالدین شاکر محول شد. او همچنین به شمال قفقاز نیز فرستاده شد، در حالی که «عمر ناجی بیگ» و «روشنی بیگ» به ایران گسیل شدند؛ و «رئوف بیگ» و «عبید الله افندی» به افغانستان رفتند. اما اقدامات تحت شرایط کاملاً سری انجام می‌شد.
سه منبع عمده نیروی انسانی تشکیلات مخصوصه برای انجام وظایف محوله بدین قرار بود:
طوایف کُرد، محکومان محبوس، مهاجران اخیر قفقاز و روملیا (الجزایر). «حلمی»، دبیر حزب اتحاد و ترقی در منطقه ارزروم، عهده‌دار ترکیب و ترتیب این دسته‌ها در منطقه خود بود.
احمد رفیق (احمد رفیق شاعر، نویسنده، مورخ و استاد تاریخ) مدعی است که:
«این دسته‌ها از قاتلان و سارقانی بودند (محکومان محبوس) که از حبس آزاد شده بودند. آن‌ها دستورهای هفتگی خود را در محوطه وزارت جنگ دریافت کردند و سپس از طریق عامل واسطه تشکیلات مخصوصه به مرز قفقاز گسیل شدند. در طول قساوت‌هایی که در حق ارمنیان شد این دسته‌ها بودند که بزرگ‌ترین جنایات را مرتکب شدند.»
در محاکمات رهبران ترکان جوان در سال ۱۹۱۹ و در دادگاه‌های منطقه‌ای یوزگات و ترابزون نیز اسناد و ادله‌ای مبنی بر نقش مستقیم یگان‌های تشکیلات مخصوصه در قتل‌عام‌ها به دست می‌دهند. برای نمونه در دادگاه یوزگات «خلیل رجایی» و «سحاب الدین»، هر دو از افسران ارتش، اقرار کردند که این قتل‌عام‌ها به دست دسته‌های نظامی انجام می‌شد و خود آن‌ها دستور داشتند که مداخله نکنند. در خلاصه نهایی محاکمه آمده‌است:
«دسته‌های مستحفظِ ستون‌های تبعیدیان، متشکل از جنایتکاران و تبهکاران سابقه دار، با کمک ژاندارم‌های همکارشان، ارمنیان بی دفاع را ظاهراً به قصد تبعید از شهرها بیرون می‌کردند. وقتی که به قدر کفایت از شهرها فاصله می‌گرفتند جای خود را به دسته‌های راهزن می‌دادند؛ که آن‌ها نیز پس از غارت اموال اخراج شدگان، آن‌ها را می‌کشتند.»

## دستگیری و قتل‌عام مشاهیر ارمنی

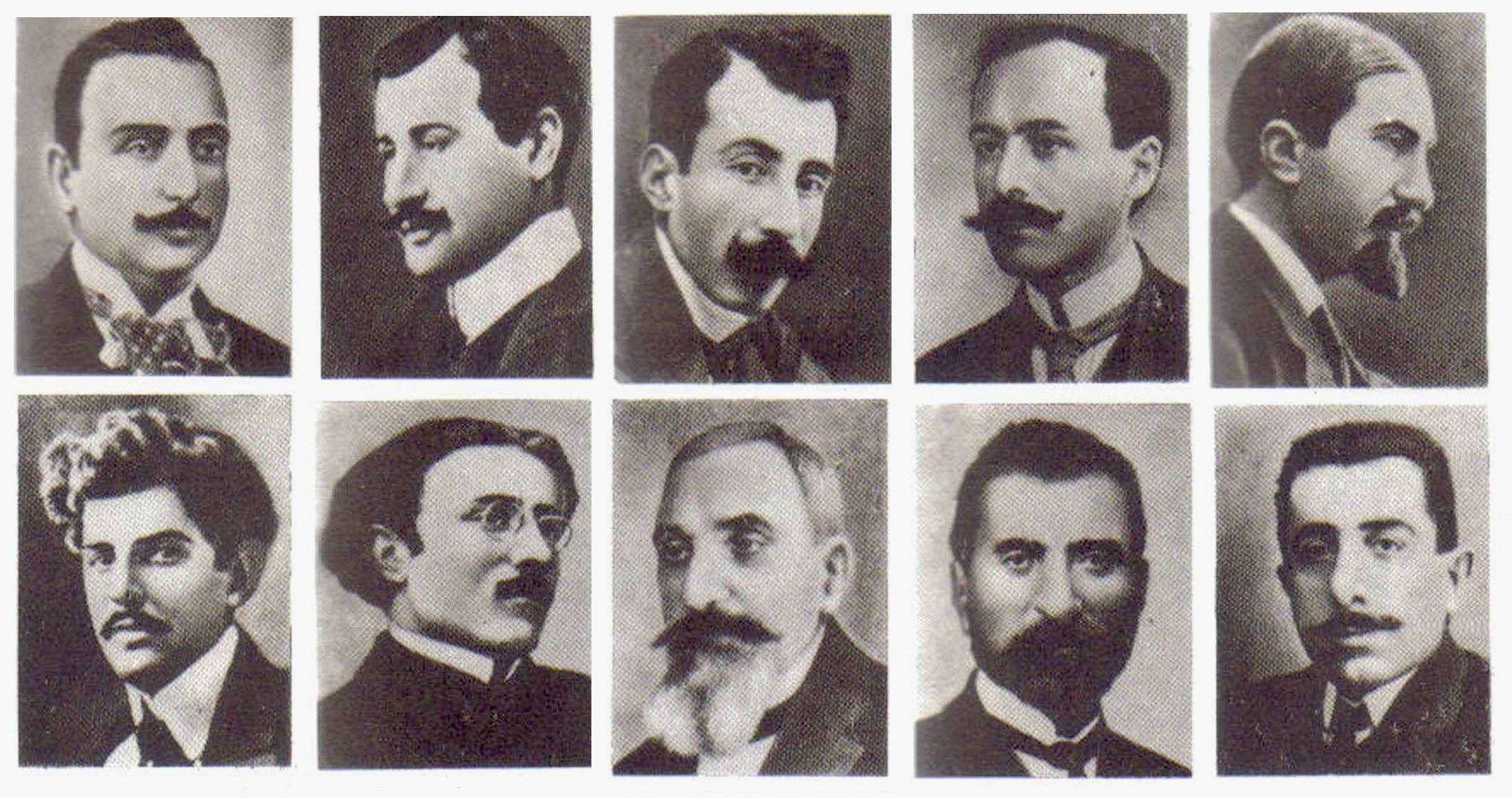
تعدادی از مشاهیر ارمنی که در استانبول به قتل رسیدند

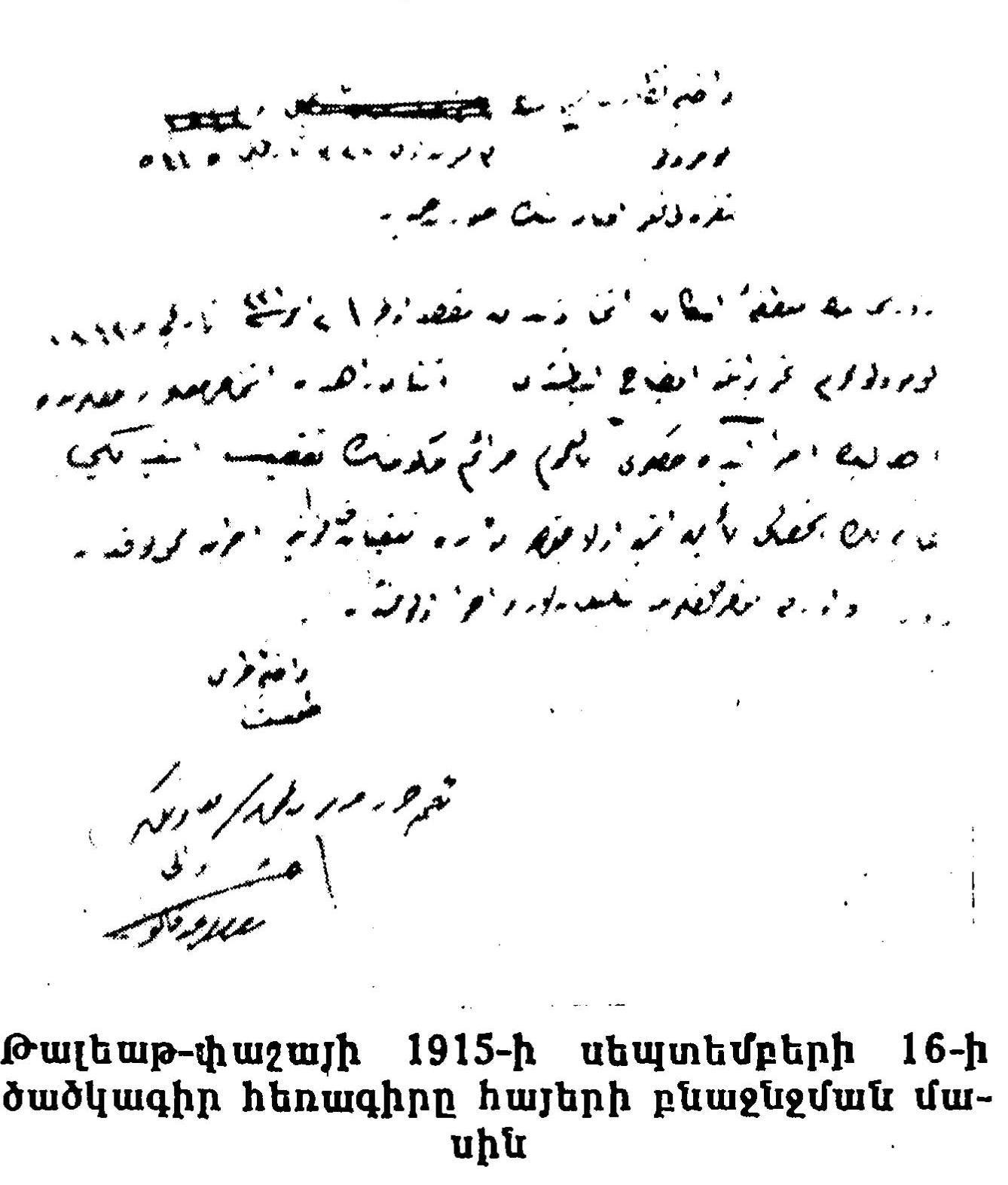
نمونه ایی از تلگراف‌های محرمانه رمز شده طلعت پاشا

تاریخ رسمی آغاز نسل‌کشی ارمنیان را ۲۴ آوریل ۱۹۱۵ می‌دانند، اما این تاریخ تا حد زیادی نمادین است. در بسیاری از ولایت‌های امپراتوری این بازداشت از نوزده آوریل آغاز شده بود. توقیف افراد برجسته ارمنی در بسیاری شهرها آغاز شده بود این بازداشت‌ها به شیوه‌ای نظام مند در طول سه هفته از ۲۱ آوریل تا نوزده ماه مه ادامه یافت.
بین ۲۳۵ تا ۲۷۰ نفر از متفکران، نویسندگان، رهبران، و سیاست‌مداران ارمنی از جمله دانیل واروژان، سیامانتو، روبن سواک، روپن زارتاریان، و آرداشس هاروتیونیان در استانبول دستگیر و پس از انتقال به کشتارگاه‌ها به طرز فجیعی به قتل رسیدند. همچنین در همان روز حدود ۵۰۰۰ نفر از ارمنی‌های بی دفاع را در استانبول به کشتارگاه فرستادند که این سرآغاز قتل‌عام دسته جمعی مردم بی دفاع ارمنی بود به ویژه مردانی که به‌عنوان سرباز در پشت جبهه به بیگاری کشیده شده بودند.
ترکان عثمانی در ۲۷ ماه مه ۱۹۱۵ قانون تبعید ارمنیان به موصل و سوریه را منتشر کردند. مأموران دولت، ساکنان شهرها و روستاهای ارمنی‌نشین را مجبور به جا به جایی کرده و به دروغ به آن‌ها گفته می‌شد که چون در منطقه جنگی قرار دارند می‌بایست برای حفظ جانشان به جاهای امن‌تری منتقل شوند. به آن‌ها حتی فرصت نمی‌دادند که غذا و لوازم ضروری را با خود بردارند. آنان گروه‌های ارمنی را که بیشتر شان زنان، کودکان و سالخوردگان بودند، به طرف صحرای مرکزی سوریه در نزدیکی استان دیرالزور راندند که تعداد زیادی از کودکان، پیرزنان و پیرمردان در مسیر راه در اثر گرما، گرسنگی و تشنگی طاقت نیاورده و مردند. از سوی دیگر برای اجرای کامل کشتار ارمنیان مردان را از زن و بچه یشان جدا کرده، به طرز فجیعی قصابی می‌کردند و زنان و دختران جوان را برای نیات جنسی با خود می‌بردند. آن‌هایی هم که از خود مقاومت نشان می‌دادند، به‌طور وحشیانه‌ای می‌کشتند.
جنرال کنسول دولت ایران در استانبول شرح این واقعه را در ۱۸ جمادی‌الثانی ۱۳۳۳ به وزارت خارجه ایران چنین گزارش می‌کند:
«از روز شنبه ۱۱ جمادی‌الثانی ۱۳۳۳ حکومت عثمانی بعضی از ارمنی‌های اتباع عثمانی و اجنبی مقیمین استانبول را شب و روز علی الاتصال یک دفعه در اقامتگاه و تجارتخانه و در دکان‌هایشان دستگیر و در محبس توقیف نمود و به‌طور یقین هنوز کیفیت معلوم نشده که مقصود ضابطه حکومت محلی از توقیف ارمنی‌ها چه بوده و تقصیر اشخاص موقوفین چیست؟ حکومت عثمانی اغلب این اشخاص را برای تأمین و استقرار آسایش از استانبول نفی و به سمت شهرهای آناتولی فرستاده‌است و اشخاصی که تا حال توقیف شده عده آن‌ها تا هفتصد الی هزار نفر رسیده و در میان آن‌ها از معتبران ارمنی از قبیل وزیر سابق پست و تلگراف و غیره هم می‌باشد.»

## جمعیت و آمار کشته‌شدگان و مهاجرت ارمنیان از ارمنستان غربی
در تاریخ چهاردهم مارس ۱۹۱۹ میلادی مقامات استانبول پس از تحقیق تعداد قربانیان ارمنی را ۸۰۰٬۰۰۰ نفر اعلام کرد. این تحقیقات توسط کمیسیونی که مصطفی عارف دیمر، وزیر داخله در دسامبر ۱۹۱۸ میلادی تأسیس کرده انجام شد. اعلامیه مزبور در ۱۸ مارس ۱۹۱۹ میلادی به دست وزیر داخله وقت جمال بِی تنظیم شد. به دنبال واکنش نمایندگان و دیگر دولتمردان رسوا شده جمال بی مجبور شد بیانیه خود را تعدیل کند او توضیح داد رقم هشتصد هزار نفر تعداد کل ارمنیان تبعیدی بوده و نه تعداد کشتگان، او اذعان کرد هیچ اطلاعی از تعداد بازماندگان ندارد.
با این همه رقم هشتصد هزار نفر کشته شده تا حدی قبول عام یافت. مصطفی کمال آتاترک و داماد فرید پاشا صدراعظم هر دو به دفعات از این رقم ذکر به میان آوردند.
در سال ۱۹۲۸ میلادی ستاد کل ارتش کتابی دربارهٔ موضوع تلفات و خسارات جنگ جهانی اول منتشر کرد و رقم هشتصد هزار نفر در آن تکرار شد. یوسوف حیکمت بایور مورخ تُرک، طی اظهار نظری گفته این رقم را باید صحیح دانست.

نقشه‌ای از مکان‌های قتل‌عام و مراکز تبعید و مرگ ارمنیان

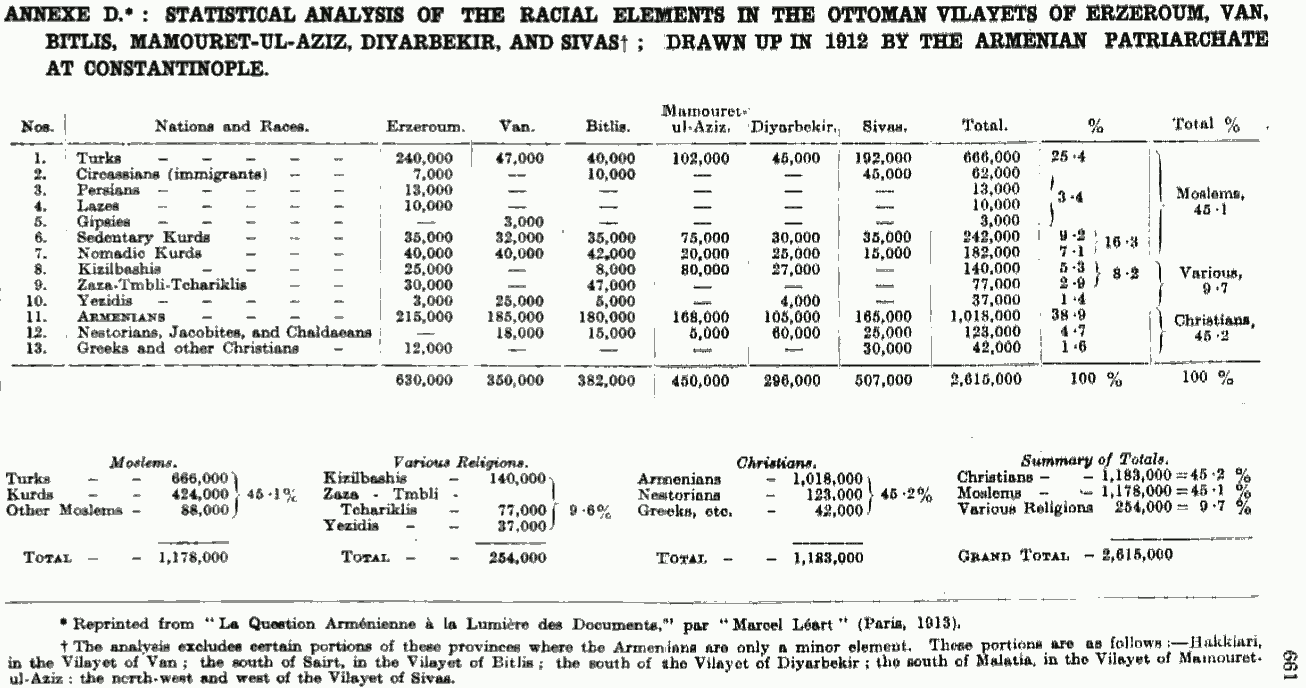
سرشماری جمعیت ارمنستان غربی بر اساس داده‌های آرنولد جی. توینبی

در ۱۸۶۳ دولت عثمانی فرمانی صادر کرده بود که به موجب آن به ارمنی‌ها آزادیهایی در چهارچوب (خط همایون) می‌داد.
زمامداران عثمانی به ویژه در وجود ارمنیان تهدیدی نسبت به تمامیت ارضی کشور خود می‌دیدند، و ارمنستان به نظرشان بلغارستان دومی می‌آمد که می‌بایست به موقع کلکش را بکنند. از ۱۸۷۸ به بعد تمام سیاست عثمانی بیشتر در اطراف این نقشه دور می‌زد که پایه‌های خودمختاری آتی مردم ارمنی را خراب کند، و این کار را با تقلیل عمدی نفوس ارمنیان و تبدیل به یک اقلیت نژادی بسیار ناچیز انجام دهد.
یکی از نخستین کارهای دولت عثمانی در اجرای آن نقشه دستکاری ارضی در شهرستان‌های ارمنی‌نشین بود. مرزهای تازه به نحوی تعیین شد که از اهمیت نسبی عنصر ارمنی می‌کاست. با جداکردن اراضی ارمنی‌نشین به اجبار و با الحاق زمین‌های تازه‌ای به آن‌ها که مسلمانان در آن‌ها اکثریت داشتند دولت عثمانی موفق شد ساختار نژادی بسیاری از ولایات ارمنی‌نشین را تغییر دهد.

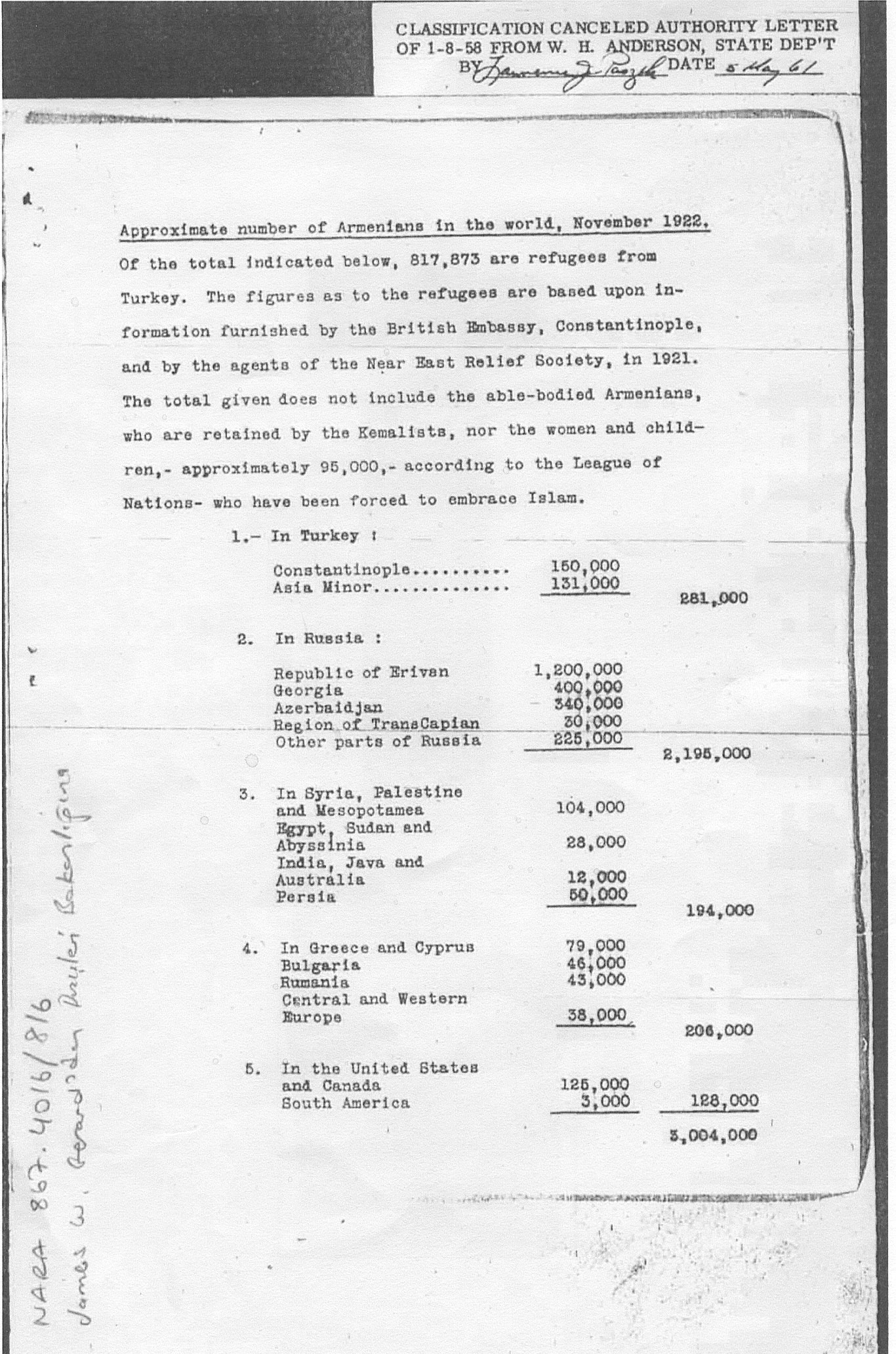
بر اساس سند وزارت امور خارجه آمریکا جمعیت کل ارمنیان جهان در سال ۱۹۲۲ را ۵٬۰۰۴٬۰۰۰ نفر تخمین زده شده‌است.

"این نکته را نیز باید خاطرنشان نمود که قتل‌عام اکثر ساکنان ارمنی مناطق الشکیرت و دغوبایزید در ۱۸۷۷–۱۸۷۸ قبلاً" بین ارمنستان روسیه و مناطق موش و وان که در آن‌ها ساکنان ارمنی اکثریت زیادی داشتند، یک نوار ارضی با اکثریت کُرد فاصله انداخته بود."
ساموئل کوکس سفیر آمریکا در قسطنطنیه بین سال‌های ۱۸۸۰ تا ۱۸۸۶ جمعیت ارمنیان در امپراتوری عثمانی را ۲٬۴۰۰٬۰۰۰ نفر ذکر کرده‌است.
پروفسور جاستین مک‌کارتی در کتاب (مسلمانان و اقلیت‌ها) مهاجرین ارمنیان از ارمنستان غربی به کشورهای دیگر را ۸۱۰٬۸۸۰ نفر تخمین زده‌است.
بر اساس سند وزارت امور خارجه آمریکا جمعیت کل ارمنیان جهان در سال ۱۹۲۲ را ۵٬۰۰۴٬۰۰۰ نفر تخمین زده شده‌است و در این آمار قید شده‌است که در طول کشتار ارمنیان از ۱۸۹۴م تا ۱۹۲۱م، ۸۱۷٬۸۷۳ نفر مجبور به مهاجرت و فرار از ارمنستان غربی به کشورهای دیگر شدند.
«جمعیت ارمنیان در قسطنطنیه و منطقه آناتولی ۲۸۱٬۰۰۰ نفر، در اولین جمهوری ارمنستان ۱٬۲۰۰٬۰۰۰ نفر، در گرجستان ۴۰۰٬۰۰۰ نفر، در جمهوری آذربایجان ۳۴۰٬۰۰۰ نفر، در روسیه و مناطق دیگر قفقاز ۲۵۵٬۰۰۰ نفر، در ایران ۵۰٬۰۰۰ نفر، در هند و آسیای شرق و استرالیا ۱۲٬۰۰۰ نفر، در کشورهای عربی مانند سوریه، مصر، فلسطین ۱۳۲٬۰۰۰ نفر، در اروپا ۲۰۶٬۰۰۰ نفر، در قاره آمریکا ۱۲۸٬۰۰۰ نفر تخمین زده شده‌است.»
کتاب رسمی تُرکی اثر (صلاح الدین بیگ) در نمایشگاه بین‌المللی تاریخ، در فرانسه ساکنان شرق امپراتوری عثمانی را در ۱۸۶۷م را این‌گونه نوشته‌است:
«۱٬۹۰۶٬۰۰۰ نفر در (وان، ارزروم، خارپرت و منطقه کردوئنه) زندگی می‌کردند که ۱٬۳۰۰٬۰۰۰ نفر ارمنی، ۶۰٬۰۰۰ نفر دیگر اقوام مسیحی، ۵۴۶٬۰۰۰ نفر تُرک، کُرد، تُرکمن، چرکس و غیره بودند.»
ویتال کوینت، جغرافیدان فرانسوی در کتاب (ترکیه آسیایی، موقعیت جغرافیایی و آمار)، به بررسی مناطق و تعداد جمعیت ساکنان تحت کنترل امپراتوری عثمانی پرداخت ولی به دلایل زیر موفق به تکمیل کردن تحقیق خود نشد. «۱:محدودیت‌های اعمال شده توسط مقامات ترکیه تحقیقات او ناتمام ماند. ۲:به دلیل عدم کنترل مقامات ترکیه برای استانهای دورتر، برای تکمیل کردن تحقیقات خود غیرممکن بود.»
کتاب ویتال کوینت، منتقدانی هم داشته و منتقدان کتاب ویتال کوینت، ادعا می‌کردند آماری که او تهیه کرده، آمار درستی نیست. ویتال کوینت جمعیت ارمنی‌های شرق آناتولی را در سال ۱۸۹۱–۹۲ را ۸۴۰٬۰۰۰ نفر و کل جمعیت ارمنیان را ۱٬۴۷۵٬۰۱۱ نفر برآورد کرده‌است.
ویتال کوینت در تحقیقات مستقل خود ارمنیان شش ولایت را در سال ۱۹۱۴م ۱٬۴۷۵٬۰۰۰ نفر برآورد کرده‌است.
پروفسور آلمانی هرمان وامبری، جمعیت ارمنیان شش ولایت را در سال ۱۸۹۶، ۱٬۱۳۰٬۰۰۰ نفر برآورد کرده‌است.
هنری لینچ، محقق انگلیسی جمعیت ارمنیان شش ولایت را در سال ۱۹۰۱، ۱٬۳۲۵٬۰۰۰ نفر برآورد کرده‌است. هنری لینچ به مانند جغرافیدان فرانسوی ویتال کوینت تحت فشار شدید مقامات دولت عثمانی قرار داشت. دولت عثمانی سعی داشته‌است که با فریب دادن هنری لینچ مناطقی که ارمنیان و مسلمانان در کنار هم زندگی می‌کردند ارمنیان آن مناطق را هم به عنوان مسلمان شمارش قرار بگیرند.
مارسل لیرت مورخ فرانسوی جمعیت ارمنیان آناتولی شرق را در سال ۱۹۱۲م این‌گونه سرشماری کرده‌است: «ارمنی‌ها در ارزروم ۲۱۵٬۰۰۰ نفر در مقابل تُرکها ۲۴۰٬۰۰۰ نفر، ارمنی‌ها در وان ۱۸۵٬۰۰۰ نفر در مقابل تُرکها ۴۷٬۰۰۰ نفر، ارمنی‌ها در بیتلیس ۱۸۰٬۰۰۰ نفر در مقابل تُرکها ۴۰٬۰۰۰ نفر، ارمنی‌ها در خارپرت ۱۶۸٬۰۰۰ نفر در مقابل تُرکها ۱۰۲٬۰۰۰ نفر، ارمنی‌ها در دیاربکر ۱۰۵٬۰۰۰ نفر در مقابل تُرکها ۴۵٬۰۰۰ نفر، ارمنی‌ها در سیواس ۱۶۵٬۰۰۰ نفر در مقابل تُرکها ۱۹۲٬۰۰۰ نفر می‌باشند در مجموع ارمنیان در شش ولایت ۱٬۰۱۸٬۰۰۰ نفر و تُرکها ۶۶۶٬۰۰۰ نفر برآورد شده‌اند. در این آمار قزلباش ۱۴۰٬۰۰۰ نفر، کُردها ۴۲۴٬۰۰۰ نفر، مردم زازا ۷۷٬۰۰۰ نفر، یزیدیان ۳۷٬۰۰۰ نفر برآورد شده‌اند.»
(شهرهای ارمنی‌نشین آدانا (جمعیت ارمنیان در سال ۱۹۱۵ میلادی ۲۰٬۰۰۰ نفر بوده‌است)،ترابزون (جمعیت ارمنی شهر در سال ۱۹۱۵ میلادی ۶۵٬۰۰۰ نفر بوده‌است)، و شهرهای دیگر ارمنی در این آمار لحاظ نشده‌است)
سرشماری جمعیت ارمنستان غربی بر اساس داده‌های آرنولد جی. توینبی در سال ۱۹۱۲م.
| گروه‌های نژادی | بتلیس   | دیاربکر | ارزروم  | الازیغ  | سیواس   | وان     | مجموع     | %    |
| ارمنیان | ۱۸۰٬۰۰۰ | ۱۰۵٬۰۰۰ | ۲۱۵٬۰۰۰ | ۱۶۸٬۰۰۰ | ۱۶۵٬۰۰۰ | ۱۸۵٬۰۰۰ | ۱٬۰۱۸٬۰۰۰ | ۳۸٫۹ |
| ترک‌ها، ۱ | ۴۸۰۰۰   | ۷۲٬۰۰۰  | ۲۶۵٬۰۰۰ | ۱۸۲٬۰۰۰ | ۱۹۲٬۰۰۰ | ۴۷٬۰۰۰  | ۸۰۶٬۰۰۰   | ۳۰٫۸ |
| کردها، ۲ | ۷۷٬۰۰۰  | ۵۵٬۰۰۰  | ۷۵٬۰۰۰  | ۹۵٬۰۰۰  | ۵۰٬۰۰   | ۷۲٬۰۰۰  | ۴۹۹٬۰۰۰   | ۱۹٫۱ |
| اقوام دیگر، ۳ | ۳۰٬۰۰۰  | ۶۴٬۰۰۰  | ۴۸٬۰۰۰  | ۵٬۰۰۰   | ۱۰۰٬۰۰۰ | ۴۳٬۰۰۰  | ۲۹۰٬۰۰۰   | ۱۱٫۱ |
| مجموع | ۳۸۲٬۰۰۰ | ۲۹۶٬۰۰۰ | ۶۳۰٬۰۰۰ | ۴۵۰٬۰۰۰ | ۵۰۷٬۰۰۰ | ۳۵۰٬۰۰۰ | ۲٬۶۱۵٬۰۰۰ | ۱۰۰  |
| 1 شامل قزلباش 2 شامل مردم زازا 3 آشوری‌ها (نسطوری، کلیسای کلدانی), چرکس، مردم یونانی، ایزدیان، فارسی‌زبانان، لازها، کولی |         |         |         |         |         |         |           |      |

آمار کشته شدگان ارائه شده توسط کشیش یوهان لپسیوس مبلغ مذهبی آلمانی:
- کیلیکیه و سوریه شمالی کل جمعیت ۲۴۲٬۹۵۰ نفر. تعداد کشته‌ها و تبعیدی‌ها ۲۳۸٬۹۵۰ نفر
- آناتولی شرقی (شش ولایت ارمنی ترکیه)، کل جمعیت ۱٬۰۵۸٬۰۰۰ نفر، کشته‌ها ۸۱۷٬۶۰۰ نفر
- آناتولی غربی (بورسا، ازمیر، آنکارا، قونیه)، کل جمعیت ارمنی ۳۳۷٬۰۰۰ نفر، کشته‌ها ۳۰۹٬۸۰۰ نفر
- بخش اروپایی ترکیه (استانبول، ادرنه)، کل جمعیت ارمنی ۱۹۴٬۰۰۰ نفر، کشته‌ها ۳۰٬۰۰۰ نفر
- سوریه، فلسطین، بغداد. تعداد کشته شدگان:۱۳٬۵۰۰ نفر

«کل ارمنیان کشته شده فقط در سال۱۹۱۵. ۱٬۳۹۶٬۳۵۰ نفر»

## ارمنی‌های پنهان یا کریپتو
ارمنی‌های پنهان (به ارمنی ծպտեալ հայեր - به انگلیسی Hidden Armenians)، یا ارمنی‌های کریپتو (به انگلیسی crypto-Armenians), به گروهی گفته می‌شود که در طی نسل‌کشی؛ کودکان یتیم، دختر و پسر جوان ارمنی دزدیده، یا از سوی خانواده‌های مسلمان محلی به فرزند خواندگی پذیرفته شدند که نام آن‌ها را تغییر داده و به اجبار قومیت تُرکی یا کُردی را پذیرفتند و مسلمان شدند و به بقای خود ادامه دادند. امروزه تعداد نامعلومی از افراد با اصلیت ارمنی در ترکیه وجود دارند که یا از تبار خود آگاه نبوده یا از ترس ارمنی بودن هویت خود را پنهان کردند.
اشخاص سرشناسی که پس از گذشت نزدیک به صد سال از نسل‌کشی هویت اصلی خود را دریافتند یا هویت اصلی آنان فاش شده:

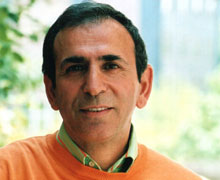
احمد آباکای در ۱۹۵۰ میلادی، در شهرستان «دیوریغی» در استان سیواس به دنیا آمده‌است. او دبیر کل انجمن روزنامه‌نگاران معاصر ترکیه است.
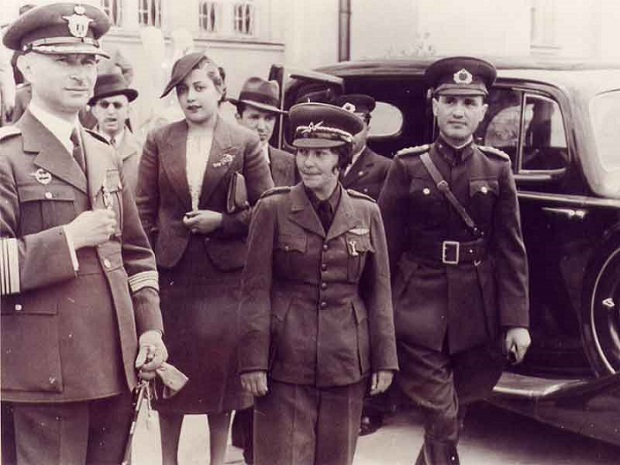
صبیحه گوکچن، نام واقعی او «خاتون سیبلیجیان» است. اولین خلبان زن هواپیماهای جنگنده.
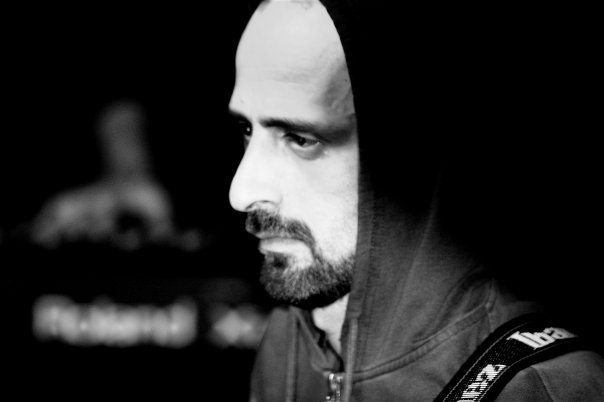
یاشار کورت، از خوانندگان معروف سبک موسیقی راک در ترکیه، در سن ۴۰ سالگی دریافته‌است که ارمنی است.
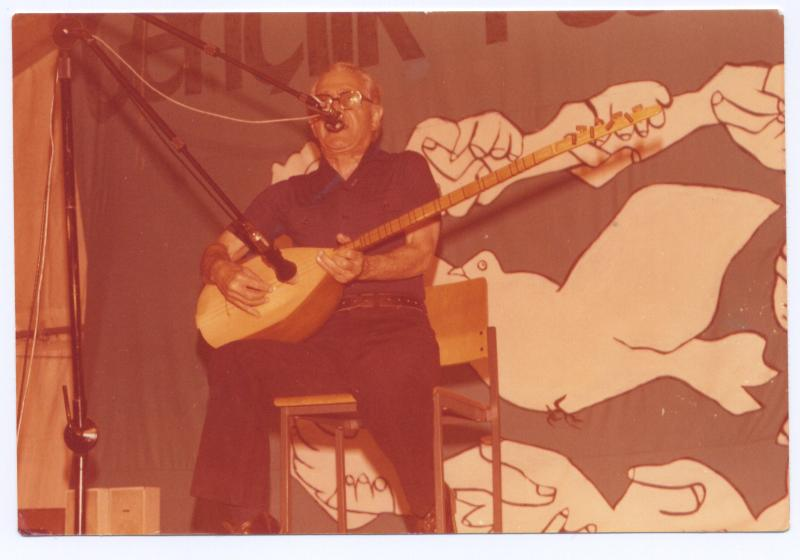
مهمت روحی سو، از خوانندگان معروف سبک فولکلور در ترکیه، با اصلیت ارمنی است.

## یتیمان ارمنی

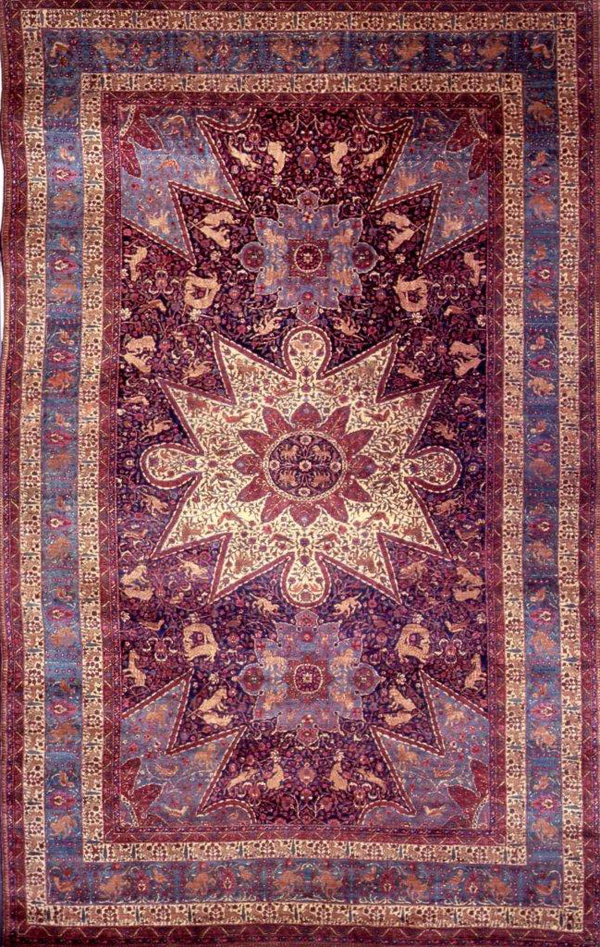
قالی یتیمان ارمنی به نشانه قدردانی از سوی بنیاد کمک‌رسانی خاور نزدیک در سال ۱۹۲۵ میلادی، به جان کالوین کولیج، سی‌امین رئیس‌جمهور ایالات متحده آمریکا اهدا شد.

در حد فاصل سال‌های ۱۸۹۴ تا ۱۹۲۳ میلادی بر اثر نسل‌کشی ارمنیان در امپراتوری عثمانی بیش از ۵۰۰ هزار کودک و نوجوان ارمنی کشته شده‌اند. اکثر آن‌ها تیرباران، مسموم، خفه یا از گرسنگی و بیماری‌های مختلف جان سپردند، عده‌ای نیز که جان سالم بدر بردند اما نتوانستند از ترکیه فرار کنند، بزور مجبور به ترک دیانت شده و به عنوان برده به خانواده‌های تُرک و کُرد فروخته شدند.
در جنگ جهانی اول ترکان جوان و حزب اتحاد و ترقی بهترین فرصت را مهیا دیده و برنامه از پیش طراحی شده خود برای کودکان یتیم ارمنی را اجرا کردند.
این برنامه چنین بود:
«همه کودکان باید جمع‌آوری و به یتیم خانه‌های دولتی در چند مکان معین فرستاده می‌شدند، همه این کودکان باید تَرک دیانت شوند. بر اساس گزارش‌های سازمان‌های بین‌المللی حمایت از زنان و کودکان که پس از جنگ جهانی اول منتشر شده به‌علت آنکه یتیم خانه‌های سراسر امپراتوری عثمانی گنجایش آن همه یتیم را نداشت بیش از سی هزار کودک ارمنی در بازار برده فروشی معامله شده تا به عنوان نوکر در حرم‌سراها و کارگر بکار گرفته شوند در این خصوص زندگی‌نامه بیش از دو هزار دختر و پسر یتیم که بعدها از خانه‌های مردم تُرک و کُرد جمع‌آوری و از ترکیه منتقل شدند در سازمان ملل متحد ثبت شده‌است». بر طبق آمارهای ارائه شده از سوی «جان بارتون» در حد فاصل سال‌های ۱۹۲۲ تا ۱۹۲۳ میلادی و بر اثر تلاش سازمان‌های خیریه آمریکایی، به‌خصوص کمیته آمریکایی کمک به سوری‌ها و ارمنی‌ها بیش از ۳۰۰۰۰ هزار یتیم (نوجوان دختر و پسر) و کودک ارمنی از اقصی نقاط امپراتوری عثمانی نجات و به سوریه، لبنان، یونان و اورشلیم منتقل شدند.
گروه دیگری از کودکان یتیم در پی به قدرت رسیدن کمالیست‌ها در سال‌های ۱۹۲۱ تا ۱۹۲۲ میلادی موفق به نجات و مهاجرت از امپراتوری عثمانی می‌شوند.
همچنین در سپتامبر ۱۹۲۲ میلادی بیش از ۵۰۰۰ یتیم ارمنی و یونانی بر اثر آتش‌سوزی عمدی کمالیست‌ها در شهر ازمیر توسط سازمان پناهندگان آمریکایی و شخص «سارا کورنینگ» نجات یافتند که توسط کشتی جنگی آمریکایی به یونان منتقل شدند.
بیش از هزار و چهارصد دختر یتیم ارمنی که از اورفا در ترکیه به روستای کوهستانی غریز در لبنان منتقل شده بودند، با کمک هووهانس تاسچیان، از استادان ارمنی فرش‌بافی، فنون بافندگی، رنگ‌رزی و نقش‌زنی را آموختند. سه هزار تخته فرش توسط دختران یتیم ارمنی بافته شد و به آمریکایی‌هایی که با اعانه‌های خود، هزینه نگهداری این کودکان را پرداخت می‌کردند، هدیه شد. یکی از آن فرش‌ها به نام فرش یتیمان ارمنی در کاخ سفید پهن شد.

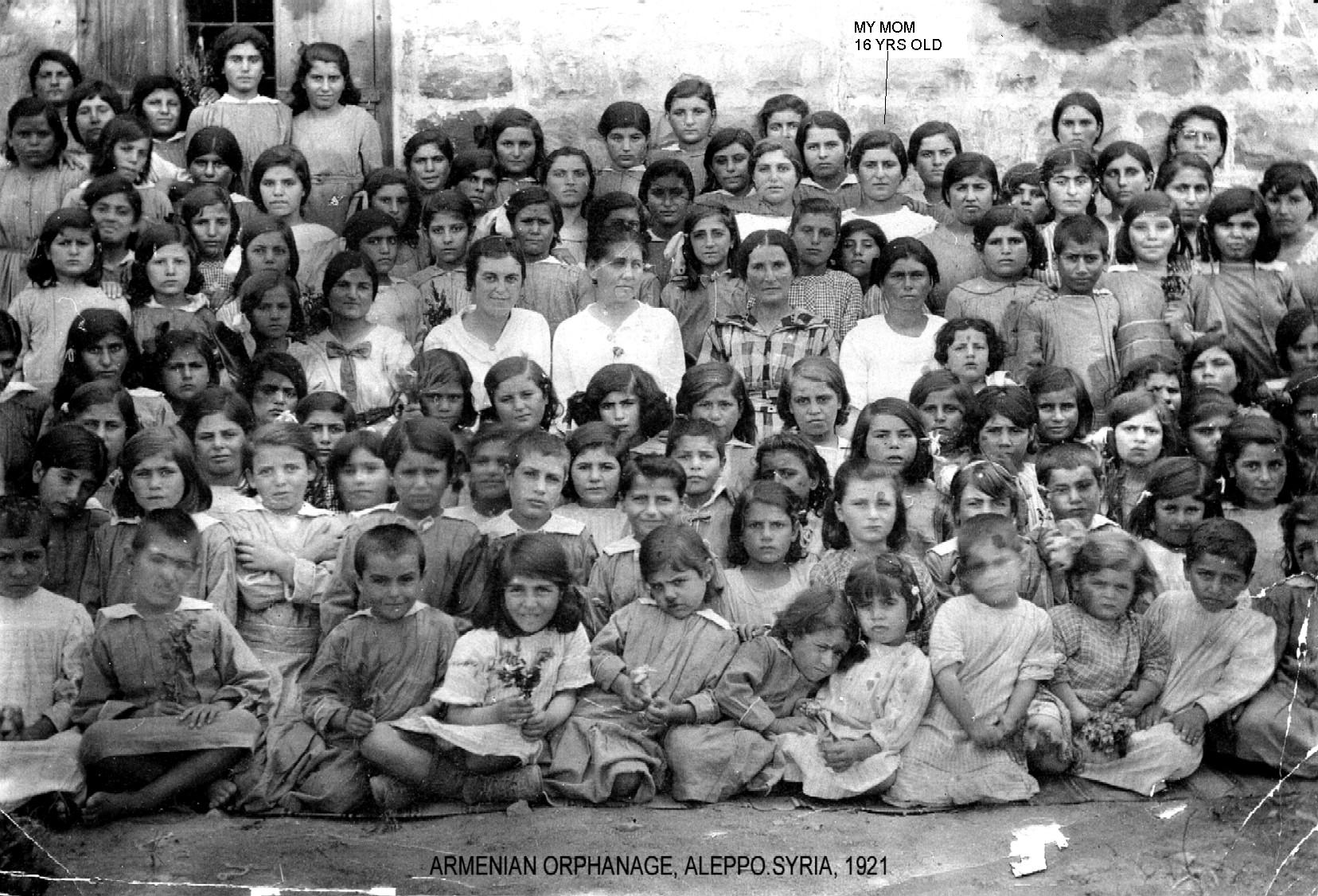
کودکان یتیم در شهر حلب
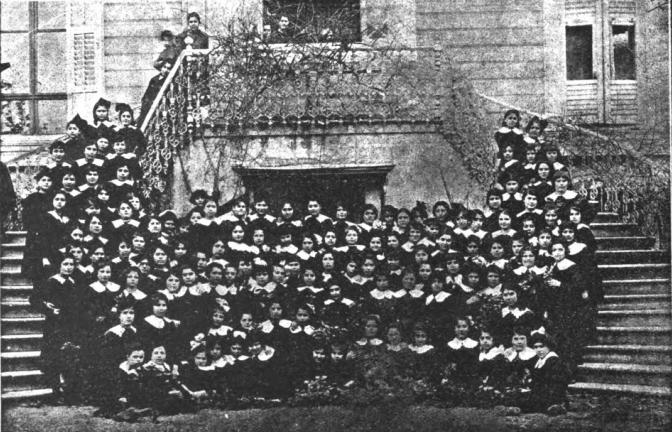
کودکان یتیم
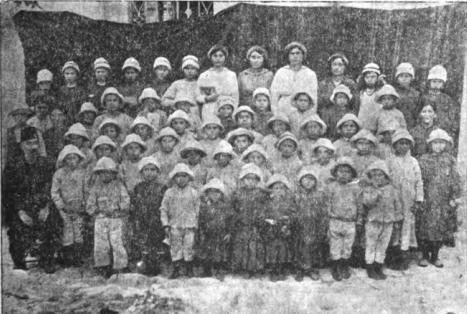
کودکان یتیم در شهر قسطمونی
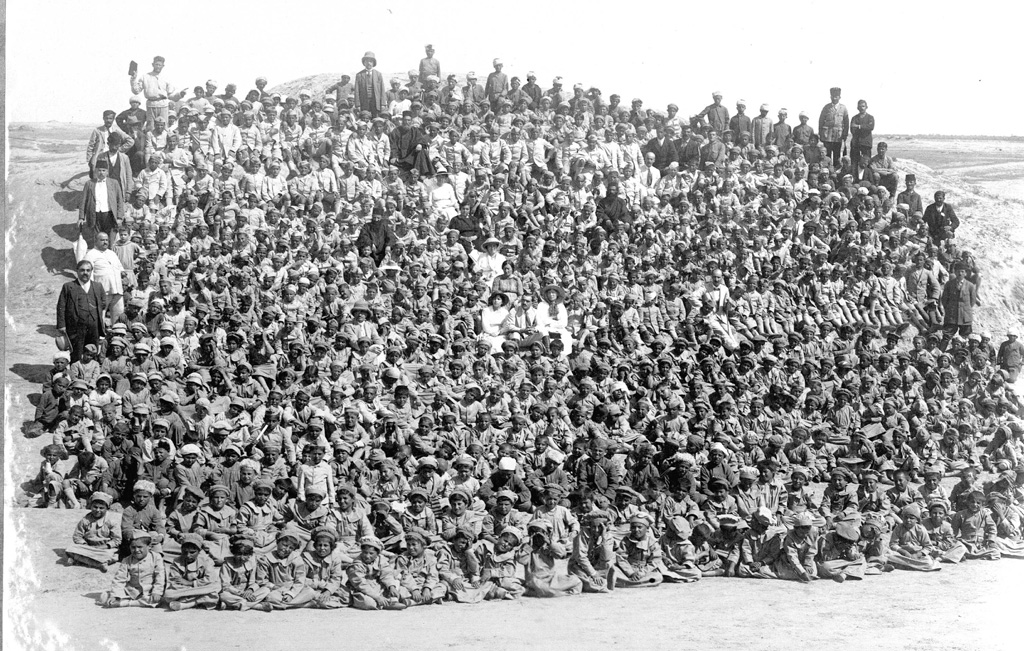
کودکان یتیم در شهر بعقوبه

## ایران
در سرتاسر تاریخ، مردم ایران معمولاً خود را حامی مردم ارمنستان در نظر می‌گیرند. با این وجود، در این مورد هیچ مقاومتی از جانب سربازان اغلب مسلمان ایران مشاهده نشد. پس از عقب‌نشینی سربازان روس از شمال غرب ایران، ترک‌های مسلمان به شهر سلماس در شمال غرب ایران هجوم آوردند و مسیحیان ارمنی ساکن در آن شهر را به فجیع‌ترین وضع ممکن، شکنجه و قتل‌عام کردند.
گر چه باید توضیح داد که در آن زمان، ایران در ضعیف‌ترین درجه از تاریخ خود به‌سر می‌برد و حکومت ایران کمترین تسلطی بر مرزهایش نداشت. چنانچه نیروهای عثمانی تا پایان سال ۱۹۱۸ در بخش‌هایی از خاک ایران حضور داشتند.

#### مذاکراتیحیی دولت‌آبادیبا وزرای عثمانی
یحیی دولت‌آبادی سیاستمدار و روشنفکر ایرانی و نماینده جناح دمکرات در سال ۱۹۱۶ میلادی در مسیر خود از حلب به استانبول شاهد بدرفتاری سربازان عثمانی با زنان و کودکان ارمنی بوده و در استانبول برای جلسه سیاسی با طلعت پاشا ملاقات می‌کند. اولین مطلبی را که با وی در میان می‌گذارد رسیدگی به وضعیت آوارگان ارمنی است:
با ارمنی‌ها اینطور رفتار نکنید. این رفتار اگر برای عثمانیت و اسلامیت شما مضر نباشد برای انسانیت شما مضر است. طلعت برآشفته می‌گوید: آیا شما می‌دانید اینها در وان و غیره با مسلمانان چه معامله کرده چه بیرحمیها نسبت به زن و بچه مسلمانها نموده‌اند؟ می‌گویم هرچه کرده‌اند مردان آنها کرده‌اند و اطفال کوچک آنها مانند اطفال کوچک ما بیگناهند.
طلعت از روی تعجب می‌گوید چه دیده‌اید که اینطور آزرده خاطر شده‌اید؟ شمه ای از مشاهدات خودرا که پیش از این نگارش یافته برای او نقل می‌کنم. اندوهناک شده می‌گوید باید اعتراف کنیم که نظامیان ما بیش از آنکه دستور داشته‌اند با ارمنی‌ها بدرفتاری کرده‌اند. جواب می‌دهم این مذاکره در اتاق خلوت برای من ثمری ندارد خوب است به گوش عامه برسد که دولت باین اندازه ستمکاری دربارهٔ زن و مرد و کوچک و بزرگ ارمنی‌ها متواری شده راضی نبوده‌است. دستور بفرمائید مأموران اینکار رفتار خود را با آنها ملایمتر بنمایند و روزی چند قمری مقرری که برای هریک قرارداده اند و قوت لایموت آنهاست پس از این مرتب به آنها برسانند.
طلعت نصیحت مرا می‌پذیرد و اقدام کرده به وعده خود وفا می‌نماید.

## نسل‌کشی ارمنیان و مطبوعات وقت ایران
عملیات قتل‌عام ارمنیان از سوی حکومت عثمانی تقریباً در تمامی روزنامه‌های عمده و دیگر نشریات وقت ایران بازتاب یافت. مطالب و گزارش‌های خبری مندرج در آن از جراید وقت ایران به نام‌های رعد، عصر جدید، ایران، تبریز، ندای وطن، حبل‌المتین، شمس و شفق سرخ، در فاصلهٔ سال های۱۹۰۴–۱۹۲۲ میلادی /۱۲۸۳–۱۳۰۱ خورشیدی، برگرفته شده‌اند.
- شماره ۱۲ عصر جدید - ۳ ذی الحجه - ۱۲ اکتبر ۱۹۱۵–۱۹ مهر ۱۲۹۴

کشتار از ارمنی‌ها - ولی همه کس از رفتار تُرک‌ها ضد ارمنی‌ها متفق است. از قراری که تصور می‌کنند زمامداران امور را قصد این است که ریشه ارمنی‌ها را کنده از ۸۰۰٬۰۰۰ الی ۱٬۰۰۰٬۰۰۰ آن‌ها را به قتل رساندند. عیسوی‌ها بقبول آئین اسلام از قتل نجات می‌یابند ولی فی الوفور تمام اعضا اثاثیه خانواده وی را از زن و خواهر و دختر که بحد رشد رسیده باشند به حباله ازدواج ترک‌ها درمی‌آورند که نتوانند کیش اسلام را ترک گویند. از قراری که می‌گویند وزیر مختار آمریکا مقیم استانبول بتازگی پروتست سختی ضد قتل ارمنی‌ها کرده و گفته‌است که این مسئله کشیش‌های آمریکا را تهدید می‌نماید. تنها جوابی که به این مسئله دادند این بود که روز بعد بیست نفر ارمنی در خیابان‌های استانبول بدار آویختند.
- شماره ۱۶۹ رعد - ۱ رجب ۱۳۳۴–۴ مه ۱۹۱۶–۱۴ اردیبهشت ۱۲۹۵

اعدام ارمنی‌ها در عثمانی - بوکارست ۲۱ آوریل - روزنامه ابوک اشعار می‌دارد که از منابع موثقه خبر می‌دهند که تُرک‌ها از ابتدای جنگ تاکنون متجاوز از ۱٬۰۰۰٬۰۰۰ ارمنی را قتل‌عام نموده‌اند در ضمن ۱۰۰٬۰۰۰ نفر هم ارمنی‌ها کاتولیک مذهب معدوم شده‌اند جد و جهد حکومت آمریکا برای جلوگیری از اعمال شنیع ترک‌ها نتیجه حاصل نکرده‌است.
- روزنامه ایران – ۱۶ جمادی‌الثانی ۱۳۳۸–۷ مارس ۱۹۲۰ – ۱۶ اسفند ۱۲۹۸

تلگراف رئیس مذهبی ارمنی‌ها از استانبول می‌گوید روز نهم فوریه قشون فرانسوی ماراش واقعه در سیلیسی را تخلیه نمود یک روز پس از آن تاریخ میلیون عثمانی سه هزار نفر ارمنی‌ها را مقتول نمودند. فقط ۱۵۰۰ نفر ارمنی فراراٌ به اصلاحیه رسیدند درحالی‌که عده کثیری در عرض راه به‌واسطه سرما منجمد شدند از بیست هزار نفر ارمنی‌ها سابق ماراش شانزده هزار نفر مقتول گردیده‌اند مخبر جریده تایمس [تایمز] از استانبول بیانیه مزبور را نقل نموده و به‌علاوه می‌گوید: میلیون عثمانی سیاست اخراج و نفی بلد نمودن ارمنی‌ها را تهدید نموده و عده از دسته‌های تبعید شده را با همان مظالم و قساوت معمول مقتول ساخته‌اند.
- شماره ۱۵۴–۱۵۵ ندای وطن - ۱۱ ذی حجه ۱۳۲۵–۱۵ ژانویه ۱۹۰۸–۲۴ دی ۱۲۸۶

سیاسی (آیا صلاح دولت عثمانی هست با دولت ایران جنگ کند یا نه)، دسته دیگر از تبعه عثمانی ارمنی‌ها هستند ظلم‌هایی که عثمانی به این طایفه نموده در تواریخ ثبت است و این طایفه همیشه با عثمانی در ضدیت بوده‌اند و در موقع فرار پناه به ایران آورده و در کمال استراحت در تحت حمایت دولت علیه گذران کرده‌اند و هر وقت عثمانی آغاز جنگ رسمی با ایران بنماید تمام ارمنی‌ها تبعه عثمانی به حمایت دولت ایران برمی‌خیزد و بالاخره عقل و تجربه حکم می‌کند که عثمانی از این جنگ غیر از رسوایی و ننگ دیگر نخواهد بست.
- شماره ۹۰ رعد - ۱۵ ربیع‌الاول ۱۳۳۴–۲۱ ژانویه ۱۹۱۶–۳۰ دی ۱۲۹۴

از جراید قفقاز - در اطراف ارومی در نقطه (سرکاور)، جوار سر حدات عثمانی و ایران دسته‌های قشون عثمانی پیدا شده و از این قرار تُرک‌ها خیال دارند که در جنوب و غرب دریاچه ارومی مشغول عملیات جنگی شوند. قشون عثمانی وارد ساوجبلاغ شده‌اند. گرچه در خود شهر ارومی سکوت و سکونت حکمفرما است ولی ارمنی‌ها خیلی مضطرب و موحش هستند.
| شماره ۱۸ - عصر جدید ۱۸ ذیحجه ۱۳۳۳–۲۸ اکتبر ۱۹۱۵–۴ آبان ۱۲۹۴ اضمحلال ارمنی‌ها - ترجمه مقاله اساسی تیمس لندن مورخه سلخ سپتامبر. |
| --- |
| مخبر ما از قاره اخبار مفصلی راجع به قتل ارمنی‌ها در آسیای صغیر نوشته و برای ما فرستاده‌است. دایرهٔ تعرض نسبت به ارمنی‌ها به قدری وسعت یافته و چندان قساوت و ظلم همراه آن بوده‌است که می‌توان گفت در تاریخ خونین شرق نزدیک، فقط یک واقعه نظیر آن یافت می‌شود. آن واقعه، که با قتل‌عام ارمنی‌ها می‌توان مقایسه کرد، که در تاریخ بلغار یافت می‌گردد. هنگامی که قشون فاتح عثمانی پای خود را برای نخستین دفعه در بالکان گذاردند، چنان در انهدام نژاد بلغار پافشاری کردند که نام بلغار از یاد اروپایی‌ها محو گردید. تُرک‌ها کوشش می‌نمایند که ارمنی‌ها را گرفتار همان سرنوشت قساوت کارانه نمایند که در روزگار پیشین بلغار را کردند. علی الظاهر، ژان ترک‌ها (ژون تورک = جمعیت ترک‌های جوان) قصد دارند که ریشهٔ ارمنی‌ها را به کلی کَنده بدین ترتیب از این ناحیه خاطر خود را آسوده سازند. قتل‌عام‌های ۱۸۹۴، [۱۸۹۶ و۱۹۰۹]، نسبت به آنچه حالا می‌کنند، خیلی بی‌اهمیت است. در سال ۱۹۰۹، رؤسای کمیتهٔ اتحاد و ترقی به دول اروپای غربی چنین وانمود می‌کردند که آن‌ها به قتل ارمنی‌ها در آدانا و در تارسوس و سایر نقاط میلی ندارند و آن‌ها مسئول این وقاحت نیستند لیکن حالا معلوم می‌شود که اظهارات ارمنی‌ها مقرون به صحت و صواب بوده و اعضای کمیتهٔ مزبور، که دعوی تجدد و اصلاح می‌کردند، باعث قتل‌عام ۱۹۰۹ ارمنی‌ها بوده‌اند. دو نفر از اشخاصی که در این عصر مستقیماً مسئول این سوء اعمال اند انور پاشا و طلعت بیک می‌باشند. از جمله مطالبی که قدری خیال شخص را راحت می‌سازد این است که هیچ‌یک از این دو نفر اصلاً ترکی نژاد نیستند و هر دو را مسلمان مصلحتی می‌دانند. انور بیک یک نفر نیمه لهستانی است و طلعت در حقیقت از نژاد کولی‌ها می‌باشد و دارای وطن و مملکتی نیست. علت عداوت انور پاشا با ارمنی‌ها این است که آن‌ها در جنگ‌های قفقاز به قشون روس کمک کردند. لیکن چه جای شبهه که مبدأ جمیع این جرایم و مسئول خون یک میلیون و نیم ارمنی‌ها عثمانی آلمان‌ها هستند زیرا که انور و طلعت هیچ‌یک حکمران استانبول نیستند. آن‌ها فقط مقهور ارادهٔ آلمان می‌باشند. یک کلمه از دربار برلن این قتل و غارت را که نواحی وسیعٔ آسیای صغیر را شئومت آن بائر و خراب شده [کرده] است خاتمه می‌داد. قیصر می‌توانست به یک اشاره از قتل ارمنی‌ها جلوگیری نماید. آیا حالا او مداخله خواهد کرد؟ تصور نمی‌کنیم. وقایع نگار ما نام چند نفر از قونسول‌های آلمان را نوشته‌است که به همراهی تُرک‌ها مشغول دفع ارمنی‌ها هستند. ما تصور می‌کردیم که دامان پادشاه آلمان و ملت وی [را] هیچ گناهی بدتر از آنچه در بلژیک کردند ملوث نخواهد ساخت لیکن اشتباه کرده بودیم. رؤسای کمیتهٔ اتحاد و ترقی، اگر به حال خود واگذاشته شوند، شاید وقتی از این اعمال سیاه خسته گردند لیکن اگر همه وقت با آلمان‌ها همراه باشند دیگر امیدی برای ارمنی‌ها نیست. کاری که از دست متفقین بر می‌آید این است که طلعت و همدستان شریر وی را متنبه سازند که الان جنگ تغییرات بزرگ در خود می‌بیند و وقتی خواهد رسید که آن‌ها گرفتار شده و دول انتقام کشنده با آن‌ها همان معامله را خواهند کرد که با قاتل می‌نمایند. |

## نظرات محققان و نویسندگان ترک‌زبان

### کمپین من عذر می‌خواهم

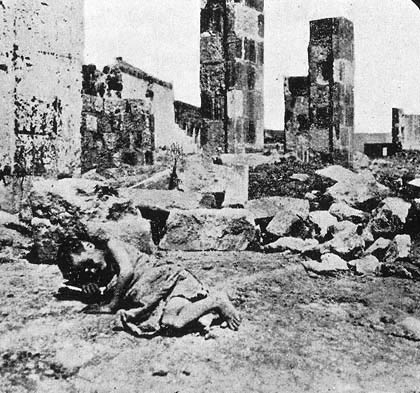
کودک یتیم در خرابه‌های کلیسایی در شهر الازیغ

کمپین من عذر می‌خواهم (به ترکی Özür Diliyoruz به انگلیسی I Apologize)، کمپینی است که در ۱۵ دسامبر ۲۰۰۸ میلادی، گروهی از استادان دانشگاه‌ها، روزنامه‌نگاران، و روشنفکران ترکیه، با ایجاد تارنمای اینترنتی و انتشار دادخواست مشترکی برای کشتارهای سال ۱۹۱۵، از ارمنیان عذرخواهی کردند.
بانیان این اقدام، دانش پژوهان تُرک، احمد اینسل، باسکین اُران، چنگیز اختر، و روزنامه‌نگار تُرک، علی بایرا ماُغلو بودند.
در ۲۴ ساعت اول این کمپین ۵۰۰۰ نفر امضاء کردند و تا ژانویه ۲۰۰۹ میلادی به ۳۲۰۰۰ نفر رسید که باعث خشم مقامات بلندپایه ترکیه شد.
- هاکان تاش، نماینده تُرک تبار حزب چپ‌های آلمان:

«تبعید اجباری عنوانی که رهبران ترکیه بارها در خصوص کشتار و نابودی ملت ارمنی بکار می‌برند، خود به تنهایی بزرگ‌ترین جنایت علیه بشریت است.»
- حسن جمال

حسن جمال (نوهٔ جمال پاشا از طراحان کشتار ارمنیان در ترکیهٔ عثمانی)، که در میزگرد دانشمندان ارمنی و تُرک در زالتسبورگ در مقام ناظر حضور یافته بود، طی مصاحبه‌ای با روزنامهٔ ترکیه‌ای رادیکال اعلام کرد: 
«چنانچه ترکیه اصرار دارد که در موضوع کشتار ارمنیان تاریخ را باید به تاریخ دانان واگذاشت در این صورت باید با این موضوع نیز موافقت کند که تمامی تاریخ دانان شرکت داده شوند نه تنها تاریخ دانانی که از طرف دولت نماینده شده‌اند و دارای خط فکری هم سو با دولت هستند. ترکیه نباید این حقیقت را انکار کند که نسبت به ارمنیانی که شهروندان ترکیه عثمانی محسوب می‌شدند بی عدالتی، تسویه‌های قومی، کشتار و قتل صورت گرفته‌است. وی با ناراحتی به این موضوع اشاره کرد که تاریخ ترکیه بر دروغ بنا شده‌است و مخالفان با این اندیشه دشمنان ملت قلمداد می‌شوند.»
- اوغور اومیت اونگور

اوغور در زمرهٔ آن دسته از اندیشمندان و متفکران جوان تُرک محسوب می‌شود که در مورد نسل‌کشی ارمنیان دارای تحقیقات وسیع علمی، کتاب، مقالات تخصصی و پژوهش‌های فراوان است (سه کتاب و بیش از بیست مقاله و پژوهش علمی).
دکتر اونگور در حال حاضر در سمت استادیار دانشکدهٔ تاریخ دانشگاه اوترخت واقع در استان اوترخت و نیز در مؤسسهٔ مطالعات جنگ و نژادکشی در همین شهر مشغول تدریس و پژوهش است.
«به نظر من مردمان بسیاری در دنیا هستند که باید از نسل‌کشی ارمنیان به دست تُرکان آگاه شوند. کشورها و جوامع بزرگ و مطرحی نیز در دنیا هستند که متأسفانه در مورد نسل‌کشی ارمنیان اطلاعات زیادی ندارند؛ همه و همه باید بدانند که تُرک‌ها در پی نابودی ارمنیان بوده‌اند. از نظر علمی نیز باید مردم دنیا آگاه شوند. باید در کتاب‌های درسی مدارس ابتدایی و دبیرستان این مسئله گنجانده شود. در سطح دانشگاهی نیز باید کشتار ارمنیان تدریس شود. به نظر من مخصوصاً دانشگاه‌های کشورهای منطقهٔ خاورمیانه باید به تدریس و تحقیق در مورد کشتار ارمنیان در امپراتوری عثمانی بپردازند.»
- مدحت سنجر، استاد حقوق دانش گاه آنکارا

«روشنفکران و اندیشمندان نه تنها نسل‌کشی ارمنیان را محکوم می‌کنند، بلکه در پی راه حل حقوقی هستند. بی شک آنچه که در زمان امپراتوری عثمانی بر ارمنیان گذشت، تعریف کامل نسل‌کشی است و این زخمی است که هرگز مداوا نشده و نسل به نسل، تا امروز اثر خود را بر ما گذاشته‌است.»

## قتل‌عام ارمنیان و مطبوعات وقت خارجی

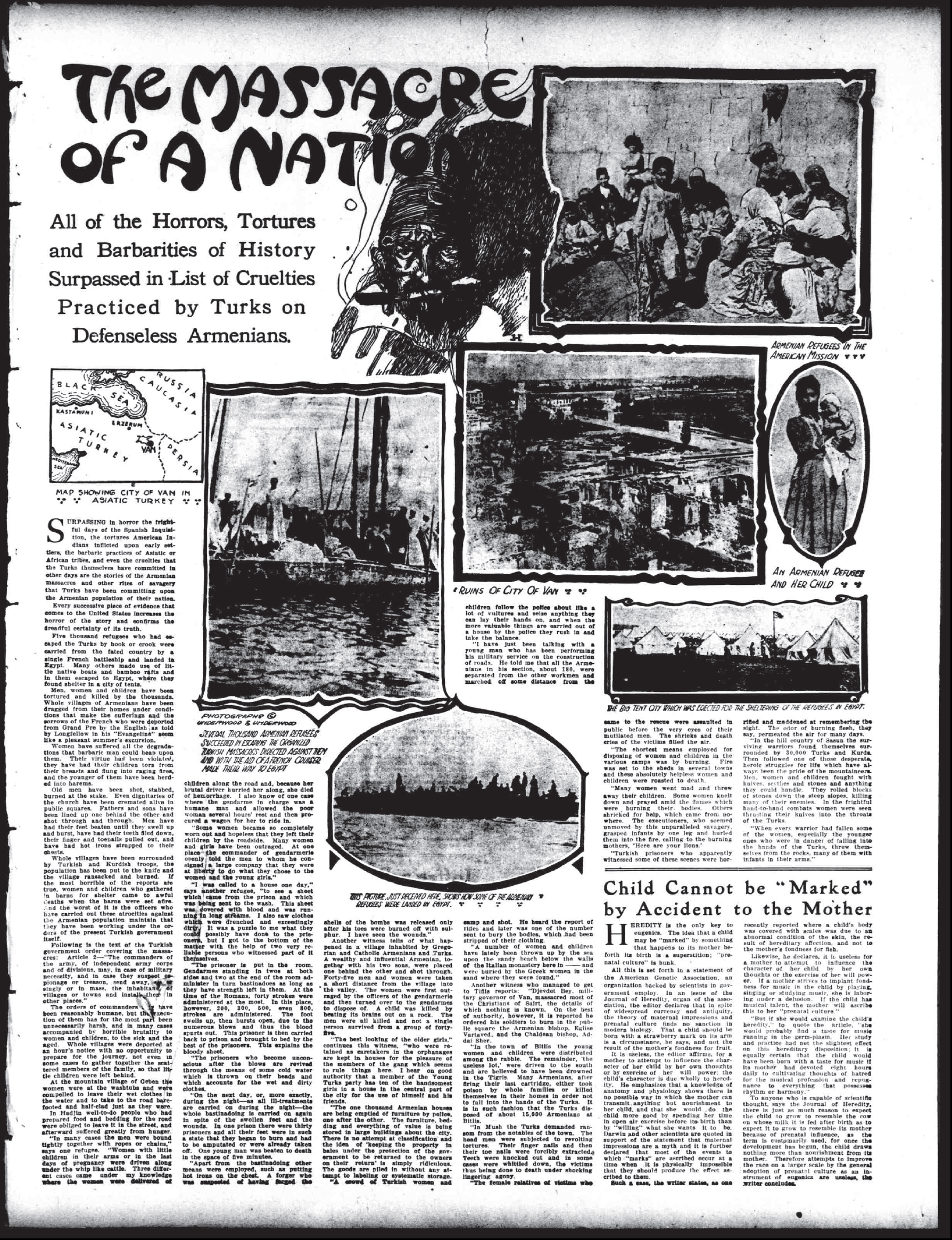
روزنامه واشینگتن هرالد به تاریخ ۱۹ دسامبر ۱۹۱۵

- پوشش مطبوعات خارجی در طی نسل‌کشی ارمنیان

اخبار منتشر شده در روزنامه‌های انگلیسی زبان وقت جهان، روزنامه‌های انگلیسی زبانی که در سال‌های قبل و بعد از ۱۹۱۵ اخبار قتل‌عام در آن‌ها منتشر شده عبارت اند از: نیویورک تایمز، هلیفکس هرالد، واشینگتن پست، لس آنجلس تایمز، تورنتو استارز، مونترآل گازت و شیکاگو تریبون.
در دورهٔ حکومت سلطان حمید، در پایان سده نوزدهم و سال‌های پیش از آغاز جنگ جهانی اول، زمانی که قدرت‌های اروپا و ایالات متحدهٔ آمریکا هنوز روابط دوستانه‌ای با حکومت عثمانی داشتند. اخبار امپراتوری عثمانی از زبان جهانگردان، کنسولگریها و سفارتخانه‌ها به روزنامه‌های غرب می‌رسید.
همزمان با آغاز جنگ جهانی، در ۱۹۱۴ میلادی، سفارتخانه‌های نیروهای متفقین از جمله بریتانیا، کشورهای مشترک‌المنافع، ایتالیا، ژاپن و فرانسه یکی پس از دیگری تعطیل شدند و اغلب اتباع خارجی خاک امپراتوری را ترک کردند. سفارت آمریکا در سه سال اول جنگ و پیش از ورود این کشور به جنگ جهانی ناظر اتفاقات داخلی امپراتوری عثمانی بود اما پس از قطع کامل روابط دیپلماسی با دول متفق، بار خبررسانی بر دوش مسافرها، معلم‌ها، پزشکان و ندرتاً، مأموران سیاسی خارجی افتاد؛ یعنی، برعهدهٔ افرادی که در سرزمین‌های دور ناحیه آناتولی شرقی از نزدیک شاهد قتل‌عام‌ها بودند.

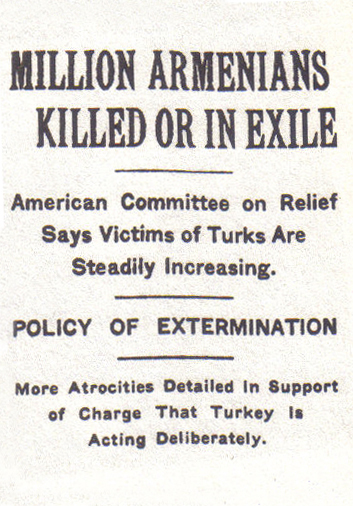
مقاله‌ای در نیویورک تایمز به تاریخ ۱۵دسامبر ۱۹۱۵ دربارهٔ نسل‌کشی ارمنی‌ها توسط دولت عثمانی
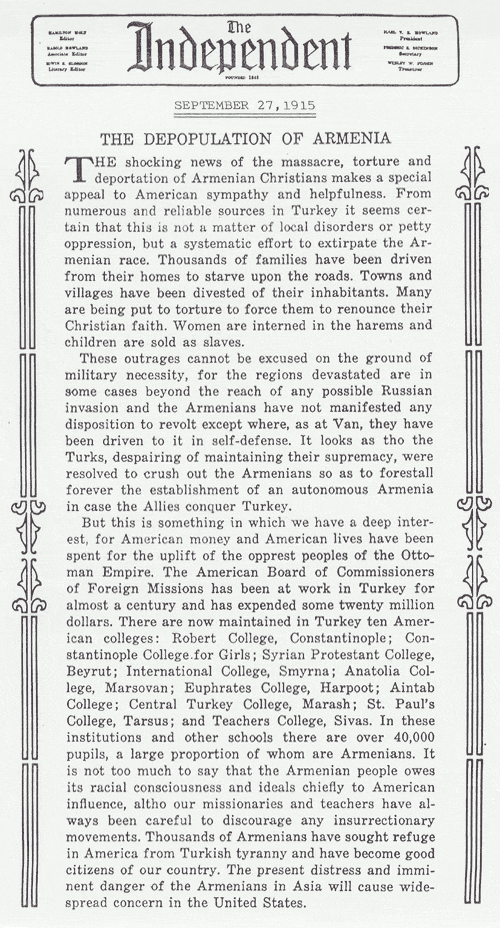
مقاله‌ای در روزنامه ایندیپندنت به تاریخ ۲۷ سپتامبر ۱۹۱۵ دربارهٔ نسل‌کشی ارمنی‌ها توسط دولت عثمانی
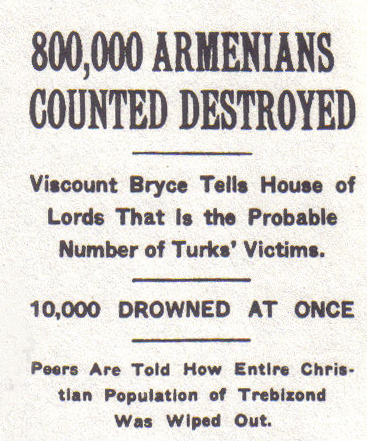
روزنامه نیویورک تایمز به تاریخ ۷ اکتبر ۱۹۱۵
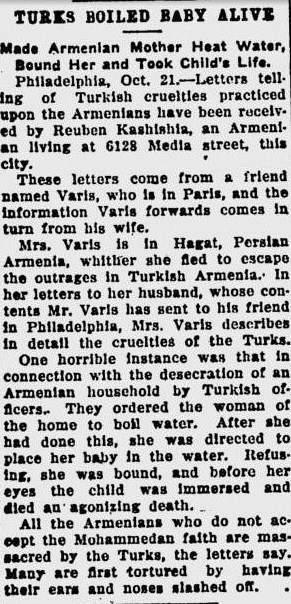
روزنامه لانس استار به تاریخ ۲۲ اکتبر ۱۹۱۵

| روزنامه نیویورک تایمز بوستون، ۲۲ دسامبر ۱۹۱۵ [اعتراض آلمان به قتل‌عام] یادداشت دکتر بارتن به دولت ترکیه، مورخ ۹ اوت ۱۹۱۵ |
| --- |
| دکتر بارتن، رئیس کمیتهٔ حمایت حقوق ارمنیان و صرب‌ها، متن اعتراض خود و دولت آلمان را نسبت به قتل‌عام ارمنیان، که در قسطنطنیه ثبت کرده بوده، فاش ساخت. سفیر آلمان در قسطنطنیه، حامل پیام اعتراض دکتر «جیمز بارتن»، توجه همگان را به نظریهٔ کنت ارنست رِونتلاو، کارشناس نیروی دریایی آلمان، در دفاع از راهبرد ترکیه در قتل‌عام ارمنیان برای موفقیت بیشتر عملیات نظامی جلب کرده‌است. نظریهٔ این کارشناس نیروی دریایی آلمان در روزنامهٔ «تاگس سایتونگ» به چاپ رسیده و به اطلاع آمریکا رسیده بوده. دکتر بارتن می‌افزاید که: آیا کنت ارنست رِونتلاو می‌داند که پیشنهاد او نزد انقلابی‌های تُرک (که تفاوتی در ماهیت حکومت سلطان پیشین ایجاد نکرده‌اند) تبدیل به حمله وحشیانه، کشتار و تبعید صدها هزار زن بیوه و طفل خردسال به بیابان‌های مرگ شده‌است؟ آیا کنت رِونتلاو می‌داند که بیش از نیمی از تبعیدشدگان از گرسنگی، تشنگی و بیماری تلف شده‌اند؟ او بدون تردید به گزارشهای متعدد مبلغان مذهبی، کارشناسان نظامی و مسافران آمریکایی، ایتالیایی، انگلیسی و آلمانی، که حاکی از سرنوشت تلخ زن‌هایی است که یا مجبور به ترک دین یا به خاطر فریادهایشان برای آب و غذا سرکوب می‌شدند، توجهی نداشته. او بی شک گزارش زنانی را که ترجیح می‌دادند کودکانشان را در رودخانه‌ها غرق کنند تا به دست سربازان ترک گرفتار نشوند ندیده. او بی شک نمی‌داند که سفیر کشورش در دربار عثمانی، در تاریخ ۹ اوت ۱۹۱۵ میلادی، مراتب اعتراض خود را از برنامهٔ قتل‌عام ارمنیان به دست دولت تُرک با مضمون زیر تقدیم کرده‌است: سفارت آلمان متأسف است از اینکه با استناد به اخبار موثق متوجه شد که دولت امپراتوری عثمانی سیاست تبعید ارمنیان را به نحوی که آن‌ها پیش از رسیدن به مقصد نابود شوند، دنبال می‌کرد. کشتار بیشتر در ولایت‌های ارزروم، ترابزون و دیاربکر روی داده‌است. سرنوشت مسیحیان در ولایت ماردین تفاوتی با رخدادهای وحشتناک گفته شده نداشته‌است. دولت مرکزی به تازگی سیاست خود را در تبعید و کشتار ارمنیان به ازمیر، زیر گوش پایتخت و دهکده‌های آسیای صغیر گسترش داده‌است. در این وضعیت، سفارت آلمان وظیفهٔ خود می‌داند که بار دیگر مراتب انزجار خود را از این اعمال وحشتناک ابراز دارد. |

## بیانات جهانیان و شاهدان عینی نسل‌کشی ارمنیان
- مصطفی کمال آتاترک

«این پس مانده‌های حزب ترکان جوان سابق که می‌بایستی پاسخگوی میلیون‌ها تن از اتباع مسیحی کشورمان که به صورت انبوه از خانه‌های خود رانده شدند و به طرز وحشیانه‌ای به قتل رسیدند، از قانون جمهوریت سرکشی می‌کنند. آن‌ها تاکنون از راه غارت و چپاول، سرقت و رشوه خواری، ارتزاق نموده‌اند و نسبت به هر اندیشه یا پیشنهادی جهت قبول انجام کار مفید و امرار معاش از راه عرق جبین، ابراز مخالفت می‌کنند.»
- سید محمدعلی جمال زاده

«با گاری و عربانه از بغداد و حلب بجانب استانبول به راه افتادیم. از همان منزل اول با گروه‌های زیاد از ارمنی‌ها مواجه شدیم که به صورت عجیبی که باور کردنی نیست و ژاندارم‌های مسلح و سوار تُرک آن‌ها را پیاده بجانب مرگ و هلاک می‌راندند. ابتدا موجب نهایت تعجب ما گردید ولی کم‌کم عادت کردیم که حتی دیگر نگاه هم نمی‌کردیم و به راستی که نگاه کردن هم نداشت. صدها زنان و مردان ارمنی را با کودکانشان بحال زاری بضرب شلاق و اسلحه پیاده و ناتوان بجلو می‌راندند. در میان مردها جوان دیده نمی‌شد چون تمام جوانان را یا به میدان جنگ فرستاده یا محض احتیاط (ملحق شدن به قشون روس) به قتل رسانده بودند. دختران ارمنی موهای خود را از ته تراشیده بودند و کاملاً کچل بودند و علت آن بود که مبادا مردان تُرک و عرب بجان آن‌ها بیفتند. (ژنو - ۲۵ خرداد ۱۳۵۰ - سید محمد علی جمال زاده)»
- یحیی دولت‌آبادی

یحیی دولت‌آبادی در هنگام جنگ از راه آذربایجان و حلب به قسطنطنیه رفته و در راه اوضاع فلاکت بار ساکن عثمانی را به چشم دیده‌است، دربارهٔ وضع آن‌ها می‌نویسد:
«این جمعیت در صحراهای اطراف شط فرات از حلب تا آنات متفرق شدند. بعضی تلف شده و بعضی با حالت بسیار بد در خارج از آبادی‌ها در خرابه‌ها یا در زیر درختان و در سایه چادرهای کهنه، زندگانی می‌نمایند. دختران آن‌ها به بهای بخس دادوستد می‌شوند. اطفال آن‌ها اغلب به گدایی برای یک لقمه نان به عابرین زحمت می‌دهند. اگر چه مسیحیان ثروتمند اکنون بی نوایند جزای اعمال ناهنجار خویش است که می‌بینند و امکانات دهری است که به آن‌ها می‌رسد لکن دیدار اوضاع و احوال آن‌ها دلخراش است و تنها دلخوشی این بدبختان این است که جنگ تمام شود به خانه‌های خود بازگشت نمایند. ارمنی‌های آواره شده شاید زیاده از دویست هزار نفر بوده باشند. هر جا قافله ما ایست می‌کرد مخصوصاً در نزدیک آبادی‌ها اطفال کوچک دختر و پسر این قوم اطراف ما جمع می‌شدند برای گرفتن لقمه نان و دیده می‌شد که بعضی از آن‌ها در همان حال هجوم آوردن برای گرفتن نان غش کرده برزمین می‌افتادند و بعضی از آن‌ها می‌مردند.»
- ژنرال محمد شریف پاشا

نامه ژنرال شریف پاشا از فرماندهان ارشد ارتش عثمانی به هیئت تحریریه ماهنامه «ژورنال دو ژنو» در ۱۹۱۵
«جناب آقای سردبیر اجازه می‌خواهم در تأیید مقاله آن نشریه مورخ (نهم همین ماه) نگرانی و خشم بی‌کران خود را نسبت به اقدامات کمیته خون‌آشام اتحاد و ترقی ابراز دارم اینان اقدامات ددمنشانه و نابخردانه‌ای را مایه مباهات خود می‌دانند که تنها توسط چنگیزخان و تیمور لنگ در تاریخ مشاهده شده‌است. اگر ملتی وجود دارد که خدمات ارزنده‌ای به همت فعالان دولتی، مقامات سرشناس و افراد با استعداد در زمینه اقتصادی، تجارت، علوم، هنر در ترکیه انجام داده‌اند همان ملت ارمنی است همین ارمنیان بودند که صنعت چاپ، و هنرهای دراماتیک را برای ترکیه به ارمغان آوردند نقش نویسندگان، شاعران و ادیبان ارمنی انکار ناپذیر است. مگر گریگور اُتیانارمنی نبود که با مدحت پاشا در تألیف نخستین قانون اساسی ترکیه همکاری نمود. ارمنیان به‌طور استثنایی و فوق‌العاده سزاوار و مستعد این امر هستند که حاملان تمدن نوین جهانی باشند آن‌ها دست‌آوردهای تمدن جدید اروپایی را به‌طور شگفت‌انگیزی کسب کرده‌اند که هیچ ملتی نتوانسته به آن‌ها نایل آید.»
- آرمین وگنر

در آوریل ۱۹۱۵ میلادی، پیرو امضای پیمان نظامی بین ترکیه و آلمان به همراه گروه پزشکی برای خدمت در ارتش ششم عثمانی، که تحت فرماندهی ژنرال کلمار فرایهر فن در گلتس بود، به خاورمیانه فرستاده شد. از همان ابتدا وگنر به تحقیق پیرامون شایعاتی که از منابع مختلف در مورد قتل‌عام ارمنیان شنیده بود پرداخت. در پاییز همان سال با درجه افسری امکان مسافرت در آسیای صغیر را به دست آورد. از کتاب «راه بی برگشت» می‌توان به مسیر مسافرت‌های او پی برد. مسیری که وگنر در آن به همراه کاروان‌های میلیونی رانده شدگان ارمنی از خانه و کاشانه خود قدم برمی‌داشت و مرگ هزاران کودک و زن و مرد را با چشمان خود می‌دید. در حالی که ورود به کمپ‌های مرگ قربانیان ارمنی هم از طرف تُرک‌ها و هم از طرف متحدان آلمانی آن‌ها به شدت ممنوع اعلام شده بود تا کوچک‌ترین خبری به دنیای خارج درز نکند، آرمین وگنر در لباس افسر آلمانی تنها کسی بود که با محکومان به مرگ ملاقات و نامه‌ها و پیام‌های آنان و مدارک مختلف را جمع‌آوری می‌کرد. از وضعیت آن‌ها با دوربین خودش عکس می‌گرفت، گفته‌های آن‌ها را یادداشت می‌کرد و از طریق کنسولگری‌ها و میسیونرهای خارجی آن‌ها را به اروپا و آمریکا می‌فرستاد. پس از کشف نامه‌ای خطاب به مادرش، که در آن دربارهٔ کشتار تُرک‌های جوان شرح مفصلی ارائه کرده بود، ارتش آلمان او را دستگیر و برای مجازات او را به بخش مراقبت‌های پزشکی بیماران مبتلا به وبا انتقال داد؛ و بالأخره در دسامبر ۱۹۱۶ میلادی وگنر به شدت بیمار می‌شود و ارتش آلمان به ناچار او را به آلمان برمی‌گرداند.
- فیلم مستند حراج جان‌ها

یا کتاب ارمنستان، سرزمین تسخیر شده از نخستین زندگی‌نامه‌های مستند شاهدان عینی نسل‌کشی ارمنیان است که در ۱۹۱۸ در نیویورک به چاپ رسیده. در این کتاب، آرورا ماردیگانیان دختری از اهالی چشمکاتزاگ، از شهرهای ارمنینشین ترکیه عثمانی، شرحی مفصل از اتفاقاتی را که در طی نسل‌کشی از سر گذرانده‌است بازگو می‌کند. آرشالویس در چهارده سالگی در حرمسراهای مقامات ترک و مردان قبایل کرد مورد آزار و اذیت قرار می‌گیرد و والدین، خواهر و سه برادرش را، که با بی رحمی در جلوی چشمانش کشته می‌شوند، از دست می‌دهد. دو سال پس از این وقایع آرشالویس ماردیگانیان یا ژاندارک ارمنیان، لقبی که در ایالات متحدهٔ آمریکا به او دادند، در برابر تغییر مذهبش مقاومت کرد و از حرمسرای کمال افندی، ارباب ترکش، گریخت. در آغاز بهار ۱۹۱۷ میلادی پس از مدت‌ها سرگردانی به ارزروم، که قبلاً به اشغال نیروهای روسی درآمده بود، رسید. در ارزروم به مبلغان مذهبی آمریکایی پناه برد و از طریق کمیتهٔ آمریکایی امداد به ارمنیان و سوری ها به سن پطرزبورگ و از آنجا به نیویورک منتقل و در آنجا ساکن شد.

## تخریب آثار فرهنگی ارمنیان
میراث فرهنگی ارمنیان در ترکیه اشاره به کلیساها و صومعه‌ها، مراکز علمی و فرهنگی ارمنیان، کتاب‌های دست‌نویس که قدمتی چندین صدساله و گاهی بیش از هزار سال داشتند و اموال غیرمنقول کلیساها توسط دولت ترکیه تخریب، مصادره و غارت شدند.
در گزارش ارائه شده از سوی بوغوس نوبار پاشا و آوتیس آهارونیان به کنفرانس صلح پاریس (۱۹۱۹) شمار مراکز مذهبی و فرهنگی که دارایی‌های آن‌ها به دست دولت عثمانی و جمهوری ترکیه غارت و مصادره شده بود؛ بالغ بر ۲٬۳۰۰ کلیسا و صومعه، ۲۶ مدرسهٔ عالی، ۱٬۴۳۹ مدرسهٔ ابتدایی و ۴۲ یتیم‌خانه می‌شد که کلیهٔ آن‌ها تحت نظارت ۸۳ اسقف نشین در کل ارمنستان غربی فعالیت داشتند.
بسیاری از نویسندگان و محققان نابودی میراث فرهنگی ارمنیان در ترکیه را نسل‌کشی فرهنگی نام می‌برند.
تغییر نام‌های جغرافیایی در ترکیه از سال ۱۹۱۳م تا زمان حاضر در دوران امپراتوری عثمانی و جمهوری ترکیه در فواصل معین و پیاپی در قسمت بزرگی از مناطق جغرافیایی آن خطه صورت گرفت. جمهوری ترکیه به منظور ادامه سیاست ترک سازی و تحکیم زبان اصلی (با اعلام زبان ترکی استانبولی به عنوان زبان رسمی آن کشور) خود شروع به تغییر نام‌های تاریخی آن مناطق جغرافیایی که منشأ آن نام‌ها از (ارمنی، یونانی، آشوری، گرجی، بلغاری، کردی، عربی و لاز) بود به نام‌های تُرکی تغییر یافت. تلاش ترکیه برای پیوستن به اتحادیه اروپا در اوایل سده ۲۱ و به دلیل مسئله حقوق اقلیت‌ها، منجر به کاهش تغییر اسامی مکان‌های جغرافیایی در ناحیه آناتولی شرقی و به ویژه ناحیه آناتولی مرکزی شده‌است. همچنین در برخی موارد روستاها و مناطقی که ساکنان آن اکثریت کُرد در آن زندگی می‌کنند به نام‌های پیشین (کُردی) بازگردانده شد. آن نام‌های محلی که به‌طور رسمی غالباً با تغییر در گویش و زبان محلی در سراسر کشور که از لحاظ قومی، نژادی متنوعند باقی ماند. سیاست تغییر اسامی مناطق جغرافیایی مانند (شهرها، رودها، کوه‌ها و حیوانات و غیره) در سال‌های پایانی عمر دولت عثمانی شروع و تا دولت کنونی ترکیه ادامه یافت. در دولت کمالیسم یک کمیسیون تخصصی به منظور تغییر نام‌های مناطق جغرافیایی و غیره تشکیل شد. حدود ۲۸٬۰۰۰ نام‌های جغرافیایی تغییر داده شد، که شامل ۱۲٬۲۱۱ نام روستا و شهرها و ۴۰۰۰ نام‌های کوه، رودخانه و دیگر نام‌های جغرافیایی و غیره تغییر داده شده‌است. بیشترین تغییر نام‌ها در مناطق شرقی کشور (ارمنستان غربی) که در طول تاریخ اقوام مختلفی در آن مناطق زندگی کردند اعمال شد. ادعایی که دولت ترکیه برای تغییر نام‌های تاریخی آن مناطق (دولت ترکیه نام‌های تاریخی آن مناطق را نام‌های خارجی می‌نامد) مطرح کرده، جلوگیری از تفرقه و ایجاد برابری و وحدت در ترکیه بوده‌است.
| موقعیت کلیساها اوایل سده بیستم/موقعیت کلیساها در سال ۲۰۱۳ میلادی |
| --- |
| Holy Apostles Monastery in the 1900s |
| کلیسای آراکلوتس در نزدیکی شهر موش در غرب دریاچه وان قرار دارد. کلیسای اولیهٔ آن در سده چهارم میلادی بنا شده و سپس در سده یازدهم میلادی به یک مجتمع مذهبی و علمی مهم ارمنستان تبدیل گردیده‌است. در این مکان سده‌ها کتاب‌های دست‌نویس تهیه می‌کردند و کتاب‌های بسیاری از ملت‌های مختلف نیز به زبان ارمنی ترجمه می‌شدند. در اواخر سده نوزدهم میلادی چاپخانه و مدرسهٔ آموزش کشاورزی در آن تأسیس کردند، ولی تمامی آن‌ها در وقایع۱۹۱۵ م نابود شدند و دیر متروکه گردید. سپس تخریب تدریجی این بنا آغاز شد و سرانجام در دههٔ۱۹۶۰ م هدف گلوله‌های توپخانهٔ ارتش ترکیه قرار گرفت. |
| کلیسای واراگا ۱۹۲۳ |
| کلیسای واراگا واقع در شرق شهر وان، از سده دهم میلادی مرکز مهم مذهبی و علمی ارمنیان جنوب شرق ترکیهٔ فعلی محسوب می‌شد و تا سال۱۹۱۵ م فعالیتش ادامه داشت. در این سال پس از کشتار راهبان آن متروکه گردید و سپس تخریب کلیساهای آن آغاز و با سنگ‌های تراشیده شده خانه‌های روستایی بنا شد. پس از سال۱۹۸۷ م روند تخریب سرعت بیشتری به خود گرفت تا جایی که در حال حاضر از هفت بنای اصلی این دیر، سه بنا کاملاً محو شده‌اند و بقیه نیز نیمه ویران‌اند. یکی از دلایل مهم تخریب نشدن این کلیسا تا سال‌های اخیر، کاربرد جدید آن بوده‌است، چرا که آن را به آغل احشام روستا تبدیل کردند. خوشبختانه در سال‌های اخیر روستاییان سعی در حفظ وضعیت فعلی آن کرده‌اند، زیرا گردشگران بسیاری برای بازدید از نقاشی‌های دیواری بسیار زیبای آن (متعلق به سده دهم میلادی) به آن منطقه مسافرت می‌کنند و ویرانه‌های این دیر قدیمی موجب کسب درآمد شده‌است. |

## مصادره اموال ارمنیان
| |  |  |
| (چپ) کاخ ریاست جمهوری، محل اقامت رسمی رئیس‌جمهور ترکیه (مصطفی کمال آتاتورک) در اصل این املاک متعلق به ارمنی اُهانس کاسابیان است. (راست) از اموال تصاحب شده از سوی ترکیه. زمینی که در آن پایگاه هوایی اینجرلیک ساخته شده متعلق به یک خانواده ارمنی بوده‌است. |  |  |

مصادره اموال ارمنی‌ها در ترکیه در ۲۷ مه ۱۹۱۵میلادی، تنها چند هفته پس از آغاز کوچ اجباری ارمنیان، مجلس عثمانی قانون مربوط به تبعیدیان را به قصد تصاحب دارایی‌های آنان تصویب کرد و کوشید تا به غارت دارایی‌های برجای مانده از ارمنیان، پس از تبعید، وجههٔ قانونی دهد. این قانون در ۱۰ ژوئن ۱۹۱۵میلادی تصویب و در ۲۶ سپتامبر ۱۹۱۵میلادی برای اجرا به کمیته‌های محلی مصادرهٔ اموال، در استان‌هایی که کوچ اجباری بومیان در آن‌ها به اجرا درمی‌آمد، ابلاغ شد. این قانون ارمنیان را «مردم کوچ داده شده» و دارایی‌های آنان را «اموال با میل خود رها شده و دارایی‌های بی صاحب» اعلام می‌کرد.

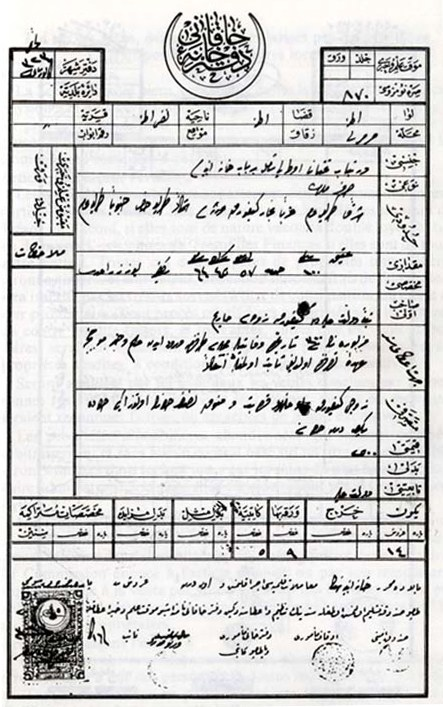
فهرستی از اموال مصادره شده ارمنیان، ارائه شده توسط کمیسیون شهر آدانا

بخش عمده‌ای از مصادره‌های صورت پذیرفته طی نسل‌کشی ارمنیان، پس از تبعید آن‌ها به بیابان‌های سوریه انجام شد که دولت کالاها و دارایی‌های باقی‌مانده از ارمنیان را به عنوان دارایی‌های «رهاشده» اعلام کرد. تقریباً تمام دارایی‌های متعلق به ارمنیان ساکن میهن اجدادی خویش در ارمنستان غربی مصادره و سپس میان جمعیت مسلمان محلی تقسیم شدند.
در سال ۱۹۷۴میلادی تلاش‌هایی برای ضبط و مصادره آن دسته از دارایی‌های جامعه ارمنیان که پس از اعلام اموال در سال ۱۹۳۶میلادی به دست آمده بودند، از سر گرفته شد.
استدلال مورخان این است که مصادره انبوه دارایی‌های ارمنیان عامل مهمی در شکل‌دادن به پایه‌های اقتصادی جمهوری ترکیه بود و در واقع سرمایهای بود که به اقتصاد ترکیه تزریق شد. این تصاحب موجبات شکل‌گیری یک طبقه بورژوازی جدید و یک طبقه متوسط انحصاری را در ترکیه فراهم آورد.
بر اساس ماده ۹۲:معاهده سور و مصادره اموال:
«دولت عثمانی جدا متعهد شده که تا حد امکان استرداد خانه‌های کسانی که از ژانویه ۱۹۱۴ به زور و از ترس کشته شدن یا هر فشار دیگری از محل زندگی خود دور شدند و همچنین برگرداندن آنان بر سر مشاغل خود تسهیلاتی قائل شود. این دولت همچنین تعهد کرد تا تمام اموال منقول یا غیرمنقول افراد نامبرده تبعه تُرک یا عضو هر جمعیتی را که هستند خیلی زود به آن‌ها برگرداند. دولت عثمانی با انتصاب هیئت‌های داوری توسط شورای جامعه ملل در هر کجا که لازم باشد موافقت می‌کند. این هیئت‌ها باید تمام دعاوی مربوط به این بند را رسیدگی کرده و در مورد آن‌ها تصمیم بگیرند.»

## محاکمه مسببان نسل‌کشی ارمنیان

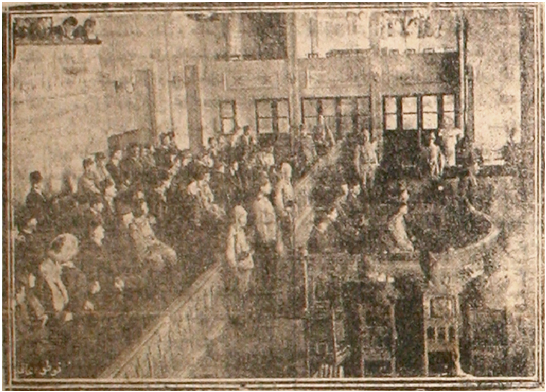
جلسه دادگاه نظامی مقامات دولت عثمانی از ۱۹۱۹ تا ۱۹۲۰

دولت عثمانی، که در اکتبر ۱۹۱۸ میلادی تسلیم متفقین شد، از یک سو از ترس اینکه مبادا شرایط سهمگین تر و سنگین تری از سوی دول فاتح بر امپراتوری تحمیل شود و از سوی دیگر برای فرونشاندن خشم متفقین و ایجاد وجهی مطلوبتر در دنیا اقدام به برپایی «محاکمهٔ عاملان تُرک جنایات جنگی» کرد. در دسامبر ۱۹۱۸ میلادی، دولت عثمانی، فرمانی صادر کرد مبنی بر اینکه عاملان جنایتها و قتل‌عام علیه ارمنیان در جنگ جهانی اول در دوران عثمانی بایستی مورد پیگرد قانونی و مجازات قرار گیرند. سردمداران عثمانی با این اقدام خود سعی داشتند به جهانیان نشان دهند که مسئول این جنایتها تنها گروه کوچکی از ترک‌های جوان بودند و نه کل حکومت عثمانی و از سوی دیگر اقدامی بود برای از میدان به در کردن رقبای امپراتوری؛ یعنی، حزب اتحاد و ترقی. به این ترتیب، کمیسیونی از سوی امپراتور برای جستجو و گردآوری مدارک و شواهد جنایات به کار گمارده شد. تمام مستندات و مدارک گردآوری شده برای آغاز این محاکمات مدارکی از خود منابع عثمانی هستند نه منابع خارجی و گردآورندگان آن‌ها نیز تُرک هستند.
پس از جنگ جهانی اول بسیاری از این افراد توسط خود مقامات تُرک محاکمه و مجرم شناخته شدند ولی به کیفر نرسیدند و تعدادی از آنها، نیز توسط انگلیس و به حکم «دادگاه بین‌المللی مالتا»، به جزیرهٔ مالت تبعید شدند.
اسناد موجود در خصوص کشتار ارمنیان، اعم از تلگراف‌های رمزگذاری شده، مکاتبات رسمی دولتی، دستورالعمل‌ها و شاهدان عینی، اتخاذ شد. به این منظور، ایالتهای امپراتوری عثمانی به ده ناحیهٔ بازرسی تقسیم و برای هر ناحیه دادیار، قاضی تحقیق و منشی‌های لازم به کار گمارده شد.
چندین نفر از وزرای دولت ترک‌های جوان، رهبران حزب، مسئولان ناحیه‌ای حزب، وکلا، فرمانداران ایالتی، مأموران دولتی و دیگر مقامات رسمی دستگیر شدند. جلسات تحقیقات در سطح دادگاه‌های شهرستانی در دادگاه‌های یک، دو و سه، در استانبول، در ۸ ژانویهٔ ۱۹۱۹ میلادی برگزار شد. طی جلسات دادرسی تحقیقاتی دربارهٔ رهبران دولت ترک‌های جوان به اتهام ارتکاب جنایت صورت گرفت. دکتر ناظم، عضو تشکیلات مخصوص، عضو کمیتهٔ مرکزی حزب اتحاد و ترقی و وزیر آموزش و پرورش عمومی در ۱۹۱۸ میلادی. او طبق رأی دادگاه نظامی عثمانی در ۱۹۱۹ میلادی به اعدام محکوم و در ۱۹۲۶ میلادی به دار آویخته شد. ۲۷ تن دیگر از جنایتکاران محکوم به حبس (با مدت زمان متفاوت) شدند و عدهٔ اندکی نیز به دلیل فقدان مدارک و دلایل کافی تبرئه شدند؛ بعدها همین تبعیدشدگان پس از بازگشت، در دوران جمهوری ترکیه، متصدی مقام و منصب در جمهوری ترکیه شدند. محاکمهٔ مسئولان و مقامات محلی و ایالتی حزب اتحاد و ترقی در ۲۱ ،۲۳ و ۲۸ ژوئن ۱۹۱۹ میلادی صورت گرفت و حکم دادگاه در این مورد در ۸ ژانویهٔ ۱۹۲۰ میلادی صادر شد. طبق این حکم، ۳ تن از ۳۶ متهم به ده سال حبس و بقیه نیز به گذراندن دوره‌های متفاوتی از حبس محکوم شدند. حکم دادگاهی عاملان کشتار در ترابوزان در ۲۲ مه ۱۹۱۹ میلادی صادر شد. طبق رأی دادگاه دو تن از هشت تبهکار، در قفا، محکوم به اعدام شدند. این دو تن عبارت بودند از: «جمال عزمی بیگ»، فرماندار ترابوزان و «نعیم بیگ»، مسئول حزب اتحاد و ترقی در ترابوزان. شش نفر دیگر به سپری کردن دوره‌های متفاوتی در زندان محکوم شدند.
تانر آکچام در کتاب اقدام شرم‌آور می‌نویسد:
اگر چه نیروهای متفقین حق تعقیب جنایت کاران جنگ و به خصوص مقصرین کشتارهای جمعی ارمنی‌ها را داشتند همان‌طور که در معاهده سور، به امضای دولت عثمانی نیز رسیده‌است، این حق قانونی هیچ‌گاه به‌طور کامل به کار گرفته نشد. با این حال سه اقدام جداگانه در جهت محاکمه و مجازات مجرمانه صورت گرفت.

نخستین اینها سلسله دادگاه‌های نظامی فوق‌العاده‌ای بود که خود دولت عثمانی، پیش از پیمان سور برپا نمود، به این امید که دستاوردهای بیشتر و بهتری در کنفرانس صلح پاریس (۱۹۱۹) به نفع ترکیه به دست آورد. این دادگاه‌ها، که بازجویی‌های پیش از دادرسی را در نوامبر سال ۱۹۱۸ میلادی آغاز کردند، در ماه فوریه سال بعد از آن آغاز به کار کرد، و تا سال ۱۹۲۲ میلادی دادرسی شان ادامه داشت. این دادگاه‌ها در نهایت به سبب اعمال فشار جنبش ناسیونالیست ترکیه و نیز به این سبب که دیگر به نظر نمی‌رسید بیش از این مزیتی برای دولت ملی‌گرای جدید داشته باشند، منحل شدند، به خصوص پس از بسته شدن معاهده سور و آغاز تجزیه امپراتوری.

## عملیات نمسیس

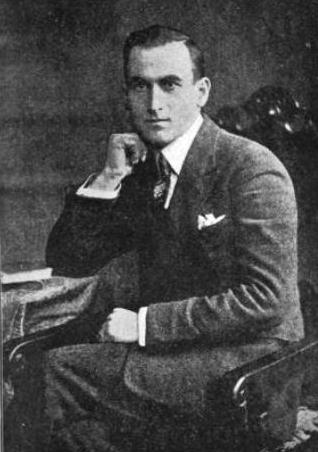
سوقومون تهلیریان (۱۸۹۶–۱۹۶۰ میلادی)، فدراسیون انقلابی ارمنی، بیست و پنج ساله ارمنی حکم مرگ طلعت پاشا را اجرا کرد

عملیات نمسیس (به ارمنی Նեմեսիս գործողություն - به انگلیسی Operation Nemesis)، یک عملیات مخفی بود که برخی اعضاء برجسته فدراسیون انقلابی ارمنی، حکم مرگ رهبران سیاسی دولت عثمانی را به اجرا درآوردند. آنان نقش فعالی در برنامه‌ریزی و دستور صدور قتل‌عام ارمنی‌ها داشته و از سوی دادگاه‌های نظامی ترکی سالهای ۱۹۱۹ تا ۱۹۲۰ محاکمه شده بودند. این عملیات که به عنوان عملیات نمسیس شناخته شد برای تعقیب چنین رهبرانی در سطح جهان ادامه یافت و حد اقل ده نفر از این رهبران که چهار نفر از آنان رهبران سیاسی جمهوری دمکراتیک آذربایجان که مسئولان قتل‌عام ارمنی‌های باکو بودند کشته شدند.
- طلعت پاشا (کشته شده در ۱۵ مارس ۱۹۲۱ در برلین)[۲۳۹]
- اسماعیل انور (کشته شده در ۱۴ اوت ۱۹۲۲ در تاجیکستان)[۲۴۰]
- بهبود خان جوانشیر وزیر امور داخلی جمهوری دمکراتیک آذربایجان و معاون وزیر تجارت و صنعت. (کشته شده در ۱۸ ژوئیه ۱۹۲۱ در استانبول)[۲۴۱]
- جمال پاشا (کشته شده در ۲۵ ژوئیه ۱۹۲۲ در تفلیس)[۲۴۰]
- سعید حلیم پاشا (کشته شده در ۵ دسامبر ۱۹۲۱ در رم)[۲۴۰]
- بهاتین شکیر (کشته شده در ۱۷ آوریل ۱۹۲۲ در برلین)[۲۴۰]
- جمال عظمی (کشته شده در ۱۷ آوریل ۱۹۲۲ در برلین)[۲۴۰]
- نصیب یوسف بی (کشته شده در ۳۱ مه، ۱۹۲۰ میلادی)[۲۴۰]
- فتحعلی خان دنبلی (خویسکی) (کشته شده در ۱۹ ژوئن، ۱۹۲۰ میلادی)[۲۴۰]
- حسن بیگ آغایف (کشته شده در ۱۹ ژوئیه، ۱۹۲۰ میلادی)[۲۴۰]

## نماد و لوگوی یکصدمین سالگرد نسل‌کشی ارمنیان

نماد و لوگوی یکصدمین سالگرد نسل‌کشی ارمنیان

- گل پنج پر با نام «بخاطر داشته باش و فراموش مکن»
- شعار اصلی: بخاطر دارم و حق می‌طلبم
- رنگ اصلی: بنفش
- رنگ‌های فرعی: زرد، مشکی و بنفش کم رنگ

«این نماد در قرون وسطی نماد حضور خداوند محسوب می‌شده‌است و در تمامی زبان‌های ذکر شده معنای نام این گل «بخاطر داشته باش» است و این جمله پیام اصلی یکصدمین سالگرد نسل‌کشی ارمنیان می‌باشد. این نماد (گل) پنج گلبرگ دارد که هر گلبرگ نشان دهنده قاره‌های پنج‌گانه است. قاره‌های پنج‌گانه از این لحاظ در نظر گرفته شده که پراکندگی بازماندگان نسل‌کشی ارمنیان در پنج قاره جهان را نشان می‌دهد.».
مفهوم رنگ‌ها:
- مشکی: بیانگر خاطره تلخ و وحشت حاصل از نسل‌کشی در زمان گذشته.
- بنفش: به معنای مشارکت در امری همگانی در زمان حال و نمادی از لباس روحانیان ارمنی.
- زرد: نماد نور خورشید که منبع حیات و امید به آفرینش است و این نماد بیانگر شکل دوازده وجهی از بنای یادبود نسل‌کشی ارمنیان در ایروان است. این رنگ به عبارتی بیانگر جاودانگی محسوب می‌شود.

## مراسم یادبود نسل‌کشی در ایران و جهان

لوگو یادبود صدمین سالگرد نسل‌کشی ارمنیان در ایران

۲۴ آوریل، سالروز اولین نسل‌کشی سده ۲۰ (میلادی) است که اساساً از طرف ارمنیان یادآوری می‌شود. ارمنیان هر ساله، به منظور گرامیداشت یاد و خاطرهٔ ۱/۵ میلیون ارمنی، که در ۱۹۱۵ میلادی به دست دولت عثمانی قتل‌عام شدند؛ در ارمنستان و سراسر جهان، با هدف روشن کردن افکار عمومی، مراسم بزرگداشتی برپا می‌کنند.
کارن خانلری،
«ارمنیان ایران از نظام جمهوری اسلامی ایران انتظار شناسایی رسمی نسل‌کشی ارمنیان را دارند. در نظریه‌های حقوقی جرم‌شناسی و جنایات جنگی معمولاً تأکید می‌شود که حکومت‌هایی که یک بار مرتکب نسل‌کشی شده و محکوم نگردیده‌اند؛ ذاتاً مستعد انجام نسل‌کشی‌های جدید می‌باشند. مصداق این موضوع در مورد ترکیه بعینه مشاهده می‌گردد. ترکیه، پس از موفقیت نسبی در امر نسل‌کشی ارمنیان، تکنولوژی نسل‌کشی را در مورد یونانیان، آشوری‌ها، مردمان کرد و علویان (ترکیه) نیز تکرار نمود.»
روبرت بگلریان،
«ما خواهان شناسایی رسمی و جبران خسارات ناشی از قتل‌عام ارمنیان هستیم. برای ما ارمنیان فقط شناسایی رسمی این واقعه از سوی دولت ترکیه و مجامع بین الملی کافی نیست، ما در پی اجرای عدالت و در پی جبران خسارات وارده بر ملت و تاریخ خود هستیم. آنچه در این واقعه مهم است، نیت و عمل انسانی است که چگونه صورت گرفته و تا به امروز استمرار یافته‌است زیرا آنچه برای ما واضح و روشن است این یک پروژه از پیش برنامه‌ریزی شده‌ای بود که با نیت و پیشینه تاریخی اجرا شده و من معتقدم اگر بنده کار سیاسی می‌کنم و اگر در ذات خود به عدالت و ارزشهای انسانی اعتقاد نداشته باشم مصلحت‌اندیشی‌های پوچ و بیهود در نهایت چیزی جزء هویت بی ریشه و شوم برای من باقی نخواهد گذاشت.»

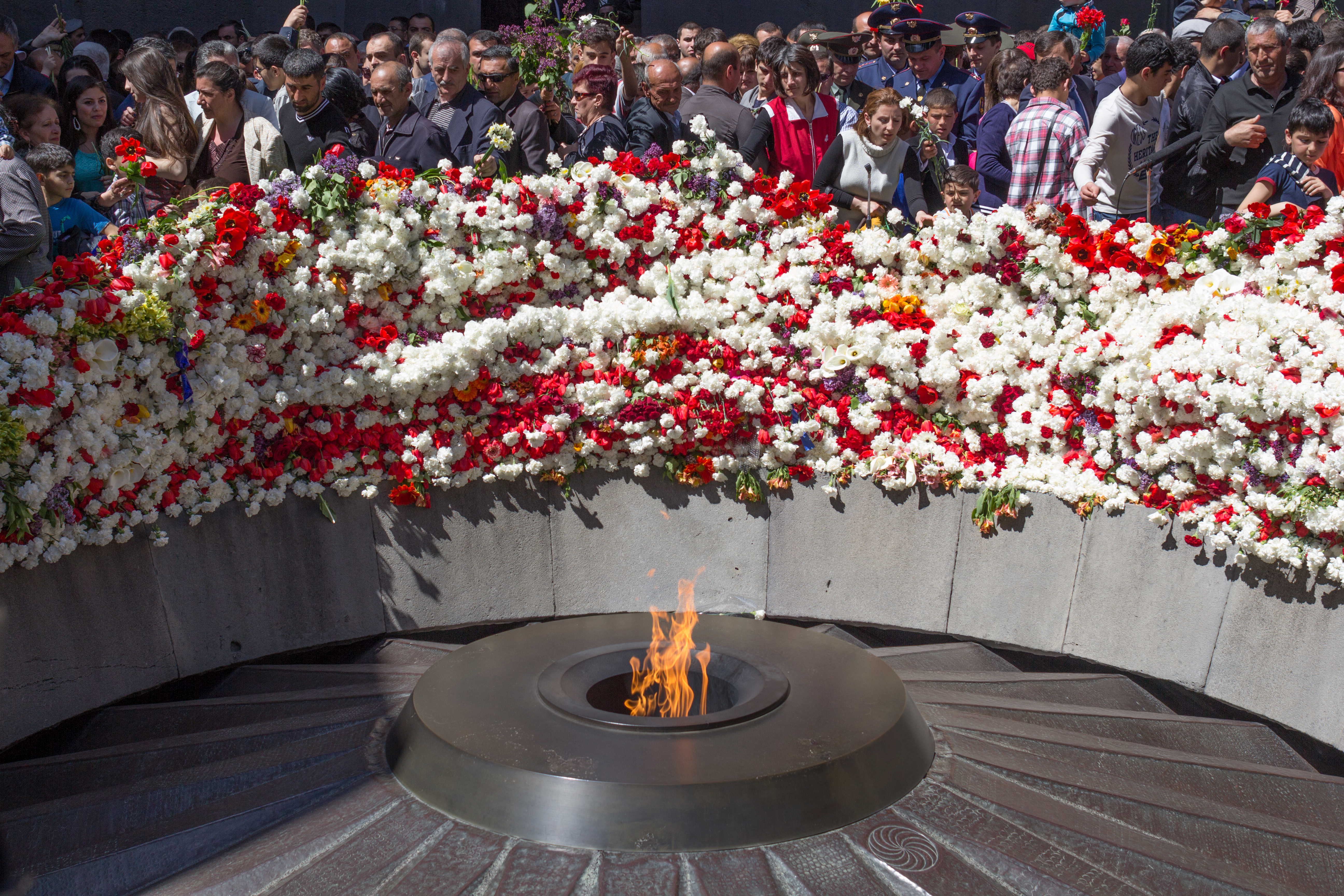
برگزاری یادبود نسل‌کشی ارمنیان در ایروان
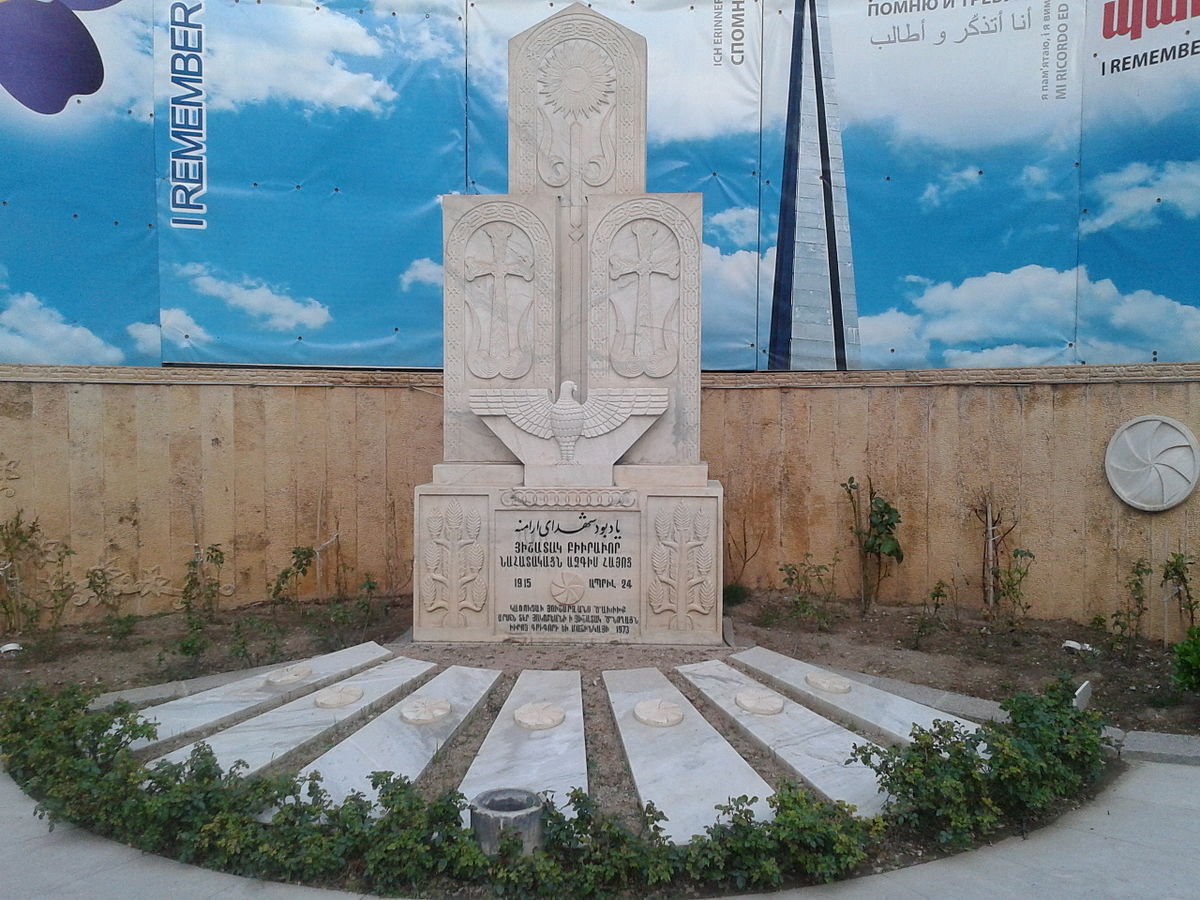
یادمان نسل‌کشی ارمنی‌ها در کلیسای سرکیس مقدس تهران
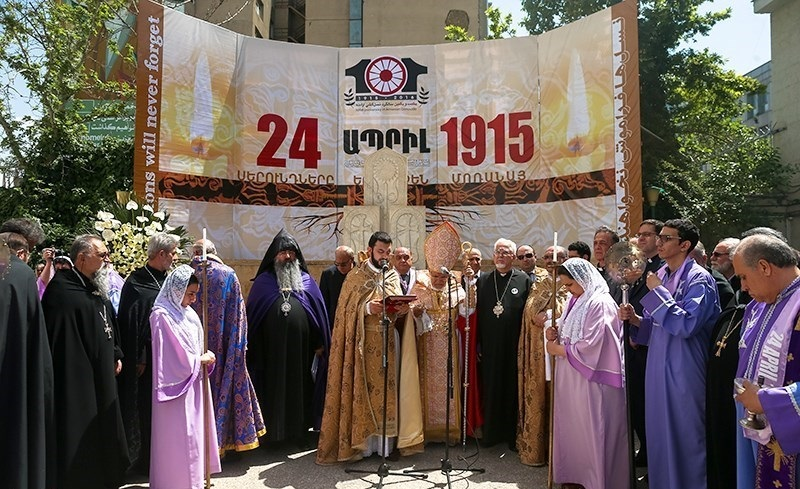
برگزاری یکصد و یکمین سالگرد نسل‌کشی ارمنیان در کلیسای سرکیس مقدس تهران
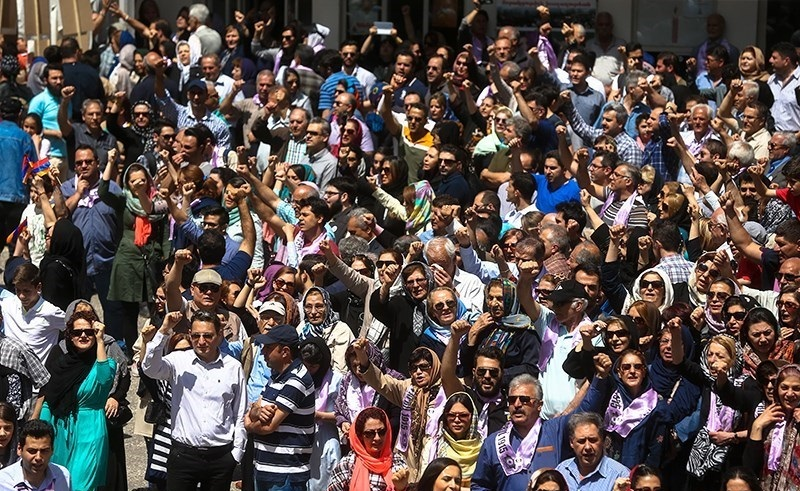
برگزاری یکصد و یکمین سالگرد نسل‌کشی ارمنیان در کلیسای سرکیس مقدس تهران
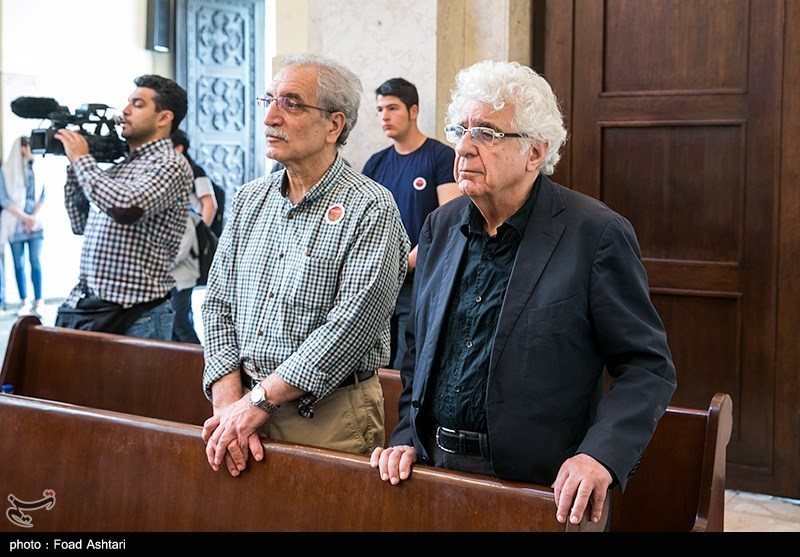
مراسم یکصدو دومین سالگرد نسل کشی ارمنی‌ها در کلیسای سرکیس مقدس
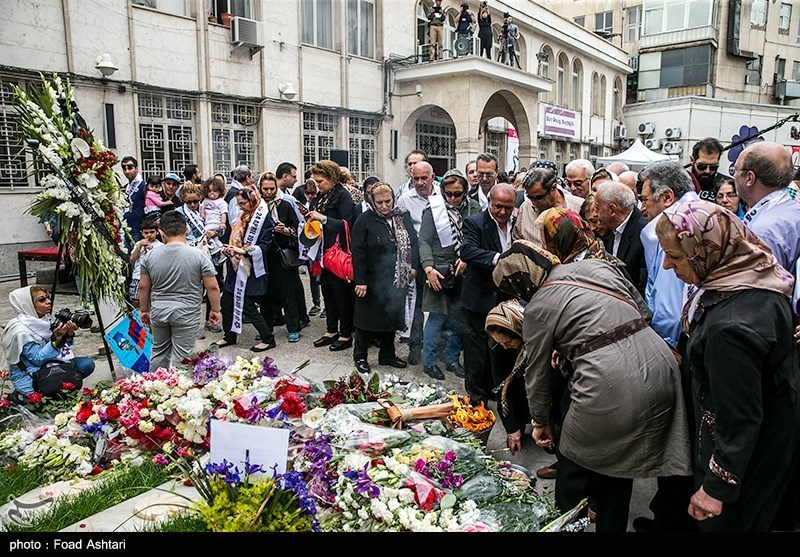
مراسم یکصدو دومین سالگرد نسل کشی ارمنی‌ها در کلیسای سرکیس مقدس

## به رسمیت شناختن نسل‌کشی ارمنیان
فهرست کشورهایی که به طور رسمی قانون به رسمیت شناختن نسل‌کشی ارمنی‌ها را اجرایی کرده اند، به شرح زیر است:
| کشور                             | تاریخ                                 |
| -------------------------------- | ------------------------------------- |
| امپراتوری عثمانی                 | ۱۹۱۹                                  |
| اروگوئه                          | ۱۹۶۵–۲۰۰۴                             |
| قبرس                             | ۱۹۷۵–۱۹۹۰–۲۰۱۵                        |
| جمهوری سوسیالیستی ارمنستان شوروی | ۱۹۸۸                                  |
| روسیه                            | ۱۹۹۵                                  |
| کانادا                           | ۱۹۹۶–۱۳ ژوئن ۲۰۰۲ و ۲۱ آوریل ۲۰۰۴     |
| لبنان                            | ۱۹۹۷                                  |
| فرانسه                           | ۲۰۰۶-۲۰۰۱-۲۰۰۰-۱۹۹۸                   |
| بلژیک                            | ۱۹۹۸                                  |
| یونان                            | ۱۹۹۹                                  |
| ایتالیا                          | ۲۰۰۰–۲۰۱۹                             |
| واتیکان                          | ۲۰۰۰                                  |
| سوئیس                            | ۱۳ دسامبر ۲۰۰۳                        |
| آرژانتین                         | ۲۰ اوت ۲۰۰۳ و ۳۱ مارس ۲۰۰۴            |
| اسلواکی                          | ۳۰ نوامبر ۲۰۰۴                        |
| هلند                             | ۲۱ دسامبر ۲۰۰۴–۲۰۱۸                   |
| لیتوانی                          | ۲۰۰۵                                  |
| ونزوئلا                          | ۱۴ ژوئیه ۲۰۰۵                         |
| لهستان                           | ۲۰۰۵                                  |
| شیلی                             | ۲۰۰۷                                  |
| سوئد                             | ۲۰۱۰                                  |
| بولیوی                           | ۲۰۱۴                                  |
| اتریش                            | ۲۰۱۵                                  |
| لوکزامبورگ                       | ۲۰۱۵                                  |
| برزیل                            | ۲۰۱۵                                  |
| پاراگوئه                         | ۲۰۱۵                                  |
| بلغارستان                        | ۲۰۱۵                                  |
| جمهوری چک                        | ۲۰۱۵                                  |
| سوریه                            | ۲۰۱۵                                  |
| آلمان                            | ۲۰۱۶                                  |
| پرتغال                           | ۲۰۱۹                                  |
| ایالات متحده آمریکا              | ۲۰۱۹ توسط کنگره - ۲۰۲۱ توسط رئیس‌جمهور |
| مکزیک                            | ۲۰۲۳                                  |

کشورهایی که نسل‌کشی ارمنیان را به رسمیت شناختند.
کشورهایی که احزاب سیاسی خاص یا ایالت‌های آن کش
ور کشتار ارمنیان را به عنوان نسل‌کشی شناختند.

فهرست سازمان‌هایی که نسل‌کشی ارمنیان را به رسمیت شناخته‌اند به شرح زیر است:
| سازمان‌ها                         | تاریخ             |
| -------------------------------- | ----------------- |
| کمیته حقوق بشر سازمان ملل متحد   | ۱۹۸۵              |
| پارلمان اروپا                    | ۱۹۸۷              |
| انجمن بین‌المللی پژوهشگران نسل‌کشی | ۱۹۹۷              |
| شورای اروپا                      | ۱۴ مه ۲۰۰۱ میلادی |
| مرکز بین‌المللی عدالت انتقالی     | ۲۰۰۲              |
| انجمن مردان جوان مسیحی           | ۲۰ ژوئیه ۲۰۰۲     |
| مرکوسور                          | ۲۴ نوامبر ۲۰۰۷    |
| شورای جهانی کلیساها              | ۲۰۱۳              |
| پارلمان آمریکای لاتین            | ۱ اوت ۲۰۱۵        |
| حزب سبز اروپا                    | ۲ ژوئن ۲۰۱۶       |

- ترکیه

در ترکیه صحبت از نسل‌کشی ارمنیان تابو است و دولت ترکیه با ایجاد فضای رعب و تهدید و با اتکا به ماده ۳۰۱ (قانون کیفری ترکیه) از بحث آزاد راجع به این مسئله، جلوگیری می‌نماید. اما شمار روزافزونی از روشنفکران و محققان تُرک، بی‌توجه به این تهدیدها و خطرها صدای اعتراض خود را بلند می‌کنند. نمایندگان سازمان‌های مدنی استانبول با نمایندگان جماعت ارمنیان پراکنده و فعالان ضد نژادپرستی اروپایی دیدار و موضوعات مختلف را مورد بحث قرار می‌دهند. این برنامه هر ساله تحت عنوان (درهای باز) برگزار می‌شود. دولت ترکیه وجود چنین کشتاری را منکر نمی‌شود اما وجود سیاست سیستماتیک برای نابودی ارمنیان را قبول ندارد. ترکیه معتقد است که در آن سال‌ها علاوه بر ارمنی‌ها ترک‌های بی دفاع نیز قربانی آشفتگی‌ها شده‌اند. ترکیه به جای نسل‌کشی از تراژدی بزرگ برای نامیدن آن استفاده می‌کند برخی نهادهای واقع در ترکیه از جمله شاخه استانبول جمعیت دفاع از حقوق بشر این واقعه را نسل‌کشی می‌دانند.
- ایران

(۲۴ آوریل ۲۰۰۲ میلادی) برای اولین بار، سی نفر از نمایندگان مجلس ششم با امضای توماری واقعه نسل‌کشی ارمنیان در سال ۱۹۱۵ در ترکیه عثمانی را محکوم کردند. (۹ سپتامبر ۲۰۰۴ میلادی) سید محمد خاتمی از یادمان نسل‌کشی ارمنی‌ها دیدن کرد و با نثار گل به قربانیان این فاجعه ادای احترام کرد.
- ایالات متحده آمریکا

ایالت‌های آمریکا که کشتار ارمنیان را به عنوان نسل‌کشی شناختند

۴۹ ایالت از ۵۰ ایالت (همه به جز می‌سی‌سی‌پی)، کشتار ارمنیان را به عنوان نسل‌کشی شناختند.
- ولز، (۲۰۰۵ میلادی)[۲۷۳]
- اسکاتلند، (۲۰۱۳ میلادی)[۲۷۴]
- ایرلند شمالی، (۲۰۱۰ میلادی)[۲۷۵]
- استرالیا، (ایالت نیو ساوت ولز در سال ۲۰۰۷ و ایالت استرالیای جنوبی در سال ۲۰۰۹)[۲۷۶]
- اسپانیا، (سرزمین باسک (منطقه خودمختار)،[۲۷۷] کاتالونیا،[۲۷۸] جزایر بالئاری[۲۷۹] ،نابارا[۲۸۰] و آراگون[۲۸۱])
- به رسمیت شناختن نسل‌کشی توسط کُردها

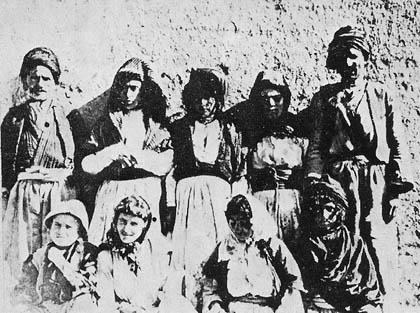
زنان ارمنی نجات یافته از اسیرکنندگان کُرد، عکاس ماریا یاکوبسن

 رهبران کُردها و سازمان‌های غیردولتی کُردها، نسل‌کشی ارمنیان را به‌طور رسمی به رسمیت شناختند یا عذرخواهی کردند.
سازمان غیردولتی انستیتو کُرد پاریس، حزب دموکرات کردستان عراق، احمد ترک رهبر حزب جامعه دموکراتیک (۳۰ دسامبر ۲۰۰۸ میلادی)، (احمد ترک، نماینده مجلس ملی کبیر ترکیه که از موضع کردها طرفداری می‌کند، به خاطر وقایع سال ۱۹۱۵ از ارمنیان عذرخواهی کرد، عبدالله اوجالان «توطئه‌های نسل‌کشی که در اوایل سده گذشته علیه ملت ارمنی صورت گرفت را ظالمانه دانست و بیان کرد که ارمنیان با رنجی عظیم تلاش کردند که استوار بمانند و این مقاومت را یک معجزه عنوان کرد».
«احمد ترک» در این باره گفته‌است:
«به احتمال یقین کُردها در نابودی غنای فرهنگی امپراتوری عثمانی نقش داشته‌اند. ما وقتی با برادران ارمنی و آشوری خود روبرو می‌شویم، از نگاه به چهره آنان احساس شرم می‌کنیم. کُردها همواره این آمادگی را دارند که به خاطر اشتباه خود (یعنی کشتار ارمنیان) عذرخواهی کنند تا مردم دو کشور در صلح زندگی کنند.»
شهردار شهر دیاربکر همراه با «عبداله دمیرباش» روز ۱۲ سپتامبر ۲۰۱۳ میلادی در مراسم رونمایی از بنای یادبود قربانیان نسل‌کشی ارمنیان و آشوریان رسماً از سوی کُردها به خاطر نسل‌کشی ارمنیان و آشوریان از آن‌ها عذرخواهی کرد.
«ما کُردها به نام اجدادمان، از ارمنی‌ها و آشوریان به خاطر نسل‌کشی در ۱۹۱۵ عذرخواهی می‌کنیم. ما به مبارزه و تلاش خود برای آشتی و جبران واقعه ادامه خواهیم داد.»

## آثار سینمایی و ادبی

جلد کتاب قتل‌عام ارمنیان اثر اسماعیل رائین

- حراج جان‌ها (۱۹۱۸) نوشته آرورا ماردیگانیان
- چهل روز موسی داغ (۱۹۳۳) نوشته فرانتس ورفل
- ریش آبی (۱۹۸۷) نوشته کرت وانه‌گت
- دجله سوزان (۲۰۰۳) نوشته پیتر بالاکیان
- حرام‌زاده استانبول (۲۰۰۶) نوشته الیف شافاک
- ناهاپت (۱۹۷۷) ساخته هنریک مالیان
- مایریگ (۱۹۹۱) ساخته آنری ورنوی
- آرارات (۲۰۰۲) ساخته آتوم اگویان
- نسل‌کشی ارمنی‌ها (۲۰۰۶) ساخته اندرو گولدبرگ
- مزرعه چکاوک‌ها (۲۰۰۷) ساخته برادران تاویانی
- برش (۲۰۱۴) ساخته فاتح آکین
- ۱۹۱۵ (۲۰۱۵) ساخته گارین هوانیسیان و آلک موحیبیان
- قول (۲۰۱۶) ساخته تری جرج

## نگارخانه

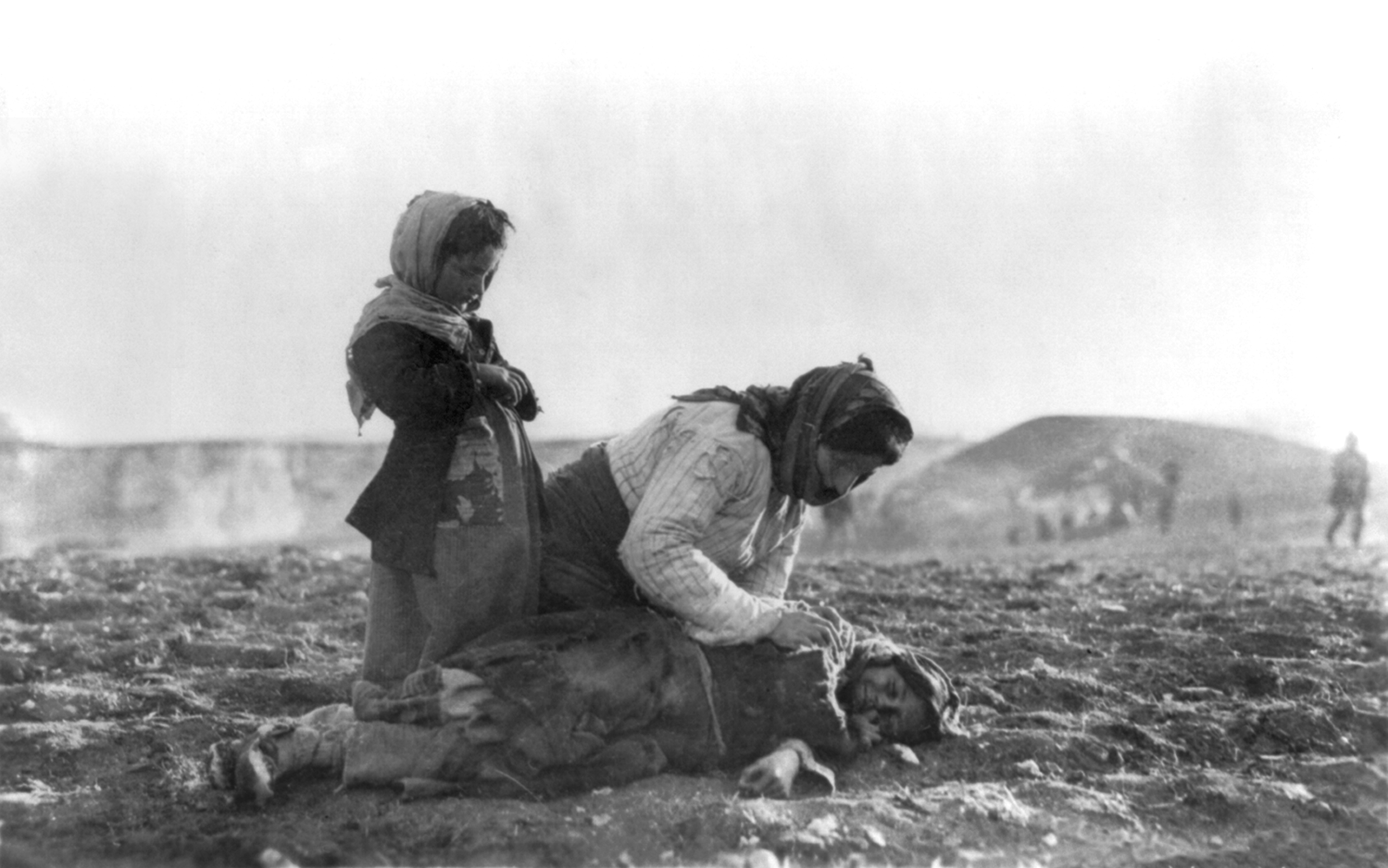
زن ارمنی در کنار جسد کودکش سوریه-حلب
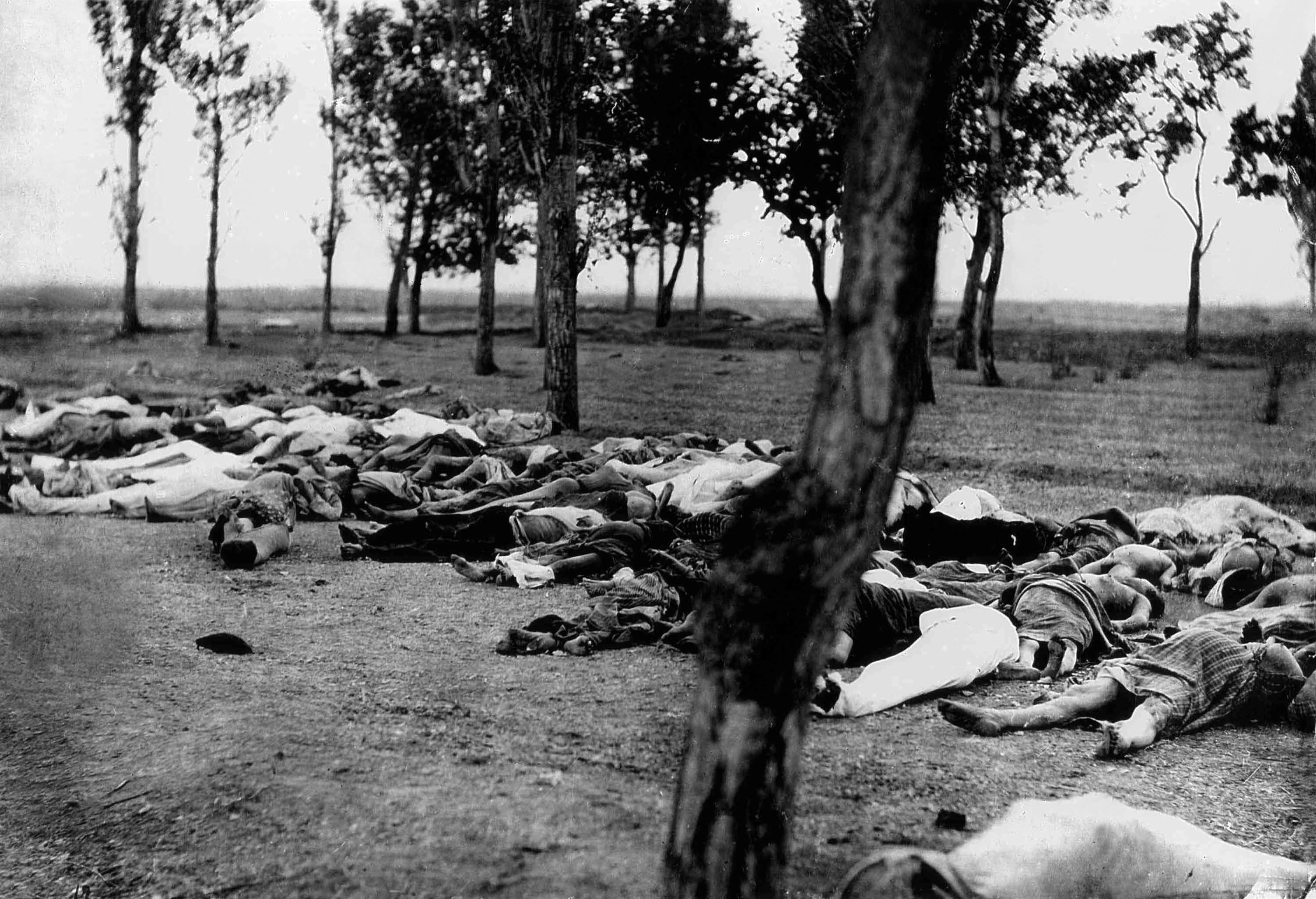
اجساد ارمنیان، عکاس هنری مورگنتاو، سفیر آمریکا در ترکیه
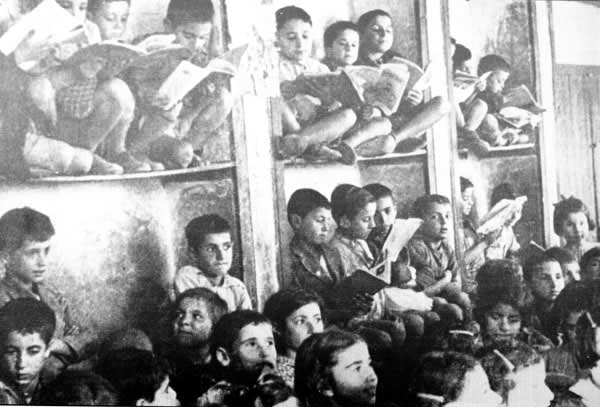
یتیمان ارمنی در کلاس درسی در سوریه-حلب
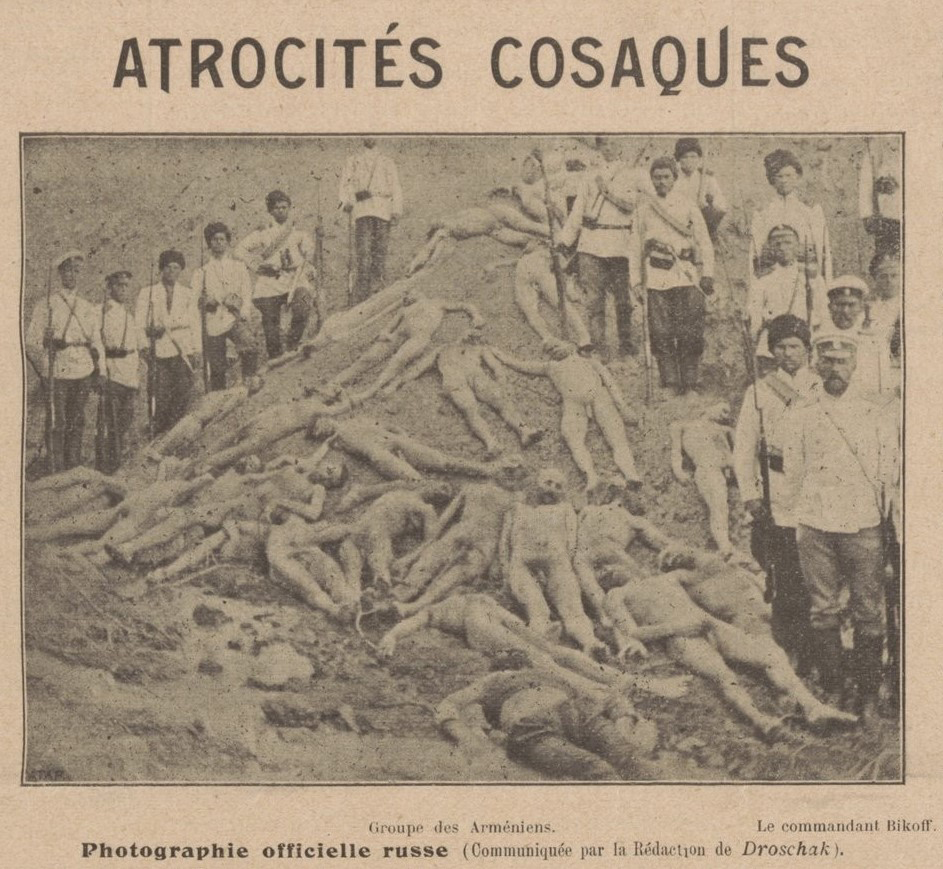
سربازان روس به فرماندهی سرهنگ دوم بیکوف در کنار پیکر رزمندگان ارمنی کشته شده به‌دست مرزبانان روس زمانی که می‌خواستند از مرز  روسیه با عثمانی بگذرند.
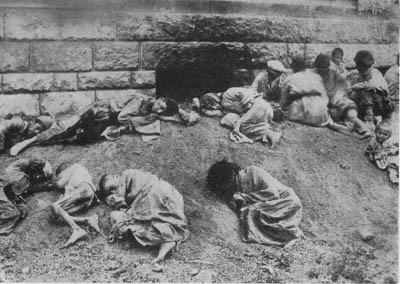
کودکان ارمنی عکاس جیمز بارتون
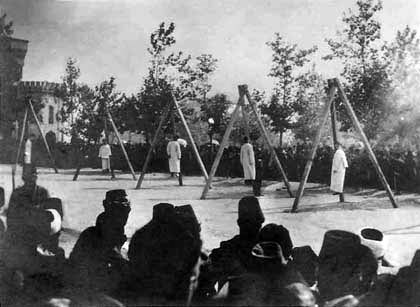
اعدام ارمنیان در قسطنطنیه ژوئن ۱۹۱۵

## برابرهای انگلیسی
1. ↑  Seghbos
2. ↑  Shnork
3. ↑  Chalabi
4. ↑  Gazaerian
5. ↑  H.Pezchian
6. ↑  nikoghos
7. ↑  Torgomian
8. ↑  Reshad Pasha
9. ↑  Chochikian
10. ↑  Pashatatian
11. ↑  N. Rosinian
12. ↑  A.B. Kochinian
13. ↑  S.P. Aslanian
14. ↑  Ravished Armenia
15. ↑  Chmshkatsag

## کتابهایی در خصوص نسل‌کشی ارمنیان
- آکچام، تانر. اقدام شرم‌آور. ترجمهٔ بابک واحدی و محسن قائم مقامی.
- دِر-آوانسیان (کارشناس علوم اجتماعی)، خانم روزیک (۱۳۹۴). کتاب نسل‌کشی ارمنی‌ها و ۱۰۰ سال مطبوعات ایران. آونگ. شابک ۹۷۸-۶۰۰-۹۳۹۶۸-۹-۴.
- صارافیان، آرا. کتاب گزارش طلعت پاشا دربارهٔ نسل‌کشی ارمنیان، ۱۹۱۷ م. ترجمهٔ آرپیار پطروسیان. کتاب سیامک. شابک ۹۷۸۹۶۴۶۱۴۱۷۰۴.
- یونانسیان، ایساک (۱۳۹۵). کتاب نسل‌کش ارمنیان ریشه‌ها و پیامدها. ثالث.
- ملکمیان، لینا (۱۳۹۴). کتاب نسل‌کشی ارمنی‌ها. ثالث.
- پاور، سامانتا (۱۳۸۶). معضلی برخاسته از جهنم. ترجمهٔ مارینا بنیاتیان. نشر چشمه. شابک ۹۶۴-۳۶۲-۲۴۴-۴.
- کونتسلر، یاکوب. کتاب در سرزمین اشک و خون. ترجمهٔ دکتر سعید فیروز آبادی. نائیری.
- کارزو، ژان ماری (۱۳۵۶). رمنستان ۱۹۱۵ قتل‌عام وحشیانه. ترجمهٔ فریبرز برزگر. تهران: انتشارات جاویدان.
- باربر، نوئل (۱۳۸۲). فرمانروایان شاخ زرین. ترجمهٔ عبدالرضا (هوشنگ) مهدوی. شابک ۹۷۸۹۶۴۳۴۱۲۳۲۶.
- مجموعه خاطرات فائز الحسین عرب و نعیم بیگ ترک در مورد نژاد کشی ارمنیان. ترجمهٔ دکتر آ. ساهاکیان.
- توین بی، آرنولد. کشتار یک ملت. ترجمهٔ محمد فاضل ملک‌نیا.
- آرلن، مایکل. جی. کشتار ارمنیان در ترکیه. ترجمهٔ جواد هاتفی.
- هوهانسیان، نیکلای (۱۳۸۷). نسل‌کشی ارمنیان. ترجمهٔ گارون سرکسیان. کتاب سیامک. شابک ۹۷۸-۹۶۴-۶۱۴۱-۶۰-۵.
- پاپازیان، آودیس (۱۳۸۸). اسناد سخن می‌گویند. ترجمهٔ گارون سرکسیان. کتاب سیامک. شابک ۹۷۸-۹۶۴-۶۱۴۱-۶۱-۲.
- تاریخ محکوم می‌کند، محاکمهٔ عاملان قتل‌عام ارمنیان. ترجمهٔ مهرداد اردوان. تهران: کتاب سیامک. ۱۳۸۴. شابک ۹۶۴-۶۱۴۱-۵۰-۱.
- رائین، اسماعیل (۱۳۵۰). قتل‌عام ارمنیان در دوران سلاطین آل عثمان. تهران.
- یالچن، کمال (۱۳۸۶). روحم با تو به وجد می‌آید. ترجمهٔ سدیک داویدیان. تهران. شابک ۹۶۴-۶۱۴۱-۵۶-۰.
- کایزر، هیلمار (۱۳۸۴). پای داری‌های انسانی. تهران: کتاب سیامک. شابک ۹۶۴-۶۱۴۱-۵۳-۶.
- آرسالان، آنتونیا. مرگ پرنده، مرگ انسان. ترجمهٔ کاملیا رفعت نژاد و آرمنوش آراکلیان.
- باغداساریان، ادیک. نژادکشی ارمنیان. نگاهی به نژادکشی ارمنیان؛ و محاکمه طلعت پاشا؛ و دادگاه سوغومون تهلیریان. انتشارات لویس.
- اوهانجانیان، آرتم (۱۳۷۸). شواهد و مدارک انکارناپذیر (اسناد اطریشی پیرامون قتل‌عام ارمنیان در سال ۱۹۱۵). ترجمهٔ ادیک باغداساریان. تهران.
- کتاب‌های فصلنامه فرهنگی پیمان.

- Adalian, Rouben Paul (2002). Historical Dictionary Of Armenia. Lanham, Maryland: Scarecrow Press, Inc. p. 46-50. ISBN 978-0-8108-4337-0.
- Walker, Christopher J. (1990). _The Survival of a Nation. St. Martin's Press Press. p. 411. ISBN 978-0-312-04944-7. Archived from the original on 13 July 2012.{{cite book}}:  نگهداری یادکرد:ربات:وضعیت نامعلوم پیوند اصلی (link)